# Demokratische Republik Kongo
Die Demokratische Republik Kongo (deutsch [ˈkʰɔŋgo], französisch [kɔ̃ˈgo], abgekürzt DR Kongo oder DRK, auch bekannt als Kongo-Kinshasa oder einfach Kongo mit bestimmtem männlichen Artikel der oder sächlich ohne Artikel) ist eine Republik in Zentralafrika. Sie ist nach Fläche der (nach Algerien) zweitgrößte und nach Bevölkerungszahl der viertgrößte Staat Afrikas und grenzt (von Norden im Uhrzeigersinn) an die Zentralafrikanische Republik, den Südsudan, Uganda, Ruanda, Burundi, Tansania, Sambia, Angola, den Atlantik und die Republik Kongo. (Der Name Kongo erscheint also in zwei benachbarten, aber verschiedenen Staaten.) Die Darstellung des Kongo als zusammengehöriger, souveräner Staat ist allerdings irreführend, da die Regierung keine Gewalt über das gesamte Land ausübt – der Kongo wird daher als Gescheiterter Staat betrachtet.
Die Demokratische Republik Kongo wird vom Äquator durchzogen; es herrscht ein tropisches Klima. Große Teile des Staatsgebietes sind von tropischem Regenwald bedeckt. Die etwa 110 Millionen Einwohner (Stand Juli 2024) lassen sich in mehr als 200 Ethnien einteilen. Es gibt eine große Sprachenvielfalt, die Verkehrssprache ist Französisch. Etwa die Hälfte der Einwohner bekennt sich zur katholischen Kirche, die andere Hälfte verteilt sich auf Kimbanguisten, andere christliche Kirchen, traditionelle Religionen und den Islam. Die Hauptstadt und Wirtschaftszentrum Kinshasa gilt mit über 16 Millionen Einwohnern, noch vor Lagos, als größte Stadt Afrikas. Städte mit mehr als einer Million Einwohnern sind zudem Lubumbashi, Mbuji-Mayi, Kananga, Kisangani, Bukavu und Tshikapa.

## Jüngere Geschichte
Das Gebiet des heutigen Staates kam im Jahr 1885 als Privatbesitz des belgischen Königs unter Kolonialherrschaft. Das vom belgischen König Leopold II. dort etablierte Kolonialregime gilt als eines der grausamsten. Nach der Unabhängigkeit im Juni 1960 wurde das Land nach mehrjährigen innenpolitischen Konflikten 32 Jahre lang von Mobutu Sese Seko diktatorisch regiert. 1997 wurde Mobutu vom Rebellenchef Laurent-Désiré Kabila gestürzt. Auf den Machtwechsel folgte ein weiterer Bürgerkrieg, der aufgrund der Verwicklung zahlreicher afrikanischer Staaten als Afrikanischer Weltkrieg bekannt wurde. 2002 wurde ein Friedensabkommen unterzeichnet. Im Osten des Landes finden aber bis heute Kämpfe statt. Erstmals seit 1965 fanden 2006 freie Wahlen statt. Dennoch wird das Land bis heute autoritär regiert und es kommt weiterhin regelmäßig zu schwerwiegenden Verletzungen der Menschenrechte.
Trotz oder gerade wegen seines Rohstoffreichtums zählt der Staat, bedingt durch jahrzehntelange Ausbeutung, Korruption, jahrelange Kriege und ständige Bevölkerungszunahme, heute zu den ärmsten Ländern der Welt.
Der derzeitige Staatspräsident Félix Tshisekedi wurde 2018 gewählt. Er setzte Sylvestre Ilunga von 2019 bis 2021 als Premierminister ein.

## Geographie

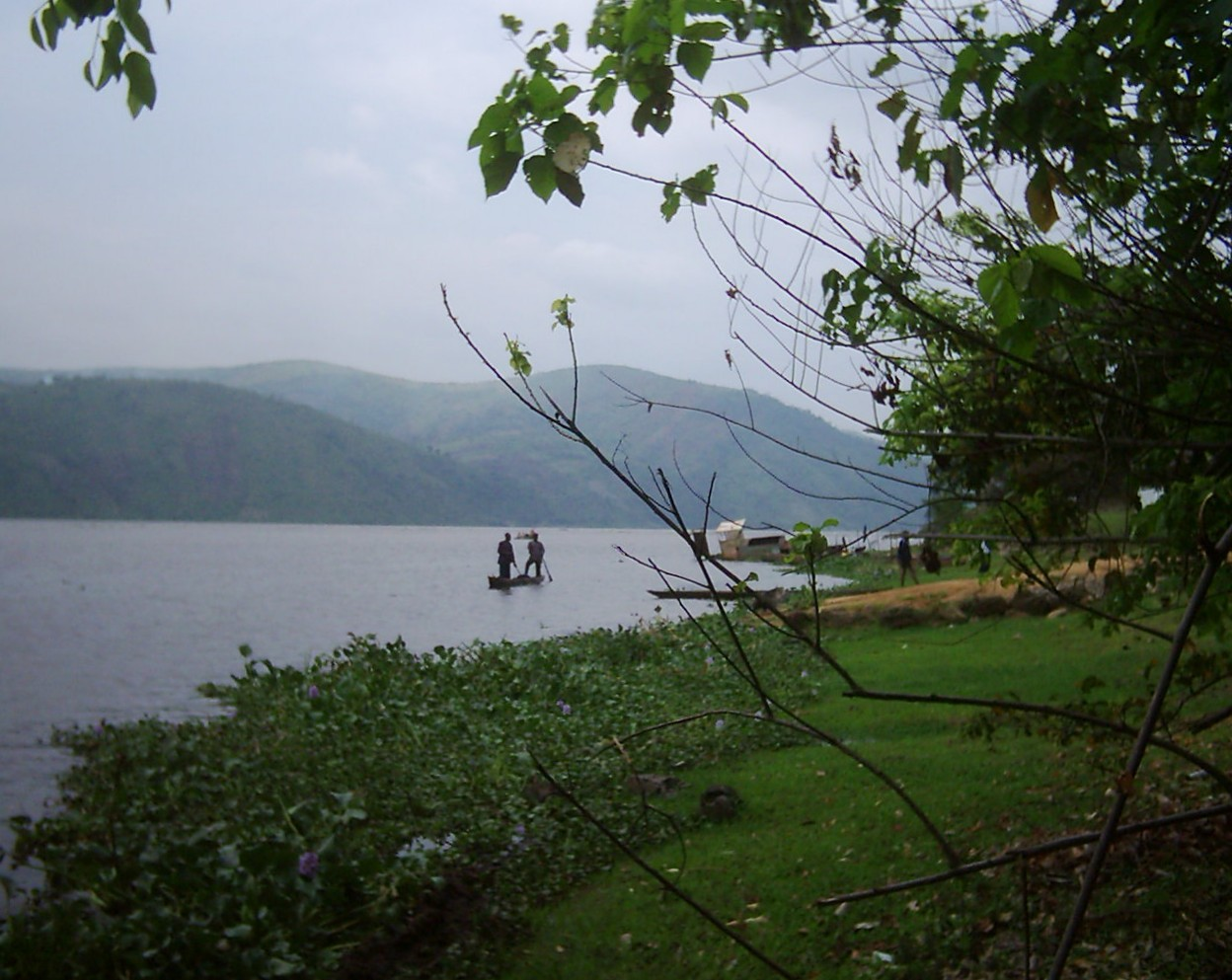
Der Kongo
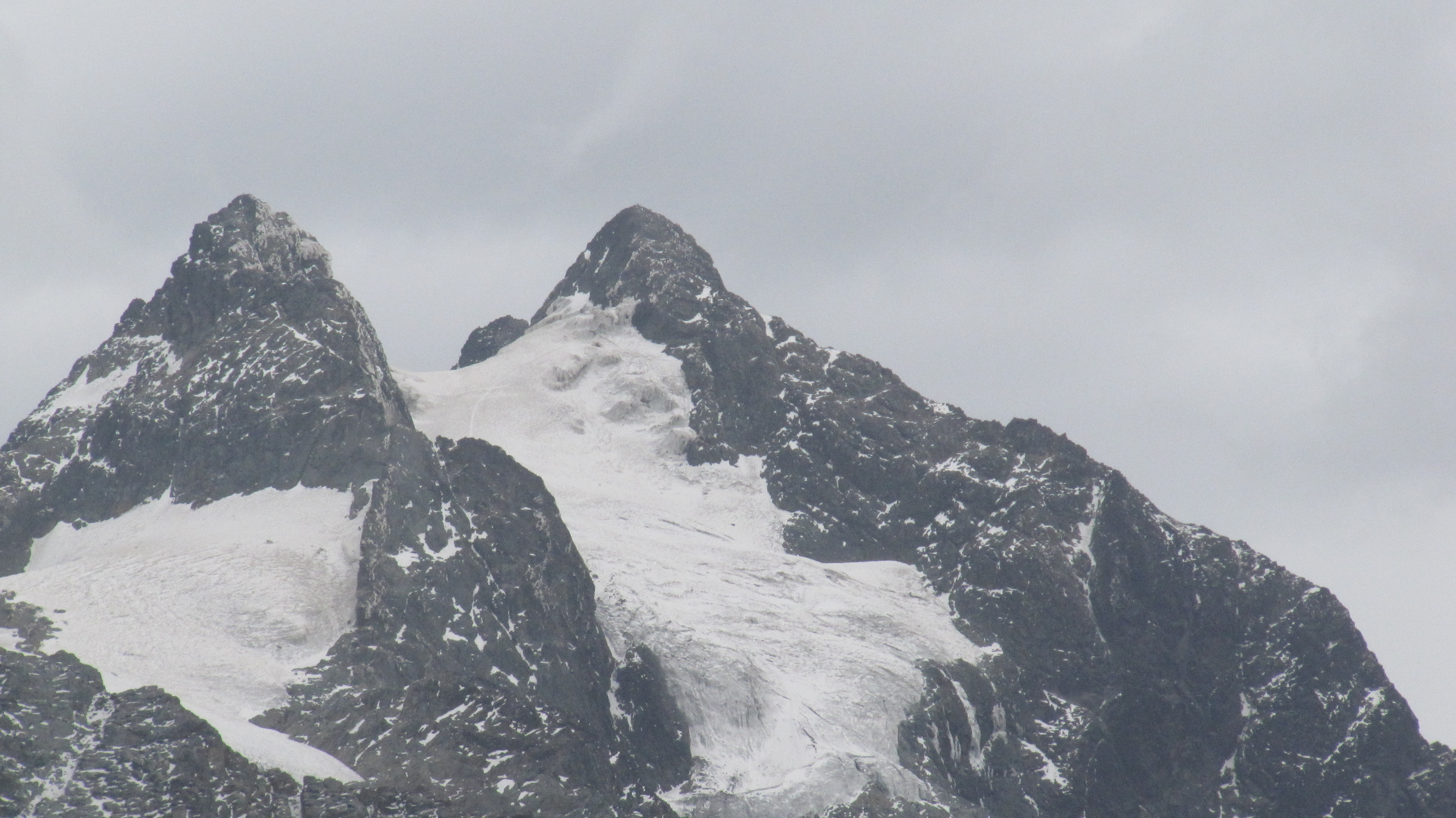
Alexandra-Spitze (links) und Margherita-Spitze des Ruwenzori-Gebirges
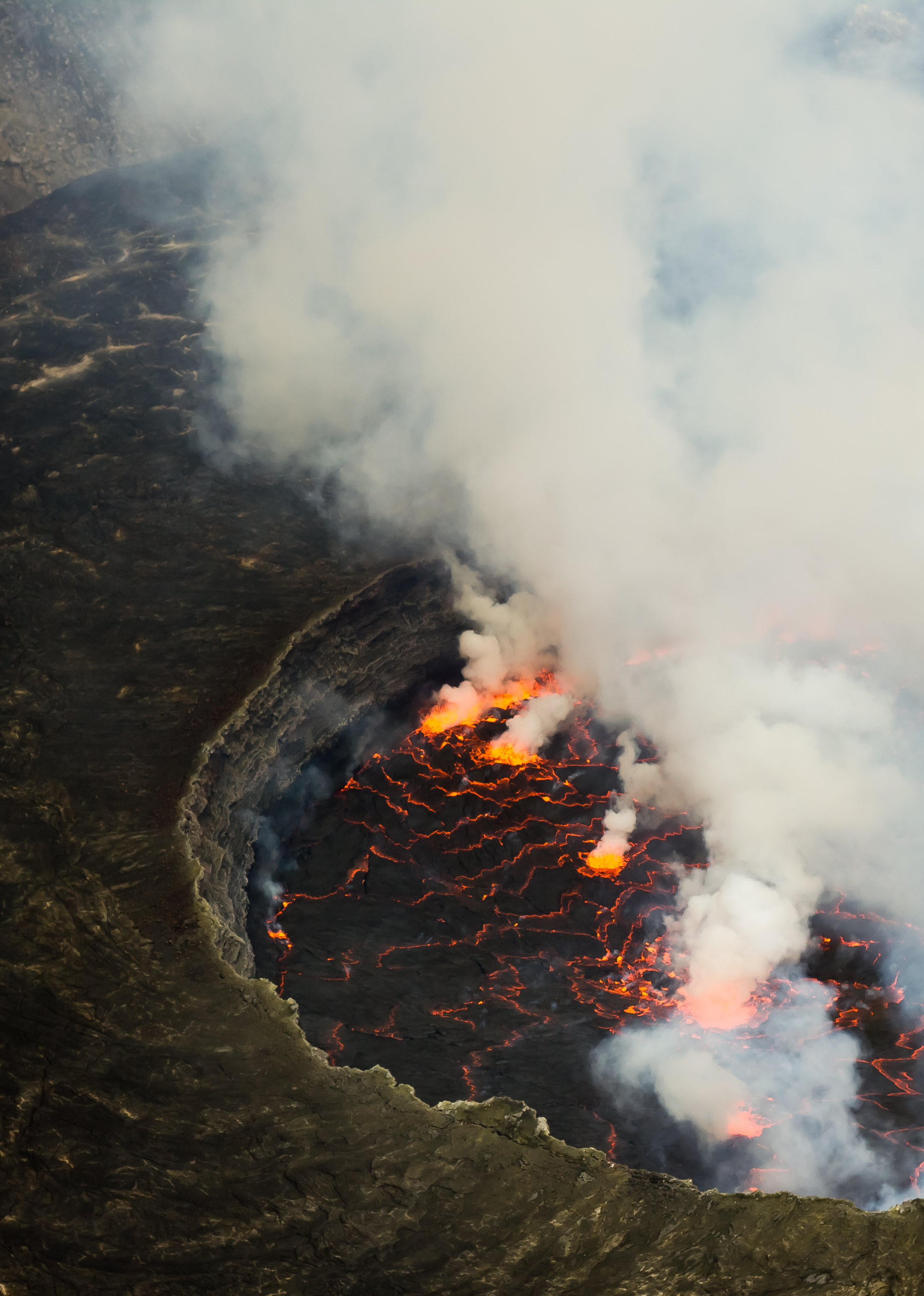
Lavasee im Krater des Nyiragongo
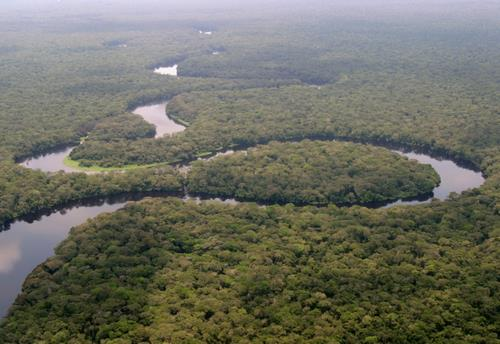
Fluss Lulilaka im Nationalpark Salonga

Die Demokratische Republik Kongo umfasst als zweitgrößter Staat Afrikas eine Fläche von 2.344.885 km² und ist somit 6,6-mal so groß wie Deutschland, 6,8-mal so groß wie die benachbarte Republik Kongo und 76,4-mal so groß wie die ehemalige Kolonialmacht Belgien.
Sie liegt in Zentralafrika am Äquator. Weil Flora und Fauna sehr vielfältig sind, besitzt das Land ein sehr hohes naturräumliches Potenzial.
Rund 60 Prozent des Landes nimmt das Kongobecken mit seinen tropischen Regenwäldern ein. Es ist an allen Seiten von Bergzügen mit Höhen zwischen 500 und 1000 Metern umgeben. Im Süden wird es vom Katanga-Bergland (frühere Bezeichnung: Shaba-Bergland) begrenzt, einem Teil der Lundaschwelle. Im Süden und Osten des Landes steigen die Bergzüge zu Hochgebirgen auf, wie die Mitumba-Berge und die Kundelungu-Berge im Süden und die Zentralafrikanische Schwelle und die Virunga-Vulkane im Osten. Sie erreichen Höhen von bis zu 4500 Metern und sind reich an Bodenschätzen wie Kupfer und Uran. Die höchste Erhebung ist mit 5109 Metern die Margherita-Spitze im Ruwenzori-Gebirge an der Grenze zu Uganda. Im äußersten Osten des Landes an der Grenze zu Ruanda befindet sich der Kiwusee.
Die Oxisolböden im Kongobecken sind oft stark verwittert und weisen nur eine geringe Fruchtbarkeit auf, während die höher gelegenen Gebiete im Norden und Süden fruchtbar sind und zum Ackerbau genutzt werden.
An der Küste liegen die beiden Hafenstädte Muanda und Banana; außerdem befinden sich dort Erdölvorkommen.
Der Osten birgt bedeutende Bodenschätze. Hier wurde beispielsweise Erdgas gefunden, im Osten und Nordosten auch Gold und Zinn.

### Klima
In der Demokratischen Republik Kongo herrscht aufgrund der geographischen Lage ein Äquatorialklima vor. In den meisten Landesteilen gibt es daher ein sehr warmes, tropisches Feuchtklima mit einer Durchschnittstemperatur von rund 20 °C in der Trockenzeit und rund 30 °C in der Regenzeit. Das Klima wird relativ wenig durch Jahreszeiten wie Trocken- und Regenzeit beeinflusst. Dennoch gibt es wegen der sehr großen Landesfläche regionale Disparitäten.
Durch die nördliche Landesmitte, in welcher die Städte Mbandaka und Kisangani liegen, verläuft der Äquator. In diesem rund 300 Kilometer breiten Gebiet gibt es das ganze Jahr über heftige Regenfälle, die durchschnittlich rund 1500–2000 mm betragen, während die Temperatur konstant bei rund 26 °C bleibt.
Kinshasas Klima ist gekennzeichnet durch eine Jahresdurchschnittstemperatur von über 25 °C sowie eine Wechselfolge zwischen den Trockenzeiten (vier Monate insgesamt) und den Regenzeiten, welche ihre extremste Ausprägung in den Monaten November und April haben. Im ganzen Jahr fallen in Kinshasa insgesamt rund 1400 mm Regen.
Im Norden des Landes lässt der große Waldflächenanteil, der typisch für das Äquatorialklima ist, Platz für eine Baumsavanne. Dort beginnt die Trockenzeit, anders als im Süden, meist zwei bis drei Monate vor dem Jahreswechsel und endet rund zwei bis drei Monate nach dem Jahreswechsel. Deshalb fallen hier rund 90 % der Jahresniederschläge in der Zeit zwischen März und November.
Im Süden beginnt eine Zone des tropischen Klimas, die mit einer Trockenzeit (drei bis sechs Monate, meist Mai bis September) und einer Regenzeit (sechs bis neun Monate, meist Oktober bis April) ausgeprägte Jahreszeiten aufweist. So gibt es zum Beispiel in Lubumbashi in der Provinz Haut-Katanga sogar sechs Monate relativer Trockenheit und sehr ausgeprägte Tages-Nacht-Temperaturschwankungen.
Der gebirgige Ostteil des Landes ist von Höhenklima geprägt und deutlich kühler im Vergleich zu den anderen Gebieten. Da die Temperatur dort pro 80 Höhenmeter um durchschnittlich 1 °C sinkt, kann man namhafte klimatische und ökologische Unterschiede beim Anstieg der Gebirge im Nationalpark Virunga und der Gefälle des Ruwenzori-Gebirges feststellen. An den höchsten Punkten dieser Gebiete ist sogar Schneefall nicht ungewöhnlich. Hier fallen auch die meisten Niederschläge des Landes.
Im kleinen Küstengebiet im äußersten Westen, wo auch der Kongo-Fluss mündet, senkt der kalte Benguelastrom Temperatur und Niederschlagsmenge deutlich ab, sodass es beispielsweise in der Stadt Boma im Jahr durchschnittlich weniger als 800 mm Niederschlag gibt.

### Gewässer
Der größte und längste Fluss, der durch die Demokratische Republik Kongo fließt, ist der Kongo mit 4374 Kilometern Länge. Er ist nach dem Nil der zweitlängste Fluss des afrikanischen Kontinents. Gemessen an seiner Wasserführung von 39.160 m³/s ist er der größte Fluss Afrikas und der zweitgrößte Fluss weltweit. Der Kongo entspringt im Süden des Landes in der Provinz Haut-Katanga im Mitumba-Gebirge und fließt etwa 1000 Kilometer nach Norden, von wo er nach Westsüdwesten umgelenkt wird. Hier besteht auch ein Binnendelta. Anschließend bildet er die Grenze zwischen der Demokratischen Republik Kongo und der Republik Kongo, bevor er schließlich in den Atlantischen Ozean mündet. Zahlreiche Flüsse münden in den Kongo. Der mit einer Wasserführung von 9.873 m³/s bei weitem größte dieser Nebenflüsse ist der aus Angola kommende Kasai, der ebenfalls mehrere Nebenflüsse aufweist und in den Gebirgen im Süden entspringt. Ein ebenfalls im Süden entspringender linker Nebenfluss des Kongo, der Lomami, hat sein Quellgebiet in der Provinz Haut-Lomami. Der größte von Norden kommende Zufluss des Kongos ist der Ubangi, der nahezu über seine gesamte Länge die Grenze zur Zentralafrikanischen Republik und zur Republik Kongo bildet.
Die 40 Kilometer lange Küste nördlich der Kongomündung in den Ozean stellt die einzige Öffnung zum Atlantischen Ozean dar. Im Osten des Landes befindet sich die Seenkette des Großen Afrikanischen Grabens, die die Ostgrenze bildet. Dazu gehören unter anderem (von Nord nach Süd) der Albertsee, Eduardsee, Kiwusee und Tanganjikasee.

### Flora und Fauna

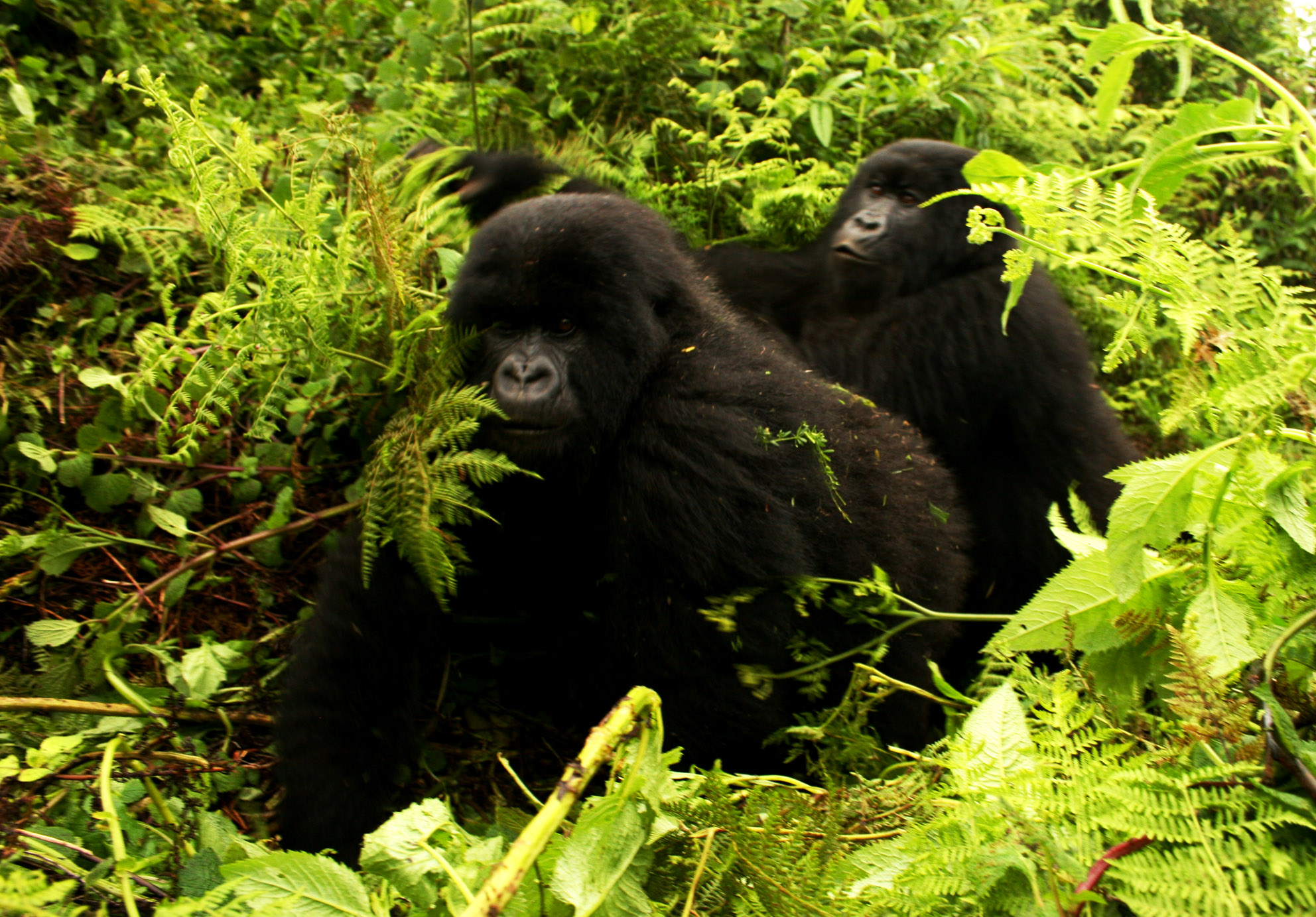
Berggorillas im Nationalpark Virunga

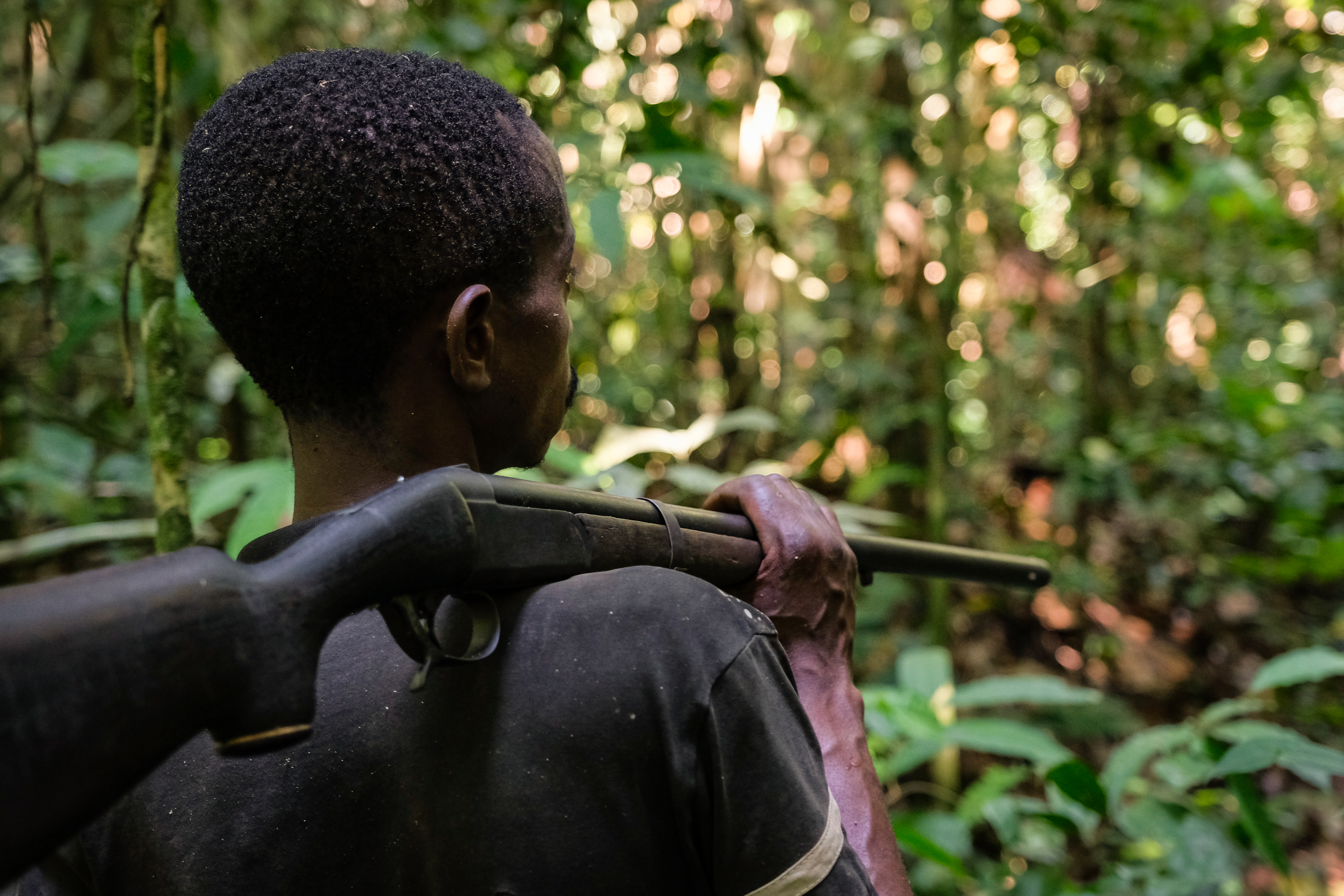
Die traditionelle Jagd enthält heute ein großes Konfliktpotential (Jäger nahe Yangambi)

In der Demokratischen Republik Kongo existieren hauptsächlich zwei Vegatationskategorien: Wald und Savanne. Dies ist abhängig von der Höhenlage, die unterschiedliche klimatische Bedingungen bewirkt. Hier findet man die größten noch existierenden Regenwaldgebiete Afrikas. Da dort neben einer sehr großen Artenvielfalt und Biodiversität ausgesprochen viele endemische Arten, Gattungen und Familien von Pflanzen und Tieren und vielfältige Ökosysteme vorkommen, wird der Staat zu den Megadiversitätsländern dieser Erde gerechnet. Der kongolesische Teil des Ruwenzori-Gebirges steht als Bestandteil des Nationalparks Virunga unter Schutz. 1994 wurde ein großer Teil des Ruwenzori von der UNESCO zum Weltnaturerbe erklärt.
Rund zwei Drittel der Landesfläche sind von tropischem Regen- und Höhenwald bedeckt. In höheren Lagen in Äquatornähe gibt es vor allem Bergregenwald, Wolken- und Nebelwald. Hier findet man vorrangig Bäume und Pflanzen mit langen Stämmen, dünner Baumrinde und festen Blättern. Beispiele hierfür sind der Gummibaum und Hartholzpflanzen wie der Teakbaum und Mahagonigewächse. Außerdem gibt es dort Ölpalmen, Würgefeigen und Aufsitzerpflanzen wie Orchideen. Nördlich und südlich der Regenwaldregion befinden sich 200 und 500 Kilometer breite Streifen mit Feuchtsavanne. Diese Verteilung ist niederschlagsbedingt und gründet sich auf die innertropische Konvergenzzone (ITC). Eine im Feuchtsavannengebiet vorkommende Pflanzengattung ist die Wolfsmilch. Die Feuchtsavanne geht schließlich in die Trockensavanne mit Miombowaldgebieten über. Die typische Vegetation besteht dort hauptsächlich aus Akazien und Sukkulenten.
Obwohl einige Säugetiere wie der Löwe, das Steppenzebra, der Schakal, die Hyäne sowie eine Reihe von Antilopenarten bevorzugt in den Savannenregionen leben, gibt es vor allem durch den hohen Waldanteil mit insgesamt 415 sehr viele verschiedene Säugetierarten im Land. Insbesondere fünf als UNESCO-Welterbe ausgezeichnete Schutzgebiete, die vier Nationalparks Garamba, Kahuzi-Biéga, Salonga und Virunga sowie das Okapi-Wildtierreservat, stellen einen wichtigen Lebensraum für viele Säugetiere wie Bonobos, Östliche Gorillas, Okapis und Afrikanische Büffel dar. Besonders die Vielfalt an Menschenaffen ist bemerkenswert: Die Demokratische Republik Kongo beherbergt als weltweit einziges Land drei Menschenaffenarten: neben dem Östlichen Gorilla und dem Bonobo auch den Schimpansen. Diese sind dort allerdings kaum noch aufzufinden und akut vom Aussterben bedroht. Auch die Lage der Bonobos ist bedrohlich: die Gesamtzahl der Bonobos in der Wildnis ist unbekannt, weil bisher entsprechende Erhebungen nur in etwa 30 Prozent des Verbreitungsgebietes durchgeführt wurden. Der Salonga-Nationalpark ist das mit Abstand wichtigste Habitat, dort lebten im Jahr 2022 rund 15.000 Tiere und damit etwa 40 Prozent aller Bonobos. Vor den 1980er Jahren lag die geschätzte Gesamtzahl bei über 100.000. Hauptgrund des Aussterbens der Menschenaffen sind Wilderer, die das Bushmeat als Delikatesse in den Städten verkaufen.
Auch bei anderen Säugetieren besteht das Problem des Artensterbens. Doch im Gegensatz zur Delikatesse Affenfleisch werden andere bedrohte Tierarten vor allem aufgrund des immensen Proteinbedarfs der wegen der sehr hohen Fertilitätsrate der Frauen schnell wachsenden Bevölkerung gejagt. Oftmals ist das Jagen geschützter Tierarten für Landesbewohner überlebenswichtig. Doch auf diese Weise schrumpften die Bestände mancher Wildtierarten so sehr, dass einige Arten laut Forschungsprognosen schon in rund 50 Jahren ausgestorben sein könnten.
Auch die anderen Tierklassen lassen sich in großer Zahl finden. Es gibt 268 verschiedene Reptilienarten und je über eintausend Fisch- und Vogelarten. Sehr groß ist auch die Anzahl an Insektenarten. So gibt es allein über 1300 verschiedene Arten von Schmetterlingen. In keinem anderen Land weltweit ist dieser Wert größer.
Im Januar 2025 verkündete die DR Kongo die Errichtung eines Schutzgebiets mit rund 108.000 km² Regenwald.

### Städte
Die mit Abstand größte Agglomeration des Landes ist die Hauptstadt Kinshasa mit gut 16 Millionen Einwohnern. Damit konzentrieren sich 14 % der Bevölkerung der Demokratischen Republik Kongo auf dieses Gebiet. Neben der Großregion Kinshasa konzentriert sich die Bevölkerung vor allem auf die Bergbauprovinzen Katanga, Kasaï-Occidental und Kasaï-Oriental.
Die Stadtbevölkerung steigt in fast allen Großstädten des Staates durch anhaltende Landflucht stark an. Im Jahr 2023 lebten 47 Prozent der Einwohner der Demokratischen Republik Kongo in Städten. Im Landesosten können die Einwohnerzahlen, bedingt durch Flüchtlingsbewegungen, erheblich schwanken.
| Rang | Stadt      | Einwohner (2023) | Provinz          |
| ---- | ---------- | ---------------- | ---------------- |
| 01   | Kinshasa   | 16.316.000       | Kinshasa         |
| 02   | Mbuji-Mayi | 2.892.000        | Kasaï-Oriental   |
| 03   | Lubumbashi | 2.812.000        | Katanga          |
| 04   | Kisangani  | 1.602.144        | Orientale        |
| 05   | Bukavu     | 1.249.000        | Sud-Kivu         |
| 06   | Kananga    | 1.169.000        | Kasai-Occidental |
| 07   | Tshikapa   | 001.006.388      | Kasai-Occidental |
| 08   | Mbandaka   | 470.307          | Équateur         |
| 09   | Goma       | 00461.306        | Nord-Kivu        |
| 10   | Likasi     | 00460.959        | Katanga          |
| 11   | Kolwezi    | 00454.287        | Katanga          |

## Bevölkerung

### Demographie

Bevölkerungsentwicklung, Fertilitäts- und Nettoreproduktionsraten von 1950 bis 2021; Schätzung der Vereinten Nationen 2022
Blaue Kurve (linke Y-Achse): Gesamtbevölkerung jeweils zum 1. Juli in Tausend
Rote Kurve (rechte y-Achse): Gesamtfruchtbarkeitsrate (Lebendgeburten pro Frau)
Gelbe Kurve (rechte y-Achse): Nettoreproduktionsrate (überlebende Töchter pro Frau)

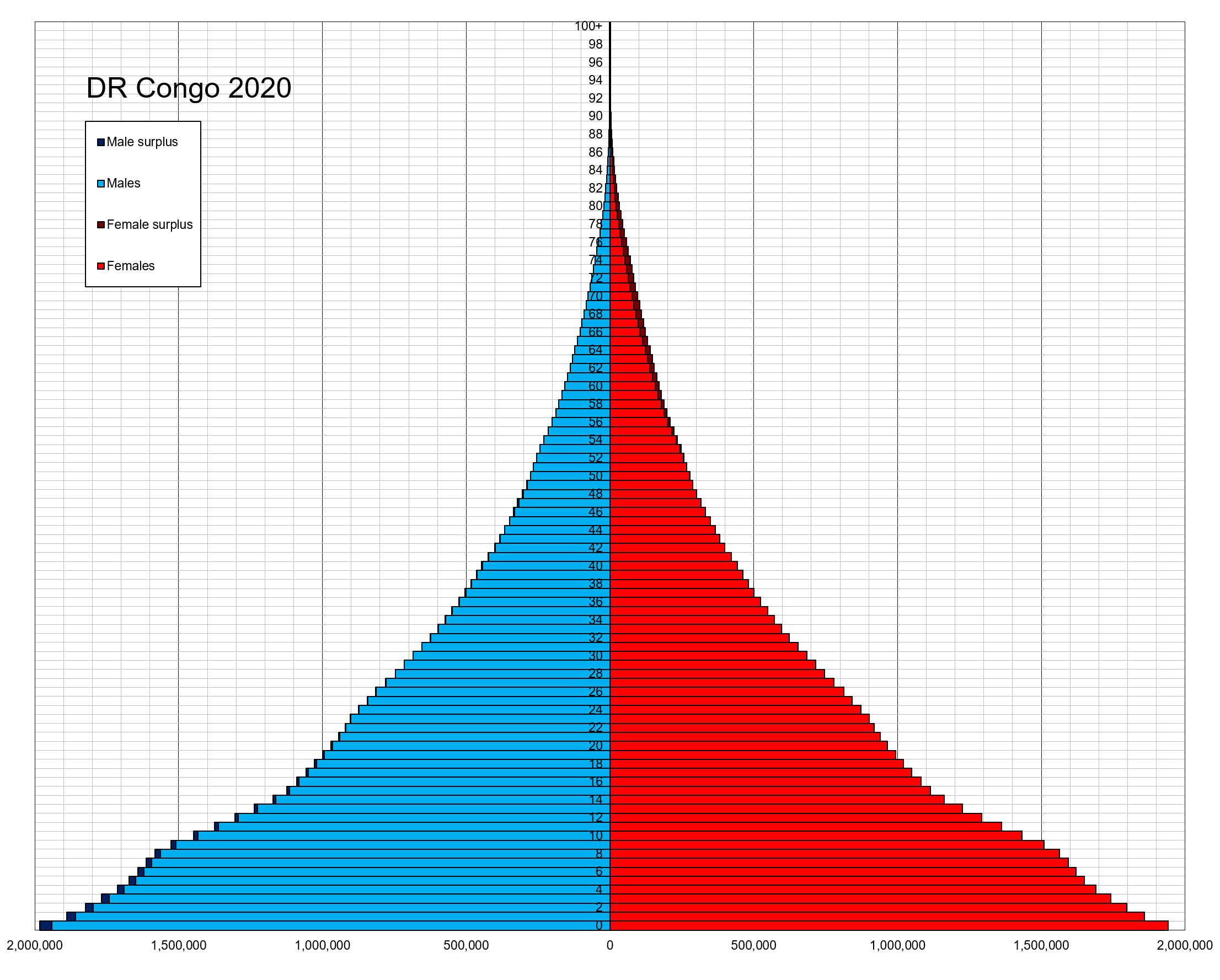
Bevölkerungspyramide der DR Kongo (2020)

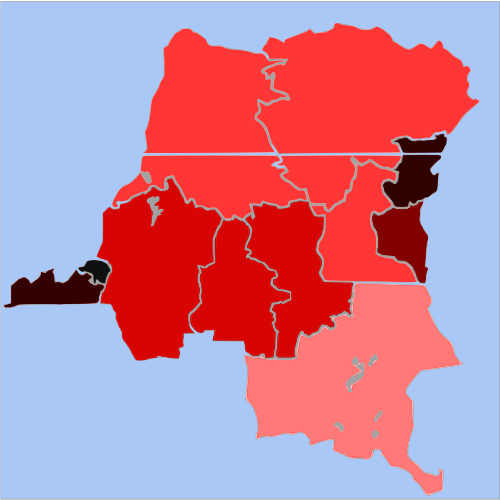
Verteilung der Bevölkerungsdichte nach Provinz 2010. Einwohner pro km²:
> 100
75–100
50–75
25–50
15–25
< 15

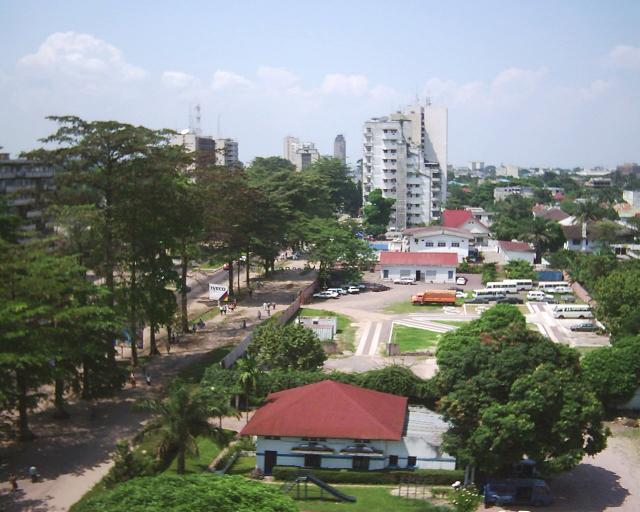
Boulevard du 30 juin in Kinshasa, der mit Abstand größten Stadt des Landes

Die Demokratische Republik Kongo hatte im Jahr 2022 insgesamt 99,0 Millionen Einwohner und ist damit der viertbevölkerungsreichste Staat Afrikas. Das jährliche Bevölkerungswachstum betrug + 3,2 %. Zum Bevölkerungswachstum trug ein Geburtenüberschuss (Geburtenziffer: 41,7 pro 1000 Einwohner vs. Sterbeziffer: 9,4 pro 1000 Einwohner) bei. Die Anzahl der Geburten pro Frau lag 2022 statistisch bei 6,1, die der Region West- und Zentralafrika betrug 4,9. Der Median des Alters der Bevölkerung lag im Jahr 2021 bei 15,6 Jahren. Im Jahr 2023 waren 46,5 Prozent der Bevölkerung unter 15 Jahre, während der Anteil der über 64-Jährigen 2,9 Prozent der Bevölkerung betrug. Der Kongo hat damit eine der jüngsten Bevölkerungen der Welt. Im weltweiten Vergleich hat das Land laut Fund For Peace die problematischste Demografieentwicklung aller Staaten. Eine Volkszählung fand zuletzt 1984 statt. Damals lag die Bevölkerungszahl noch bei etwa 30 Millionen, seitdem hat sich die Bevölkerungszahl also mehr als verdreifacht. Für Mitte des Jahrhunderts wird deshalb mit über 200 Millionen Einwohnern in der DR Kongo gerechnet. Die Bevölkerungsdichte ist mit etwas mehr als 43 Einwohner pro km² eher gering.
Die Lebenserwartung der Einwohner der Demokratischen Republik Kongo ab der Geburt lag 2022 bei 59,7 Jahren (Frauen: 62,1, Männer: 57,5).
Der Statistische Dienst des Landes ist das Institut National de la Statistique mit Sitz in Kinshasa. In allen Provinzen des Landes gibt es von ihm eine Dienststelle.

### Bevölkerungsstruktur
Während der Kolonialzeit wurden auch im Kongo Ethnien konstruiert. Einige dieser ethnischen Identitäten beruhen auf prämodernen Stammeszugehörigkeiten, andere, wie zum Beispiel die Baluba, wurden gänzlich neu konstruiert. Heute existieren weit mehr als 200 Ethnien in der DRK. Von den Angehörigen dieser Ethnien werden etwa 80 Prozent zu den Bantu gezählt. Die meisten Bewohner des Landes werden nur einigen wenigen Ethnien zugerechnet, davon die vier großen Bantuvölker: die beiden größten Gruppen sind Bakongo (16 Prozent) und Baluba (18 Prozent), daneben sind auch die Mongo (13 Prozent) und die Banjaruanda (10 Prozent) zahlenmäßig stark.
Weitere 18 Prozent der Gesamtbevölkerung gehören zu Völkern, die Zentralsudanische Sprachen sprechen. 2 Prozent sind Niloten und 20.000 bis 50.000 Mbuti. Von den etwa 100.000 Europäern (überwiegend Belgier), die zum Zeitpunkt der Unabhängigkeit im Land lebten, sind bis heute etwa 20.000 geblieben.
Bereits vor der Unabhängigkeit schürte die belgische Kolonialmacht Rivalitäten zwischen den Volksgruppen; diese werden bis heute als maßgebliche Ursache für die Kriege und Konflikte im Land genannt.
Im Jahre 2017 waren 0,8 Prozent der Bevölkerung im Ausland geboren. Im Land leben 280.000 Flüchtlinge aus der Zentralafrikanischen Republik. Weitere größere Ausländergruppen kommen aus Ruanda und Angola.

### Sprachen

Verbreitung der vier Nationalsprachen

In der Demokratischen Republik gibt es eine Sprachenvielfalt, die im Land ähnlich groß ist wie die Vielfalt an Volksgruppen: Insgesamt wird die Anzahl der Sprachen und Dialekte des Kongo mit 214 angegeben. Aufgrund der kolonialen Vergangenheit nimmt das Französische den Rang der Amts-, Literatur- und Bildungssprache ein. Daneben gibt es vier offizielle Nationalsprachen: Lingala, Kikongo ya leta, Tschiluba und eine kongolesische Variante des Swahili, deren Rechtschreibung 1974 geregelt wurde. Auch diese wurden in der Kolonialzeit von Belgien festgelegt, um die Sprachenvielfalt zu begrenzen. Kikongo ya leta wird vor allem in den beiden Provinzen Kongo Central und Bandundu gesprochen, während Tshiluba vor allem in den beiden Provinzen Kasai-Occidental und Kasaï-Oriental gesprochen wird. Der Ursprung des Lingala befindet sich in dem Land selbst. Diese Sprache, die der Volksgruppe der Bangala zuzuordnen ist, breitete sich aus der Region Équateur entlang der Flüsse aus. Gefördert wurde diese Ausbreitung durch die Europäer, die sie als Kommunikationssprache nutzten, später durch die Diktatur von Mobutu, der sich durch die Medien auf Lingala an sein Volk wandte, und heute durch die Popmusik. Swahili ist eine Verkehrssprache in ganz Ostafrika, welche, wenngleich sie im Kongo wenig Muttersprachler hat, diesen Status auch im Osten des Landes besitzt. Außerdem wurde nach dem Ende des Mobutu-Regimes Swahili offizielle Armeesprache und dadurch im gesamten Landesgebiet zunehmend populär. Artikel 1 der Verfassung bestimmt neben Französisch als „offizielle Sprache“: «… langues nationales sont le kikongo, le lingala, le swahili et le tshiluba» (Nationalsprachen sind Kikongo, Lingala, Swahili und Tschiluba). Laut Artikel 142 sind alle Gesetze binnen 60 Tagen in diesen Sprachen zu veröffentlichen. Im Osten des Landes ist Swahili die vorherrschende Sprache der Kommunikation und wird auch in Schulen und auf Ämtern benutzt. Weitere Sprachen sind beispielsweise das mit Tschiluba nah verwandte Kiluba, Chokwe und Kikongo.
In den nationalen Medien herrscht unter den vier Sprachen weitgehende Gleichverteilung; in den Regionalmedien wird jedoch die jeweilige Regionalsprache bevorzugt. Schriftsprache ist weiterhin Französisch, doch in der jüngsten Vergangenheit werden oft französischsprachige Texte mit Wörtern der einheimischen Sprachen verknüpft, denen häufig die Funktion eines Stilmittels zukommt.

### Religionen
| Religionsgemeinschaft | Anteil der Bevölkerung |
| --- | ---------------------- |
| Römisch-katholische Kirche | 50 %                   |
| Protestantismus | 20 %                   |
| Kimbanguismus | 10 %                   |
| Islam | 10 %                   |
| Synkretismus | 10 %                   |
| Traditionelle Religionen | 10 %                   |
| Anmerkung: Bei den Werten handelt es sich um Schätzungen des Deutschen Auswärtigen Amtes. Andere Angaben weichen teilweise deutlich ab. |                        |

#### Indigene Religionen
Indigene Glaubenssysteme drehen sich meist um die Geister der Vorfahren und um Hexer und Zauberer (ndoki), die mit diesen kommunizieren können. Des Weiteren glaubt man an die Existenz von Geistern des Wassers, der Fruchtbarkeit und ähnlichen Mächten (mbumba), die entweder unsichtbar sind oder in Form von natürlichen Objekten (besonders geformten Felsen, Bäumen oder auch Menschen mit besonderen Eigenschaften wie Albinos) annehmen und die entsprechend verehrt werden. Die Vorstellung von Dämonen, vor denen man sich schützen muss, verlangt die Herstellung von Fetischen und anderen Objekten.

#### Katholische Kirche
Die dominierende Religion ist das Christentum und innerhalb dessen die römisch-katholische Kirche. Bereits nach dem ersten Kontakt mit den portugiesischen Entdeckern unter Diogo Cão 1482 blieben Missionare im Land. Anfang des 16. Jahrhunderts wurden die ersten Schulen gebaut, und man überzeugte den König und seine unmittelbare Umgebung, sich taufen zu lassen. Die Region der Kongo-Mündung gehört somit neben Angola und Mosambik zu jenen Gebieten in Afrika-, wo die Missionierungsbemühungen der Portugiesen am erfolgreichsten waren.

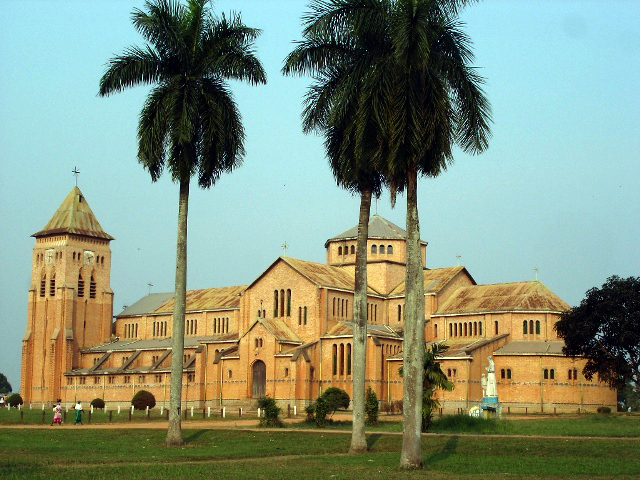
Cathédrale Notre Dame des Sept Douleurs, deutsch: Kathedrale Unserer lieben Frau von den sieben Schmerzen in Kisantu

Nach dem Zerfall des Königreichs gab es im 19. Jahrhundert eine zweite Phase der Missionierung. 1878 errichteten protestantische Missionare in der heutigen Hafenstadt Matadi einen ersten Posten. Die früheste katholische Mission dieser „zweiten Evangelisierung des Kongo“ entstand 1880 in Boma. Die Kongregation vom Unbefleckten Herzen Mariens (Congregatio Immaculati Cordis Mariae, CICM) übernahm das 1886 gegründete „Apostolische Vikariat Belgisch-Kongo“ und errichtete Missionsstationen in Kwamouth (1888) und Leopoldville (1899). 1892 gründeten Jesuiten in Kwango ihre erste Missionsstation. Andere Orden folgten. 1906 sicherte eine Übereinkunft zwischen dem Vatikan und Leopold II. den katholischen belgischen Missionen je 100 bis 200 Hektar unbefristeten Landbesitz zu. Bedingung war, dass jede Missionsstation eine Schule unter staatlicher Aufsicht zur landwirtschaftlichen und handwerklichen Ausbildung unterhielt. Nach dem Ersten Weltkrieg betrieben 22 Missionsgesellschaften von Belgien aus die Kongo-Mission. Vor allem das Schulsystem war in katholischer Hand. 1926 wurden alle staatlichen Schulen im Kongo den katholischen Missionen anvertraut, wobei die Kolonialregierung beträchtliche Summen für den Betrieb zur Verfügung stellte. Nichtkatholische Schulen erhielten erst ab 1946 staatliche Unterstützung. Die Voraussetzung für den Schulbesuch der Kinder war die Taufe. 1930 gab es 640.000 Katholiken (zehn Prozent der Gesamtbevölkerung). 1959 waren es 5,5 Millionen (40 Prozent). Mit dem System der Missionsstationen, die Kirche, Schule und Krankenhaus an einem Ort zusammenführten, bildete die katholische Kirche im ganzen Land eine Infrastruktur aus, die sich bis heute erhalten hat. Sie wuchs damit zu einer mächtigen Kraft in der Gesellschaft.
Das Verhältnis von Kirche und Staat war bis zur staatlichen Unabhängigkeit von verschiedenen Tendenzen geprägt. Die ersten Missionare sahen durch ihre Nähe zur einheimischen Bevölkerung Unterschiede zwischen dem kolonialen System wirtschaftlicher Ausbeutung und einer Entwicklung gemäß christlich-sozialen Vorstellungen und standen dem Unternehmen König Leopolds II. häufig kritisch gegenüber. Die großen Missionsstationen nach dem Ersten Weltkrieg banden die Missionare jedoch enger in das koloniale System ein. Der Unabhängigkeitsbewegung stimmten führende Kirchenvertreter zunächst nur zögernd zu.
Anfang der 1970er Jahre stellte sich Mobutu mit seiner Kampagne der „Authentizität“ auch gegen das Christentum und die katholische Kirche. Christliche Vornamen wurden verboten. Die katholischen Schulen und die katholische Universität wurden verstaatlicht. Später wurden die Schulen wieder an die Kirche zurückgegeben, da der staatliche Apparat mit deren Verwaltung und Führung überfordert war. In den 1970er Jahren entstanden einheimische Schwesternkongregationen. Mehr Schwarze wurden zu Priestern geweiht, Führungspositionen in der Kirche mit Afrikanern besetzt. Der Vatikan erkannte einen eigens entworfenen Zairischen Messritus offiziell an.
Bei der beginnenden Demokratisierung zu Beginn der 1990er Jahre spielte die katholische Kirche eine bedeutende Rolle. Laurent Monsengwo Pasinya, der damalige Erzbischof von Kisangani und spätere Erzbischof von Kinshasa, wurde zum Präsidenten der Nationalkonferenz (Conférence Nationale Souveraine) gewählt. Als Mobutu im Januar 1992 die Nationalkonferenz auflöste, protestierten weite Teile der Bevölkerung mit dem berühmten „Marsch der Christen“. Nach dem Sturz Mobutus und den anschließenden Kriegen riefen die Führer religiöser Gemeinschaften zum Frieden auf und forderten Demokratisierung. Die Bischofskonferenz hat ein ständiges Büro eingerichtet, das den Demokratisierungsprozess unterstützt. Im Konflikt zwischen afrikanischen Staaten engagiert sich die katholische Kirche auf der Ebene der gemeinsamen Bischofskonferenz von Burundi, Ruanda und Kongo für Dialog und Versöhnung. Finanziell und teilweise auch personell ist sie noch immer vom Ausland abhängig. Im November 2010 wurde mit Laurent Monsengwo Pasinya auch erstmals ein Kongolese Kardinal.

#### Protestantische Kirchen
1878 kamen die ersten protestantischen Missionare in die Kongo-Region. Während der Existenz des Kongo-Freistaats (1885 bis 1908) veröffentlichten einige von ihnen die missbräuchliche Behandlung und Ausbeutung von einheimischen Arbeitern durch die Kolonialgesellschaften und die Kolonialverwaltung. Dies führte mit dazu, dass Leopold II. seinen „Freistaat“ an Belgien übergeben musste. Im Unterschied zur katholischen Kirche, die enger mit dem Staat und den Kolonialgesellschaften verbunden war, genossen die protestantischen Missionare zunächst weniger Vertrauen von Seiten der Regierung und bekamen staatliche Unterstützung für von ihnen betriebene Krankenhäuser und Schulen erst nach dem Zweiten Weltkrieg.
Der Kolonialstaat hatte den verschiedenen Missionsgesellschaften unterschiedliche Territorien zugewiesen. Zur Zeit der Unabhängigkeitserklärung waren etwa 46 protestantische Gruppen aktiv, zumeist aus Nordamerika, Großbritannien und Skandinavien. Sie waren zunächst locker in einem Komitee verbunden. Später schlossen sie sich zur „Eglise du Christ“ („Kirche Christi“) zusammen. Dieser Verbund wurde stark von Diktator Mobutu kontrolliert. Seit der Unabhängigkeit gingen das Eigentum der Missionsgesellschaften und die internen Führungspositionen zunehmend in die Hände von Einheimischen über. Die Regierung Mobutu suchte durch enge Verbindungen zur Führung der „Kirche Christi“ ein Gegengewicht zur Kritik der mächtigen katholischen Kirche aufzubauen. Im Gegenzug half die Regierung dem protestantischen Kirchenbund, neue religiöse Bewegungen und Splittergruppen durch rechtliche und formale Hindernisse in deren Ausbreitung zu behindern.

#### Afrikanische Kirchen
Die Kimbanguistenkirche wird zu den afrikanischen Kirchen gezählt. Sie wurde während der Kolonialzeit von Simon Kimbangu gegründet, der sich als Erlöser der Schwarzen von der belgischen Unterdrückung ausgab. Die Kimbanguisten überstanden die Bekämpfung durch die Kolonialmacht und haben heute je nach Quelle zwischen 5 Millionen und 10 Millionen Anhänger.
Der bis nach Europa verbreitete pfingstlerische Combat Spirituel hat sein Zentrum im Kongo und allein in Kinshasa rund 50.000 Mitglieder. Staatspräsident Joseph Kabila ist der prominenteste Anhänger dieser Religionsgruppe. Der Combat Spirituel wird von der Öffentlichkeit kritisch gesehen, seitdem bekannt wurde, dass vereinzelte Mitglieder gewaltsame Exorzismusriten an Kindern ausführen. Die Leitung der Kirche distanziert sich zwar von diesen Vorfällen, bekennt sich allerdings zum grundsätzlichen Glauben an die Hexerei von Kindern.
Seit der Unabhängigkeit haben sich zahlreiche weitere christliche Mikrokirchen und Sekten gebildet, deren Zahl von einem Dutzend in den 1960er Jahren auf über 1000 heute angestiegen ist. Sie bilden sich häufig um charismatische, wirtschaftlich erfolgreiche Personen, wobei magische Praktiken eine bedeutende Rolle spielen (z. B. Unverletzbarkeit von Kriegern mittels Verabreichung von Weihwasser). Vielfach zeigt sich eine enge Verflechtung religiöser und erfolgsorientierter materieller Motive.

### Soziale Situation
Die Bevölkerung der Demokratischen Republik Kongo zählt zu den ärmsten der Welt. Eine Untersuchung der kongolesischen Regierung von 2006 ergab folgende Zahlen: 76 % der Bevölkerung konnten ihre Kinder nicht zur Schule schicken, 79 % waren unterernährt, 81 % hatten keinen ausreichenden Wohnraum und 82 % keinen Zugang zu medizinischer Versorgung. Im Jahr 2012 lebten nach Angaben der Weltbank 77,1 % der Bevölkerung von weniger als 2 Dollar pro Tag und damit in absoluter Armut. Die Armut ist recht unterschiedlich verteilt, in der ärmsten Provinz Équateur oder in den besonders vom Krieg betroffenen Kivuprovinzen wurden die höchsten Werte festgestellt. 2023 informierte das Bundesministerium für wirtschaftliche Zusammenarbeit und Entwicklung (BMZ) darüber, dass laut Weltbank mehr als 60 Prozent der kongolesischen Bevölkerung in extremer Armut lebe. Etwa jedes zwölfte Kind sterbe vor seinem fünften Geburtstag. 40 Prozent der Bevölkerung gälten als chronisch unterernährt. Der Welthunger-Index (WHI) 2022 bewertet die Lage im Land laut dem BMZ als „sehr ernst“. Das tatsächliche Ausmaß der Krise zu beurteilen sei schwierig, da es an verlässlichen statistischen Daten fehle. Nach Angaben des Amtes der Vereinten Nationen für die Koordinierung humanitärer Angelegenheiten (OCHA) waren im Juli 2023 ganze 27 Millionen der rund 99 Millionen Einwohnerinnen und Einwohner auf humanitäre Hilfe angewiesen.
In den Provinzen Ituri, Kivu und Kasai im Osten des Landes litten im Jahr 2018 rund fünf Millionen Menschen an Hunger. Seit dem Wiederaufflammen der Kämpfe in der Provinz Nord-Kivu im Jahr 2022 mussten allein dort etwa 2.000 Schulen schließen. Vor allem in den Vertriebenenlagern nahm die Zahl der Cholerafälle zu. Zwischen März 2022 und März 2023 wurden mehr als 880.000 Menschen aus den umkämpften Gebieten im Osten des Staates vertrieben.

#### Sozialsystem
Das Sozialsystem des Landes zählt zu den schlechtesten der Welt. Theoretisch ist das seinerzeit vorbildliche, noch aus der Kolonialzeit stammende Sozialversicherungssystem weiterhin in Kraft. Faktisch ist es aber nicht funktionsfähig, allein schon deshalb, weil es heute kaum feste Arbeitsverhältnisse gibt. Ab 1992 stellte die Regierung jahrelang den Unterhalt der Sozialsysteme komplett ein. Staatsbedienstete erhielten keine Gehälter mehr. Nach dem Sturz Mobutus versuchte die neue Regierung zwar, wieder Gehälter zu bezahlen, dies geschah aber nur unregelmäßig und reichte nicht aus, um den Lebensunterhalt zu bestreiten. Es bürgerte sich ein, dass jeder Bürger staatliche Dienstleistungen direkt bezahlte. Solche Zahlungen, die sowohl an Lehrer und Ärzte als auch an Beamte oder Polizisten erfolgen, werden im kongolesischen Französisch als la motivation bezeichnet. Versuche der Regierung, diese Praxis zu verbieten und den Staatsbediensteten wieder Gehälter zu bezahlen, hatten wenig Erfolg: Weder Bürger noch Angestellte trauen der Regierung zu, dass diese regelmäßig gezahlt werden.
Soziale Dienste werden vor allem von der katholischen Kirche betrieben, die unter anderem deswegen in der Bevölkerung ein hohes Ansehen genießt.

#### Gesundheit
| Zeitraum  | Lebens- erwartung | Zeitraum  | Lebens- erwartung |
| --------- | ----------------- | --------- | ----------------- |
| 1950–1955 | 39,1 Jahre        | 1985–1990 | 48,3 Jahre        |
| 1955–1960 | 40,6 Jahre        | 1990–1995 | 49,6 Jahre        |
| 1960–1965 | 41,6 Jahre        | 1995–2000 | 48,9 Jahre        |
| 1965–1970 | 43,0 Jahre        | 2000–2005 | 51,8 Jahre        |
| 1970–1975 | 44,8 Jahre        | 2005–2010 | 55,5 Jahre        |
| 1975–1980 | 45,6 Jahre        | 2010–2015 | 58,1 Jahre        |
| 1980–1985 | 47,1 Jahre        | 2015–2020 | 60,2 Jahre        |

Entwicklung der Kindersterblichkeit von 1970–2015
(Tote pro 1000 Geburten)

Die medizinische Lage in der Demokratischen Republik Kongo ist sehr schlecht. Ein öffentliches Gesundheitssystem ist kaum vorhanden, viele der ohnehin kaum ausgebauten Einrichtungen wurden infolge des Krieges zerstört. So gibt es nur einen Arzt pro 10.000 Menschen, in anderen Staaten ist dieser Wert teilweise 40-mal so hoch. 2005 betrugen die Gesundheitsausgaben der Zentralregierung weniger als eine Million US-Dollar. Laut den Daten der WHO betrugen die Gesundheitsausgaben im Jahr 2009 rund 2 Prozent des Bruttoinlandsprodukts (circa 220 Millionen US-Dollar) oder umgerechnet etwa 3 US-Dollar pro Einwohner.
Zur mangelhaften Versorgungssituation kommt auch das Problem, dass in den ländlichen Regionen nur 29 % und in den Städten 82 % der Menschen Zugang zu sauberem Trinkwasser haben. Insgesamt beläuft sich die Zahl der Kongolesen ohne Trinkwasserzugang laut einer UN-Studie von 2011 auf rund 51 Millionen, obwohl der Staat über mehr als 50 Prozent der Wasserressourcen Afrikas verfügt. Außerdem besteht nur für ein knappes Drittel der Kongolesen die Möglichkeit, Sanitäreinrichtungen zu nutzen. Durch den dadurch hervorgerufenen Mangel an Hygiene treten häufig verschiedene Durchfallerkrankungen auf, ebenfalls weit verbreitet sind andere Infektionskrankheiten wie Typhus und Hepatitis A. Die Demokratische Republik Kongo hat eine der höchsten Kindersterblichkeitsraten, laut Angaben der UN waren es 2019 etwa 97 Tote pro 1000 Lebendgeborene unter fünf Jahren. Erhebungen aus dem Jahr 2010 kommen auf jährlich 540.000 gestorbene Kinder unter fünf Jahren. Ebenfalls sehr hoch sind die Werte für Säuglings- (126 Todesfälle je 1000 Geburten) und Müttersterblichkeit (580 Todesfälle pro 100.000 Geburten). Laut Aussagen des Präsidenten der kongolesischen Kinderarztvereinigung von März 2013 gibt es im Kongo etwa 85 Kinderärzte, davon etwa 50 in der Hauptstadt Kinshasa und 20 in der Provinz Katanga.
Weiterhin herrscht ganzjährig ein sehr hohes Malariarisiko im gesamten Land, während des Krieges soll allein diese Krankheit hunderttausende Tote pro Jahr gefordert haben, über ein Drittel davon Kinder unter fünf Jahren. Sehr verbreitet ist auch die Schlafkrankheit, von der 1999 fast zwei Prozent der Bevölkerung betroffen waren. Im Februar 2005 breitete sich in Bas-Uele im Nordwesten des Landes die Lungenpest aus, die WHO berichtete von 61 Toten. Eine weitere Ausbreitung konnte aber verhindert werden. Im Juni 2006 wurden weitere 100 Pesttote im Distrikt Ituri gemeldet.
In der Demokratischen Republik Kongo wurde das Zaire-Ebolavirus erstmals entdeckt, welches nach dem Fluss Ebola nahe dem Ursprungsort benannt wurde. Mit einer Letalitätsrate von 60 bis 90 Prozent ist dies die gefährlichste Spezies des Ebolavirus, das in der Demokratischen Republik Kongo seit 1976 immer wieder auftritt.
Die HIV-Rate lag im Kongo 2012 bei rund 1,1 Prozent der Erwachsenen, was knapp einer halben Million Menschen entspricht. Dieser Wert ist verglichen mit den Daten anderer Staaten Subsahara-Afrikas eher niedrig. Die Krankheit fordert jedes Jahr rund 30.000 Todesopfer.

### Bildung

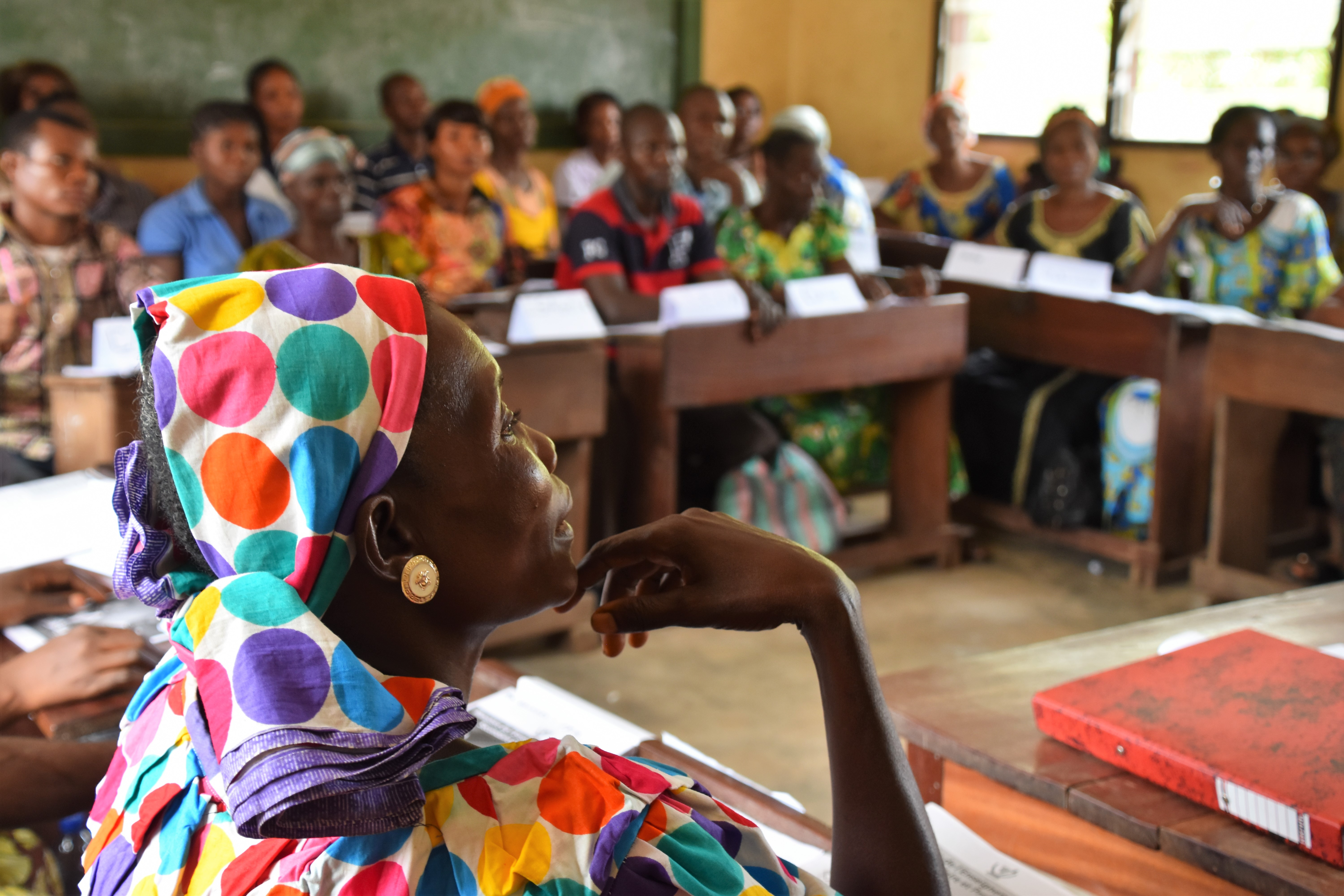
Lehrerausbildung in Mbandaka im Jahr 2017

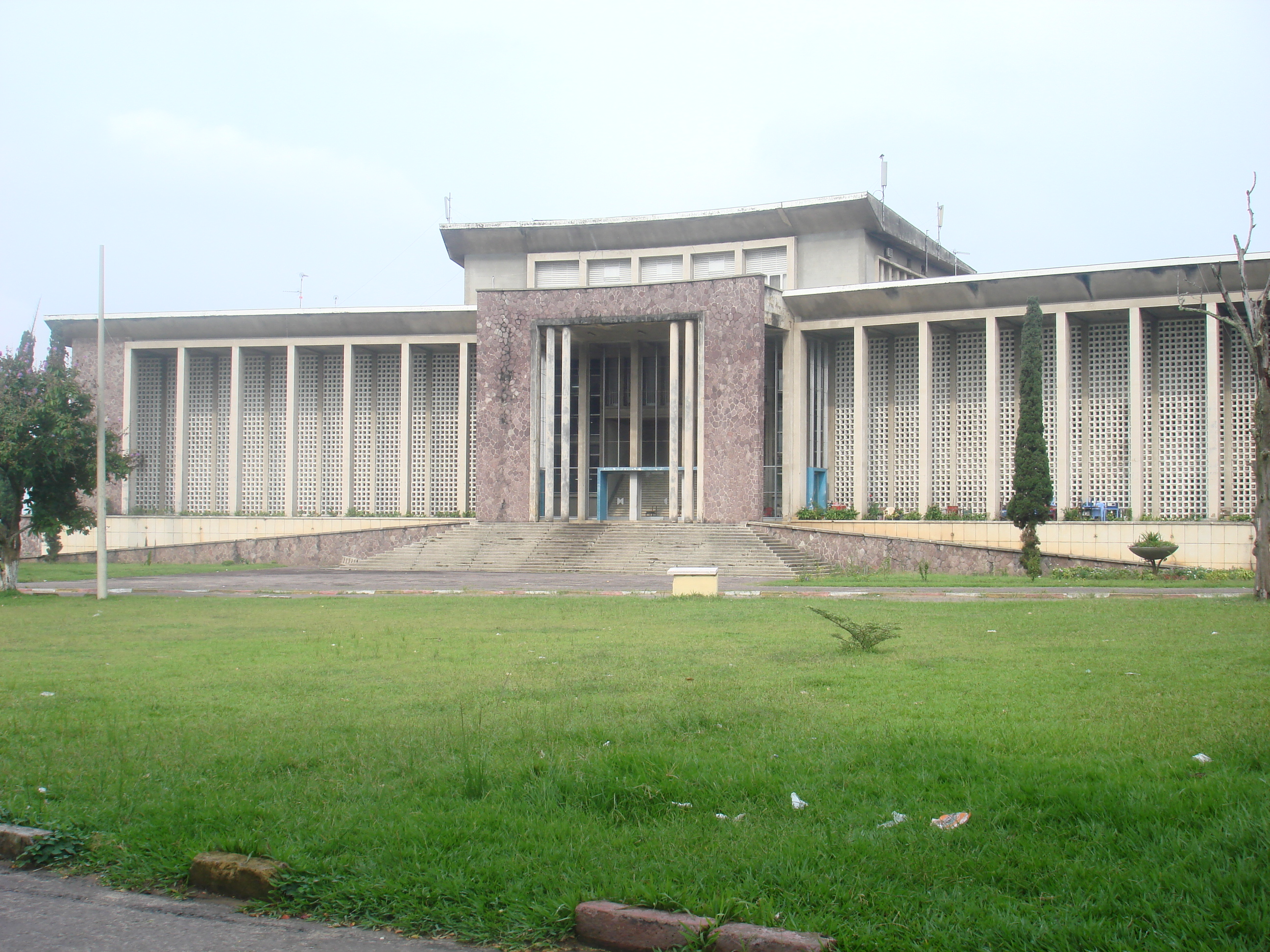
Universität Kinshasa

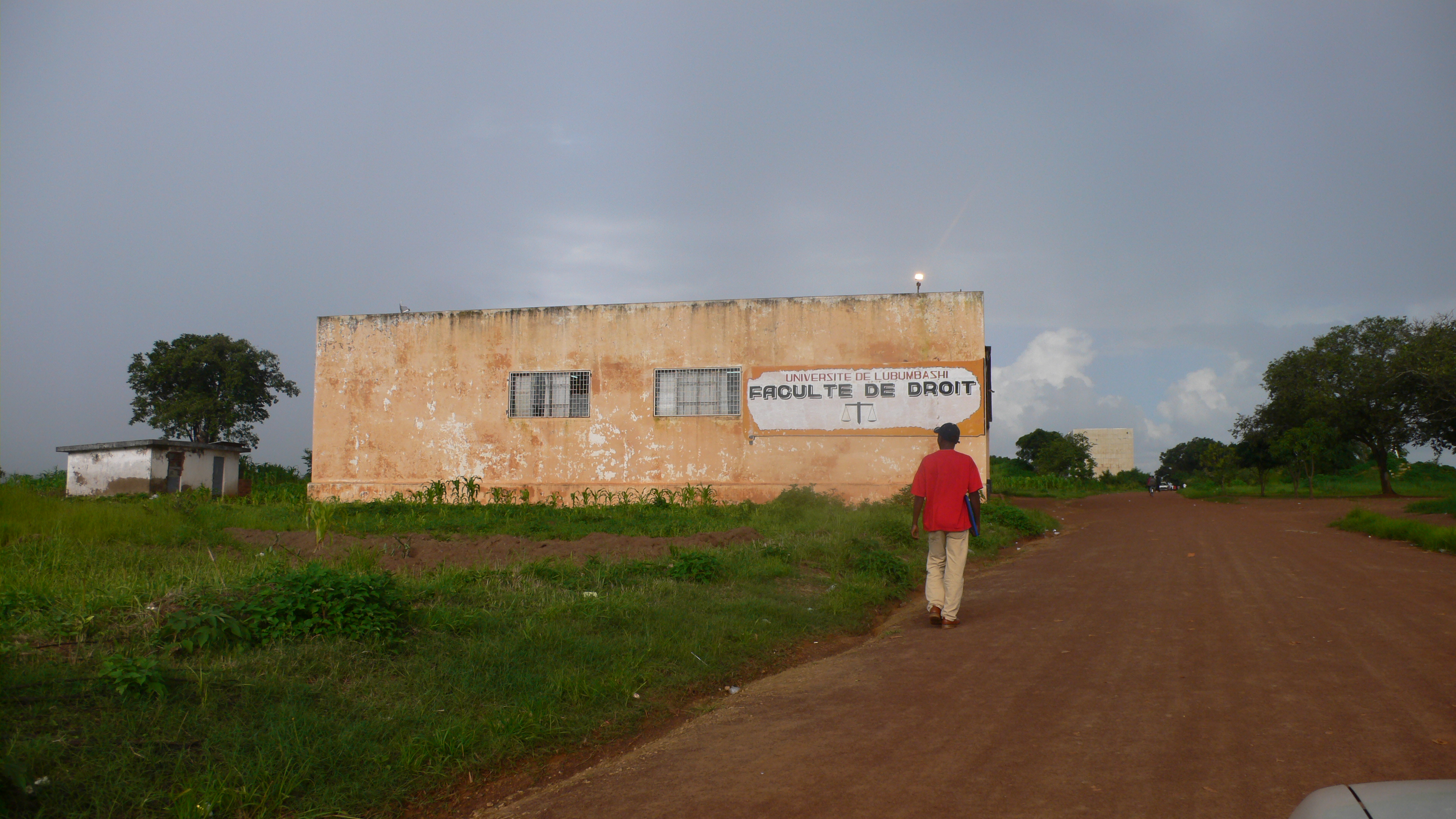
Juristische Fakultät der Universität Lubumbashi

Die Alphabetisierungsrate von rund 77 Prozent (Männer 88,5 Prozent, Frauen 66,5 Prozent, Zahlen von 2016) ist im Kongo weitaus besser als in Staaten wie Mali oder Niger. Dennoch ist sie durch den Krieg und die damit verbundene Auflösung vieler staatlicher Strukturen seit Mitte der 1990er Jahre deutlich gesunken, um sich mit Ende der Konflikte wieder zu erholen: Im Jahr 1995 konnten 77 Prozent der Menschen lesen und schreiben.

#### Schulen
Formal ist zwar eine Grundbildung vorgeschrieben (6. bis 12. Lebensjahr) und staatlich garantiert, faktisch ist aber ein öffentliches Bildungssystem kaum existent. Die meisten Schulen erhalten keine staatliche Unterstützung. Daher müssen die Eltern die Lehrer direkt bezahlen. Bedingt durch den Krieg ging der Anteil der Kinder, die eine Schule besuchen, von rund 70 Prozent auf nunmehr etwa 40 Prozent zurück, weil für große Teile der Bevölkerung das Schulgeld unerschwinglich geworden ist. Die Unterrichtsqualität wird generell als schlecht betrachtet, sodass die erworbenen Kenntnisse zumeist unzureichend sind und viele Schulabsolventen keine angemessenen Lese- und Schreibkompetenzen vorweisen können. Ein weiteres Problem ist der Mangel an Lehrpersonal. 2008 kamen auf einen Lehrer 39 Schüler. Aufgrund der demographischen Entwicklung ist mit einer weiteren Verschlechterung des Bildungswesens zu rechnen.

#### Universitäten
Bis zur Mitte der 1950er Jahre existierte im damaligen Belgisch-Kongo keine Universitätsausbildung. Es gab einige Ausbildungsstätten für Lehrer, für technische und medizinische Berufe, für Agrarwissenschaft und öffentliche Verwaltung sowie religiöse Seminare. Diese führten jedoch nicht zu anerkannten Studienabschlüssen. 1953 wurde in Kinshasa die Katholische Universität Lovanium gegründet. Sie war eng verbunden mit der Katholischen Universität von Löwen in Belgien. 1956 wurde in Lubumbashi eine staatliche Universität eröffnet. 1963 entstand unter protestantischer Schirmherrschaft eine dritte Universität bei Kisangani. Nach der Unabhängigkeit wurde eine Reihe von Fachhochschulen geschaffen.
Im August 1971 wurden die drei Universitäten zur Université Nationale du Zaire vereinigt, mit separaten Standorten in Kinshasa, Lubumbashi und Kisangani. Aufgrund von Problemen, die diese extreme Zentralisierung mit sich brachte, kam es 1981 wieder zur Aufteilung in selbständige Universitäten an diesen drei Orten. Die wiederhergestellten Universitäten waren nun jedoch komplett in staatlicher Hand. Obwohl die Zentralisierung des Universitätssystems letztendlich rückgängig gemacht worden war, bestehen manche der 1971 geschaffenen Organe zur Koordination des kongolesischen Universitätswesens bis heute.
Im Jahr 1989 wurde das staatliche Universitätsmonopol schließlich offiziell beendet und die Gründung privater Universitäten ermöglicht. In diese Zeit fiel auch eine generelle Krise des kongolesischen Bildungssektors. Wegen einer tiefen ökonomischen Krise konnte der Staat Bildungseinrichtungen kaum noch unterstützen, eine Vielzahl von Stipendien wurde gestrichen sowie Studiengebühren erhoben. Nachfolgende Studentenproteste wurden gewaltsam unterdrückt, was zu einer zweijährigen Schließung aller staatlichen Universitäten führte. Durch diesen Niedergang der staatlichen Universitäten erhielten private Institutionen mehr und mehr Zulauf. Trotz der offiziellen Öffnung des Systems für private Einrichtungen haben deren Abschlüsse formal immer noch nicht dieselbe Gültigkeit wie die staatlicher Universitäten. Dies hat zur Folge, dass Absolventen privater Universitäten nicht im öffentlichen Dienst arbeiten können und teilweise Probleme haben, ihr Studium beispielsweise im Ausland fortzuführen.
Die kongolesischen Universitäten gehörten einst zu den besten Afrikas. Heute ist die Unterrichtsqualität unzureichend. Es fehlt sowohl an Lehrmaterial als auch an qualifiziertem Lehrpersonal. Korruption ist auch hier anzutreffen. So werden Abschlüsse häufig durch Bestechung erworben.

### Arbeitsmarkt
Zum Zeitpunkt der Unabhängigkeit war ein Drittel der arbeitsfähigen Bevölkerung in einem festen Arbeitsverhältnis. Bis in die 1990er Jahre sank dieser Anteil auf 15 bis 20 Prozent, wobei die Einkommen erheblich gefallen waren und nicht mehr zum Leben ausreichten. Seitdem ist fast jeder gezwungen, zusätzliches Geld im informellen Sektor zu verdienen, bereits in den 1980er Jahren war das reale Einkommen im Durchschnitt dreimal so hoch wie offiziell gezahltes Gehalt. Die Zahl fester Arbeitsverhältnisse ging seitdem weiter zurück, während des Krieges betrug ihr Anteil nicht einmal mehr 5 Prozent, ein Drittel der Bevölkerung verfügte über gar kein Geldeinkommen.

## Landesname
Der Name der Demokratischen Republik Kongo änderte sich in der Vergangenheit mehrmals. Zeitweise verwendete das Land die gleiche amtliche Bezeichnung wie der Nachbarstaat Republik Kongo. Die folgende Tabelle gibt einen Überblick über die historischen Bezeichnungen:
| Historische Namensgebung der Territorien des Kongo | Historische Namensgebung der Territorien des Kongo      | Historische Namensgebung der Territorien des Kongo               |
| ehemalige Belgische Kolonie | ehemalige Französische Kolonie (A)                      | ehemaliges Portugiesisches Protektorat                           |
| --- | ------------------------------------------------------- | ---------------------------------------------------------------- |
| ab 1877 kolonialisiert | 1880er kolonialisiert (G)                               | ab 1885 Portugiesisch-Kongo                                      |
| ab 1885 Kongo-Freistaat | ab 1903 Mittelkongo                                     | ab 1885 Portugiesisch-Kongo                                      |
| ab 1908 Belgisch-Kongo | 1910 Französisch-Kongo                                  | ab 1885 Portugiesisch-Kongo                                      |
| ab 1908 Belgisch-Kongo | ab 1958 Republik Kongo                                  | 1956 Portugiesisch-Kongo unter gemeinsamer Verwaltung mit Angola |
| 30. Juni 1960 Unabhängigkeit | 15. August 1960 Unabhängigkeit                          | 1956 Portugiesisch-Kongo unter gemeinsamer Verwaltung mit Angola |
| 1960 Republik Kongo (genannt Kongo-Léopoldville) 1960 Proklamation der Freien Republik Kongo durch lumumbistische Aufständische (von 26 Staaten anerkannt, nach etwa einem Jahr von Regierungstruppen zerschlagen)         | 1960 Kongolesische Republik (genannt Kongo-Brazzaville) | 1956 Portugiesisch-Kongo unter gemeinsamer Verwaltung mit Angola |
| 1961 Bundesrepublik Kongo (genannt Kongo-Léopoldville) 1964 Proklamation der Volksrepublik Kongo durch Aufständische in Stanleyville (nur von 7 Staaten anerkannt, nach wenigen Monaten von Regierungstruppen zerschlagen) | 1960 Kongolesische Republik (genannt Kongo-Brazzaville) | 1956 Portugiesisch-Kongo unter gemeinsamer Verwaltung mit Angola |
| 1964 Demokratische Republik Kongo (genannt Kongo-Léopoldville) | 1965 Republik Kongo (genannt Kongo-Brazzaville)         | 1956 Portugiesisch-Kongo unter gemeinsamer Verwaltung mit Angola |
| 1966 Demokratische Republik Kongo (genannt Kongo-Kinshasa) | 1965 Republik Kongo (genannt Kongo-Brazzaville)         | 1956 Portugiesisch-Kongo unter gemeinsamer Verwaltung mit Angola |
| 1971 Republik Zaïre | 1969 Volksrepublik Kongo                                | 1974 Portugiesisch-Kongo von Angola besetzt                      |
| 1991/92 (Kongo-Zaïre) Verfassungsentwurf der von Mobutu suspendierten Nationalen Souveränen Konferenz | 1969 Volksrepublik Kongo                                | 1974 Portugiesisch-Kongo von Angola besetzt                      |
| seit 1997 Demokratische Republik Kongo | seit 1991 Republik Kongo                                | seit 1975 Cabinda Provinz (Exklave) von Angola                   |
| (A) als Teil von Französisch-Äquatorialafrika (G) 1888–1910 auch Gabun Teil von Französisch-Kongo |                                                         |                                                                  |

## Geschichte

### Vorkoloniale Geschichte

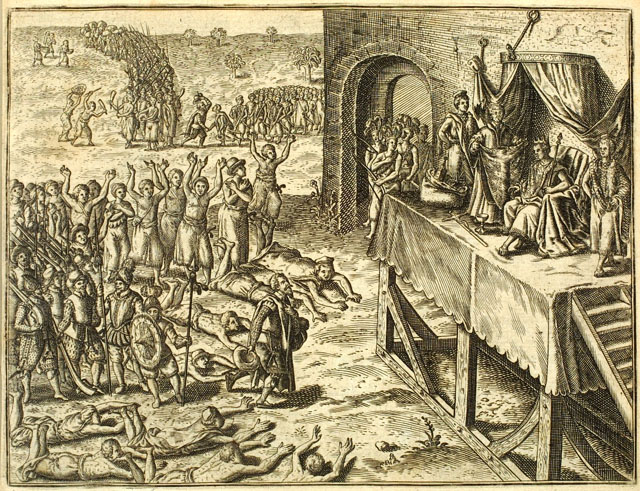
Der Mani-Kongo, Herrscher des Kongo-Reiches, gewährt portugiesischen Seefahrern um Diogo Cão und Emissären eine Audienz. Radierung von Johann Theodor de Bry, aus dem Buch: Índias Orientais, 1597.

Die Urbevölkerung des heutigen Staates bestand aus Mbuti, welche heute nur noch eine kleine Minderheit darstellen. Über Jahrhunderte hinweg wanderten Bantuvölker ein. Es entstanden verschiedene Gesellschaftsformen: von Jägern und Sammlern über Ackerbaubevölkerungen bis hin zu größeren Staatswesen.
Unter den dortigen Staaten trat insbesondere das im 14. Jahrhundert gegründete Königreich Kongo hervor, das eines der größten afrikanischen Staatswesen überhaupt war. Im 15. Jahrhundert erkundeten portugiesische Seefahrer um Diogo Cão das Gebiet der Kongomündung und nahmen 1491 diplomatische Beziehungen zum Kongoreich auf. König Nzinga a Nkuwu († 1509) (später auch João I. von Kongo) ließ sich taufen und entsandte Emissäre nach Lissabon. Es begann eine kurze Phase annähernd gleichberechtigten Umgangs zwischen dem Kongo und Portugal.
In der Neuzeit lieferte das Kongoreich Sklaven in die amerikanischen Kolonien, die Einnahmen aus dem Sklavenhandel ließen eine reiche Oberschicht in den afrikanischen Hafenstädten entstehen.
Vom 16. Jahrhundert an war das Kongoreich im Niedergang begriffen. Bis zum Ende des 17. Jahrhunderts erfolgte die völlige Zerstörung des Königreiches sowie seine Ausbeutung und Plünderung durch Sklavenjäger. Nach diesem Zerfall wurde die portugiesische Vorherrschaft durch die der Niederländer und Briten abgelöst. Am Anfang des 18. Jahrhunderts war das Kongoreich fast vollständig zerfallen. 1866 zogen die letzten Portugiesen ab.
In den 1870er Jahren bereiste der Waliser Henry Morton Stanley als erster Europäer das Hinterland. Er schlug vor, den Kongo dem britischen Kolonialreich anzugliedern. Die britische Regierung lehnte dies ab, weil sie sich vor allem für die Nilquellen interessierte.

### „Kongo-Freistaat“/Belgische Kolonialzeit
Der belgische König Leopold II. jedoch trug sich mit dem Gedanken an ein Kolonialreich und wollte die Gelegenheit nutzen. 1885 vereinnahmte Leopold den Kongo im Nachgefolge der Kongokonferenz als seinen „Privatbesitz“. Nominell war der neu geschaffene Staat vollständig selbstständig gegenüber der Kolonialmacht Belgien. Der Kongo-Freistaat besaß eine eigene Regierung in Boma, die nur Leopold II. Rechenschaft abzulegen hatte, eine eigene Armee (die „Force Publique“) sowie eigene diplomatische Vertretungen in anderen Staaten. Die einheimische Bevölkerung war von den politischen und militärischen Eliten des Staates ausgeschlossen. Dieser Status jenseits allen Völkerrechts war in der ganzen Kolonialgeschichte einzigartig. Da mit dem Kongo zugleich auch alle seine Bewohner als rechtloser Privatbesitz angesehen wurden, kam es bei der wirtschaftlichen Ausbeutung (Kautschukboom) zu solch grausamen Exzessen, dass sie als sogenannte Kongogräuel 1908 international für Aufsehen und Empörung sorgten und Leopold II. zur Übergabe des Kongo als „normale“ Kolonie an den belgischen Staat zwangen.
Zwar verbesserten sich die Verhältnisse nun ein wenig, aber nach wie vor wurden der Kongo und seine Bevölkerung von der autoritären Kolonialmacht Belgien ausgebeutet.
Die Demokratische Republik Kongo wurde ursprünglich als Belgisch Kongo von einer gesetzgebenden Versammlung und regionalen Versammlungen verwaltet, in denen nur von Kolonialbehörden ernannte Europäer saßen. Gegen Ende der 1950er Jahre gab es zwar eine größere Beteiligung von Afrikanern, aber bis zur Unabhängigkeit, als die Kolonie in Zaire umbenannt wurde, kein volles Wahlrecht.
Mit den weltweit in den Kolonien zunehmenden Unabhängigkeitsbestrebungen wuchs auch im Kongo der Druck nach staatlicher Selbstbestimmung. Nach ersten Unruhen in der Hauptstadt Léopoldville und unter dem Druck der Weltöffentlichkeit zog sich Belgien Anfang 1959 schlagartig aus dem Kongo zurück und hinterließ ein Chaos.

### Unabhängigkeit und Kongokrise
Am 30. Juni 1960 wurde die „Republik Kongo“ unabhängig. Joseph Kasavubu, Führer der Alliance des Bakongo (ABAKO), wurde Staatspräsident. Der bedeutende Panafrikanist und Führer der kongolesischen Unabhängigkeitsbewegung, Patrice Lumumba, wurde der erste Ministerpräsident des jungen Landes, das er allerdings aufgrund mangelnder Fachkräfte und angesichts sezessionistischer Bestrebungen, insbesondere in der Provinz Katanga, nicht zusammenzuhalten vermochte. Insbesondere die kontinuierlichen Interventionen Belgiens, der USA, aber auch der Sowjetunion führten zu einem allmählichen Zerreißen der jungen Nation. Lumumba wurde schließlich vom Militär abgesetzt und verhaftet. Zwar konnte er der Haft kurz entfliehen, wurde aber kurze Zeit später wieder ergriffen, seinem Gegner Moïse Tschombé – dem Sezessionistenführer in Katanga – ausgeliefert und anschließend ermordet. Eine Beteiligung des belgischen Geheimdienstes wurde im Jahr 2000 bestätigt, weswegen die belgische Generalstaatsanwaltschaft 2012 ein Ermittlungsverfahren eröffnete. Die CIA war nicht beteiligt; sie hatte zwar zuvor geplant, Lumumba zu ermorden, diese Pläne aber aufgegeben.

### Diktatur Mobutu

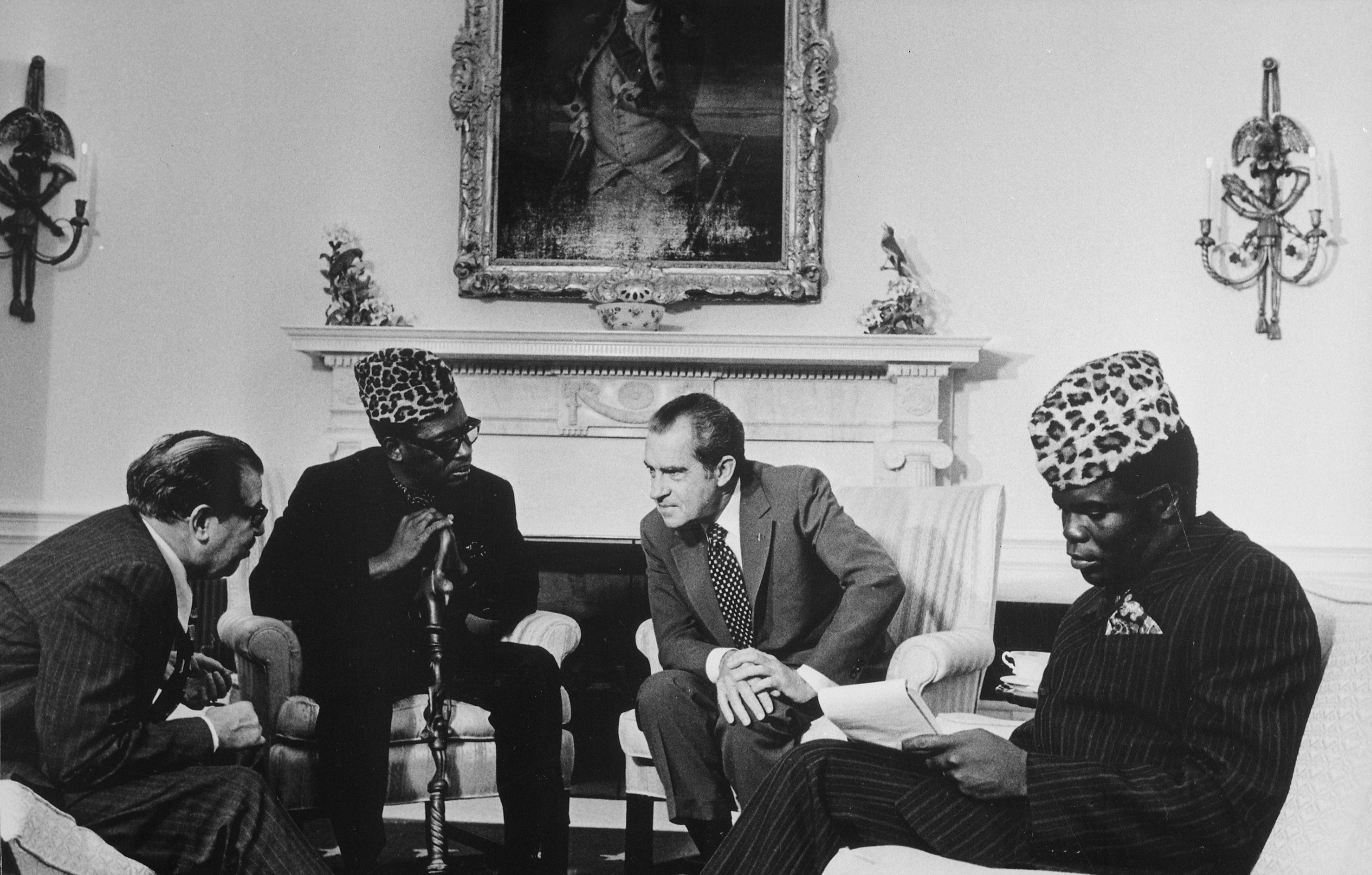
Mobutu Sese Seko (1930–1997) (2. v. l.), neben ihm Richard Nixon

1965 putschte der frühere Assistent Lumumbas, Joseph Mobutu, und errichtete in den folgenden Jahrzehnten eine der längsten und korruptesten kleptokratischen Diktaturen Afrikas. Moïse Tschombé konnte zeitweise über Teile des Kongos mit einer Söldnerarmee, die überwiegend aus Europäern bestand, herrschen. Einen Höhepunkt der Söldneraktivität im Kongo stellt die Besetzung von Bukavu durch Tschombés europäische Söldner von August bis November 1967 dar. Mobutu begann eine Afrikanisierung des Landes. Um den europäischen Einfluss im Land zu eliminieren, wurden europäische Unternehmen verstaatlicht.
Das Erlassgesetz zum Referendum Act N°67-223 vom 3. Mai 1967 erkannte das Recht aller Kongolesen unabhängig vom Geschlecht, sich am Verfassungsreferendum zu beteiligen, an. Damit war das Frauenwahlrecht eingeführt. Das Gesetz über die Wahlen zur gesetzgebenden Versammlung und den Präsidentenwahlen vom 17. April 1970 gab Männern und Frauen explizit das passive Wahlrecht, wie dies schon in der Verfassung von 1967 vorgesehen gewesen war.
1971 wurde das Land in Zaire umbenannt. Mobutu errichtete einen Einparteienstaat mit einem bizarren Personenkult, der erhebliche Unterstützung aus westlichen Ländern erhielt, und bekämpfte dafür den Einfluss der Sowjetunion in Afrika. 1977/78 wurde mit internationaler, unter anderem belgischer und französischer Militärhilfe für die Regierung Mobutu Sese Seko die Shaba-Invasion der Front national de libération du Congo des Rebellenführers Nathaniel Mbumba aus Angola niedergeschlagen (Schlacht um Kolwezi).

### Kongokriege

Machtbereiche im Kongo 2001

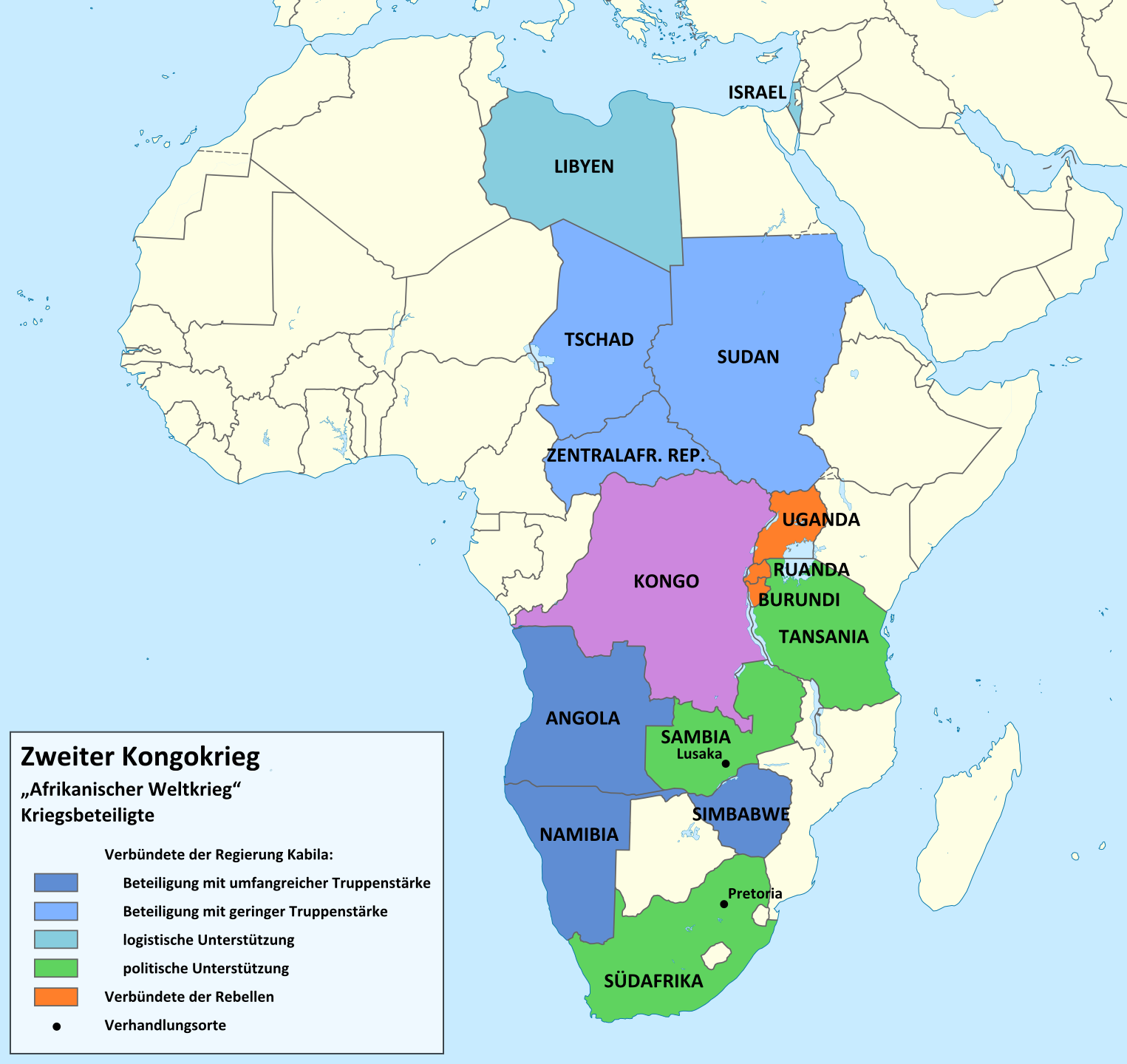
Karte der Staaten, die am Zweiten Kongokrieg beteiligt waren

Unter dem Eindruck des Niedergangs der zairischen Wirtschaft und dem Ende des Ost-West-Konflikts stimmte Mobutu ab 1990 einer schrittweisen Demokratisierung des Landes zu, die aber zu keinem Erfolg führte. Das Ende der Diktatur Mobutus begann stattdessen mit dem Völkermord in Ruanda, in dessen Folge Hunderttausende der am Völkermord beteiligten Hutu nach Zaire flohen. Einer Allianz der neuen ruandischen Tutsi-Regierung und verschiedener Mobutu-Gegner gelang es schließlich innerhalb weniger Monate, ganz Zaire zu erobern und den schwer kranken und international mittlerweile isolierten Mobutu zu stürzen. Der Rebellenchef Laurent-Désiré Kabila wurde 1997 neuer Präsident und benannte Zaire wieder in Demokratische Republik Kongo um.
Die einstigen Verbündeten hatten sich rasch zerstritten, und 1998 versuchten erneut von Ruanda gestützte Rebellenorganisationen, von Osten aus das Land zu erobern. Eine Intervention Angolas und Simbabwes auf Seiten Kabilas konnte den Sturz der Regierung aber abwenden, und es entwickelte sich ein jahrelanger Stellungskrieg; das Land wurde schließlich in mehrere Machtbereiche aufgespalten. Langwierige Verhandlungen beendeten 2003 den Krieg, alle Kriegsparteien bildeten eine gemeinsame Übergangsregierung.
Der Kongokrieg hatte schwerwiegende sozioökonomische Auswirkungen auf das Land. Wirtschaft und Sozialsysteme, die bereits vor dem Krieg am Boden lagen, brachen völlig zusammen, ganze Landstriche wurden weitgehend entvölkert. Die Zahl der Opfer ist unbekannt, Hochrechnungen gehen von mehr als drei Millionen indirekter Kriegsopfer aus.

### Nachkriegszeit

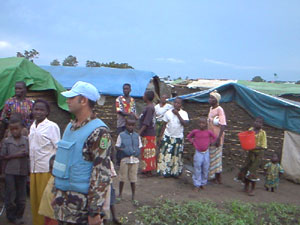
Flüchtlingslager in Bunia, Ituri (2004)

Bereits im Januar 2001 fiel Laurent-Désiré Kabila einem Attentat zum Opfer, und sein Sohn Joseph Kabila erbte seine Stellung als Staatspräsident. Joseph Kabila gewann schließlich die im Friedensvertrag vorgesehene Wahl im Jahre 2006 und war damit erster frei gewählter Präsident der Demokratischen Republik Kongo seit 1965. Mit Kabila führte zum ersten Mal seit 1960 ein Mann den Staat, der zu Gesprächen zur Befriedung und Stabilisierung der Region bereit war. Ihm im Wege stand dabei allerdings der fast vollständige Zerfall der Infrastruktur, Verwaltung und Wirtschaft des Landes und insbesondere die Ausplünderung der äußerst rohstoffreichen Ostprovinzen des Kongo, in denen die Zentralregierung fast völlig machtlos ist, durch Uganda, Ruanda und verschiedene lokale Machthaber.

### Konflikt im Ostkongo

Konfliktregion Ostkongo

In den Gebieten Kivu und Ituri im Osten findet auch nach Ende des zweiten Kongokrieges weiterhin ein bewaffneter Konflikt statt, weil die dortigen lokalen Milizen nicht an den Friedensverhandlungen beteiligt waren.
Zwischen August 2007 und Januar 2009 eskalierte der Konflikt: Im dritten Kongokrieg kämpften in Nordkivu die kongolesischen Streitkräfte, UN-Truppen der MONUC und Mai-Mai-Milizen gegen die Rebellen des Nationalkongress zur Verteidigung des Volkes (CNDP) unter der Führung des Tutsi Laurent Nkunda, eines ehemaligen Generals der Rebellenorganisation RCD. Nkunda behauptete, die lokale Tutsi-Bevölkerung gegen die Hutu-Extremisten der Demokratischen Kräfte zur Befreiung Ruandas (FDLR) zu verteidigen, die auf kongolesischem Gebiet operieren und von Nkunda der Zusammenarbeit mit der kongolesischen Regierung bezichtigt werden.
Ende 2008 eroberte die CNDP immer größere Gebiete im Nordkivu, Verhandlungen zwischen Regierung und Rebellen unter Vermittlung der UN blieben erfolglos. Im Dezember 2008 schlossen die kongolesische Regierung und Ruanda ein Abkommen über eine gemeinsame Bekämpfung der FDLR. Ruandische Soldaten marschierten in den Kongo ein und verhafteten Nkunda, der wenige Tage zuvor von der CNDP für abgesetzt erklärt worden war. Im März 2009 unterzeichneten Regierung und CNDP ein Friedensabkommen. Hoffnungen, dass nach dem Ende der CNDP und der Zusammenarbeit zwischen kongolesischer Regierung und Ruanda im Kampf gegen die FDLR nun auch eine Befriedung der Ostprovinzen möglich sei, erfüllten sich nicht.
Ab etwa 2010 operierten Dutzende bewaffneter Gruppierungen in den Kivuprovinzen. Deren Stärken reichen von wenigen Dutzend bis zu mehreren tausend Kämpfern. An vielen Gruppen sind desertierte Soldaten der FARDC oder andere Sicherheitskräfte beteiligt. Zu den größten zählen die FDLR, die Raïa Mutomboki, die Alliance des patriotes pour un Congo libre et souverain und die Nyatura. Die Bewegung 23. März – auch M23 genannt – wurde im April 2012 von ehemaligen Mitgliedern der CNDP aus Unzufriedenheit über die Umsetzung des Friedensabkommens gegründet. Sie erlangte maßgeblich Kontrolle im Territorium Rutshuru und erregte großes Aufsehen durch die zwischenzeitliche Einnahme der Provinzhauptstadt Goma. Nach mehreren gescheiterten Verhandlungsrunden mit der Regierung und der Etablierung einer UN-Eingreiftruppe unterlag sie Anfang November 2013 schließlich militärisch.
Seit März 2022 gibt es erneut Kämpfe zwischen den Rebellen und den Truppen. Aufgrund der anhaltenden Bedrohung durch die ausgeübte Gewalt sowie das Vorrücken der Rebellengruppe M23 waren in den ersten Monaten des Jahrs 2022 tausende Menschen zur Flucht gezwungen, es gab über sechs Millionen Binnenvertriebene insgesamt im Land; etwa die Hälfte der Bevölkerung lebte mit unzureichender Nahrungsmittelversorgung.

### Gescheiterter Putschversuch 2024
Während einer parlamentarischen Krise im Zusammenhang mit der Wahl des Parlamentsvorsitzes führte am 19. Mai 2024 der US-Bürger Christian Malanga (1982–2024), Vorsitzender und Gründer der Oppositionspartei United Congolese Party (UCP), die ihren Sitz im Exil der Vereinigten Staaten hat, einen Putschversuch an, der von den Sicherheitskräften des Präsidenten Félix Tshisekedi abgewehrt wurde. Bei dem Versuch wurden von den Sicherheitskräften mehrere der Angreifer verhaftet und vier weitere getötet, darunter Christian Malanga selbst. Zwei Polizisten starben. Videos des Putschversuches und einer Ausrufung Neu Zaires durch Malanga aus dem Präsidentenpalast kursierten im Internet. Der Putschversuch wurde am selben Tag für gescheitert erklärt.

## Politik

### Politisches System
Die Verfassung von 2006 definiert den Kongo als einen säkularen, demokratischen Rechtsstaat mit einem semipräsidentiellen Regierungssystem. Der Präsident wird vom Volk in allgemeinen, freien und gleichen Wahlen für fünf Jahre direkt gewählt. Eine einmalige Wiederwahl ist möglich. Er ernennt den Premierminister und dessen Kabinett. Es gibt ein Zweikammersystem, bestehend aus Oberhaus (Senat) und Unterhaus (Nationalversammlung). Die 108 Mitglieder des Senats werden für fünf Jahre von den Provinzparlamenten gewählt, die Nationalversammlung mit 500 Abgeordneten wird vom Volk gewählt. 61 Sitze werden nach Mehrheitswahlrecht bestimmt, die übrigen nach Verhältniswahl in offenen Listen.
In der Praxis erfüllt der Staat, abgesehen von der erfolgreichen Wahl 2006, in keiner Weise die Merkmale einer Demokratie und eines Rechtsstaates. Eine Gewaltenteilung existiert nur in der Theorie, es gibt praktisch keine unabhängige Justiz, und Gesetze werden nicht durchgesetzt. Das Journal Officiel de la République Démocratique du Congo ist das Bekanntmachungsorgan der Regierung. Alle staatlichen Institutionen sind anfällig für Korruption und unzuverlässig, und es ist seit Jahrzehnten allgemein üblich, dass Posten in staatlichen Institutionen und Betrieben zur persönlichen Bereicherung ausgenutzt werden.
Die territoriale Souveränität des Staates ist insbesondere im Osten des Landes sehr fragil. Aufgrund ihrer Instabilität wird die Demokratische Republik Kongo als gescheiterter Staat bezeichnet, gleichwohl keine der zahlreichen Rebellengruppen, die seit der Unabhängigkeit existierten, je die Legitimität des Staates in Frage oder sezessionistische Forderungen stellten.

### Politische Indizes
| Name des Index                     | Indexwert     | Weltweiter Rang | Interpretationshilfe | Jahr |
| ---------------------------------- | ------------- | --------------- | --- | ---- |
| Fragile States Index               | 106,7 von 120 | 5 von 179       | Stabilität des Landes: großer Alarm 0 = sehr nachhaltig / 120 = sehr alarmierend Rang: 1 = fragilstes Land / 179 = stabilstes Land | 2024 |
| Demokratieindex                    | 1,92 von 10   | 156 von 167     | Autoritäres Regime 0 = autoritäres Regime / 10 = vollständige Demokratie                                                           | 2024 |
| Freedom in the World Index         | 18 von 100    | —               | Freiheitsstatus: unfrei 0 = unfrei / 100 = frei                                                                                    | 2024 |
| Rangliste der Pressefreiheit       | 42,3 von 100  | 133 von 180     | Schwierige Lage für die Pressefreiheit 100 = gute Lage / 0 = sehr ernste Lage                                                      | 2025 |
| Korruptionswahrnehmungsindex (CPI) | 20 von 100    | 163 von 181     | 0 = sehr korrupt / 100 = sehr sauber                                                                                               | 2024 |

### Verfassung
Am 16. Mai 2005 beschloss das 2003 ernannte Übergangsparlament den Entwurf einer neuen Verfassung. Die Macht des Präsidenten wird darin eingeschränkt. Der Premierminister ist nun nicht mehr dem Präsidenten verantwortlich, sondern der Mehrheitsfraktion im Parlament. Am 27. Oktober 2005 sollte das Volk über die neue Verfassung abstimmen.
Der Abstimmung ging eine langwierige, von EU und UN unterstützte Wählerregistrierung voraus. Jeder Wähler erhielt einen fälschungssicheren Personalausweis, und trotz diverser Boykottaufrufe ließen sich insgesamt 25.650.751 Wähler registrieren, von geschätzt 28 Millionen prinzipiell Wahlberechtigten. Nachdem die Wählerregistrierung erheblich länger als geplant gedauert hatte (in abgelegenen Gebieten Équateurs und Bandundus wurden die letzten Wähler erst im Februar 2006 registriert), wurde die Abstimmung schließlich verschoben.
Am 18. und 19. Dezember 2005 stimmten 84,3 % der Wähler bei einer Wahlbeteiligung von 62 % in einem Verfassungsreferendum für die Annahme der neuen Verfassung. Die Zustimmung war je nach Landesteil unterschiedlich verteilt, in Kinshasa stimmten aufgrund der dortigen Boykottkampagnen nur etwas mehr als 50 % dafür, in den Kivuprovinzen lag sie bei über 90 %. Am 18. Februar 2006 trat die neue Verfassung in Kraft.

### Wahlen

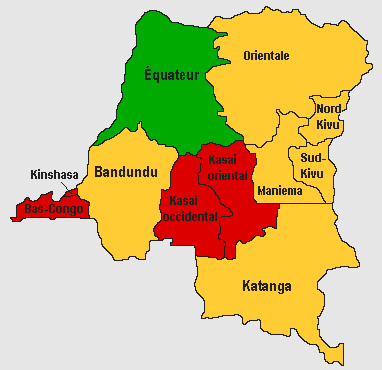
Wahlsieger des ersten Wahlgangs 2011 nach Region:
Joseph Kabila
Étienne Tshisekedi
Léon Kengo

#### 2006
Am 30. Juli 2006 fanden die Wahlen für das Präsidentenamt und das Parlament statt. Es war die erste freie Wahl im Kongo seit 1965. Es gab 43 Bewerber für das Präsidentenamt, darunter zahlreiche frühere Rebellenführer, und über 60 Parteien für das Parlament. Unterschiedliche Programme hatten die Kandidaten nicht zu bieten, es ging lediglich um die Frage, wer das Land zukünftig regieren durfte. Der Wahlkampf war von Gewalt, willkürlichen Verhaftungen und Hetzkampagnen der Presse überschattet. Für den Fall, dass die ehemaligen Kriegsherren die Ergebnisse nicht anerkennen würden, wurden schwere Unruhen bis hin zu einem erneuten Ausbruch des Bürgerkriegs befürchtet. Zur Absicherung der Wahl entsandte die EU zusätzlich zur UN-Mission MONUC eine eigene Militärmission, die EUFOR RD Congo.
Der Wahltag selbst verlief weitgehend friedlich. Im ersten Wahlgang erhielt Kabila 44,8 %, Jean-Pierre Bemba 20,0 % und Antoine Gizenga 13,1 %, die Anteile aller anderen Kandidaten lagen bei weit unter 10 %. Die Ergebnisse der Parlamentswahl verhielten sich ähnlich: Die PPRD (Kabila) erhielt 111 von 500 Sitzen, die MLC (Bemba) 64 und die PALU (Gizenga) 34, der Rest ging an zahlreiche kleine Parteien und unabhängige Kandidaten. Die Ergebnisse waren wie schon bei dem Verfassungsreferendum sehr unterschiedlich verteilt, in den Ostprovinzen, die während des Krieges unter Rebellenkontrolle standen, erzielte Kabila sehr hohe Ergebnisse, während im Westen die Stimmen breiter verteilt waren. Die befürchteten Unruhen blieben weitgehend aus, es kam lediglich zu begrenzten Gefechten zwischen den Truppen Bembas und Kabilas in Kinshasa.
Da keiner der Kandidaten für das Präsidentenamt eine absolute Mehrheit erreicht hatte, fand am 29. Oktober 2006 eine Stichwahl statt, die Kabila mit 58,05 % der Stimmen gewann. Die Ergebnisse waren wieder ungleich verteilt, die westlichen Provinzen Équateur, Bas-Congo, Kinshasa und Kasai fielen Bemba zu, der Osten Kabila.

#### 2011
Im Vorfeld der darauffolgenden Wahl am 27. November 2011 gab es Auseinandersetzungen um eine Verfassungsänderung, die nach Auffassung der Opposition die Wiederwahl Kabilas begünstigte. Am 12. Januar 2011 stimmte die Nationalversammlung und am folgenden Tag auch der Senat für eine Abschaffung der Stichwahl um das Präsidentenamt. Demnach reicht die einfache Mehrheit im ersten Wahlgang. In der Wahl, bei der es einzelne Hinweise auf Unregelmäßigkeiten und Wahlbetrug gab, wurde Kabila mit 48,95 % wiedergewählt, sein wesentlicher Konkurrent Étienne Tshisekedi erhielt 32,33 %.

#### 2018
Gemäß der Verfassung sollte 2016 wieder eine Präsidentschafts- und Parlamentswahl durchgeführt werden. Die Wahlen wurde aber mehrfach verschoben und fanden schließlich am 30. Dezember 2018 statt. Die Verfassung ließ dabei eine erneute Kandidatur Kabilas nicht zu. An seiner Stelle wurde der Oppositionspolitiker Félix Tshisekedi – der Sohn Étienne Tshisekedis – als Präsident gewählt. Das Wahlergebnis war offenbar grob gefälscht: Sowohl die Daten der katholischen Bischofskonferenz Kongos (die 40.000 Wahlbeobachter im ganzen Land im Einsatz hatte) als auch Datensätze der Wahlkommission Céni von 62.716 elektronischen Wahlmaschinen (die rund 15 der 18 Millionen abgegebenen Stimmen erfassten), die der Financial Times zugespielt wurden, widersprachen klar dem angeblichen Wahlsieg Tshisekedis; laut diesen Daten hatte der Kabila-Kritiker Martin Fayulu die absolute Mehrheit der Stimmen erhalten.

#### 2023
Bei den Präsidentschaftswahlen 2023 wurde Félix Tshisekedi wiedergewählt. Hierbei wurden wiederum Fälschungen kritisiert. So ordneten die Bischöfe von Kongos katholischer Bischofskonferenz CENCO, die am 20. Dezember die größte unabhängige Wahlbeobachtung organisiert hatte, den Wahlablauf und das Wahlergebnis als „Katastrophe“ ein. Die Bischöfe sprachen unter anderem von „Fälschung, Korruption in großem Maßstab, Zerstörung von Wahlmaterialien, Aufstachelung zur Gewalt, illegale Inbesitznahme von Wahlmaschinen“. Am 20. Januar 2024 wurde Tshisekedi für seine zweite Amtszeit vereidigt.

### Regierung

#### 2006 bis 2012
Nach den Wahlen wurde am 30. Dezember 2006 Antoine Gizenga, der alte Lumumbistenführer der 1960er Jahre, zum Premierminister ernannt, am 7. Februar stand die neue, aus 60 Ministern und Vizeministern bestehende Regierung. Erstmals seit Jahrzehnten gab es wieder eine Regierung, die eine gute Regierungsführung zumindest versuchte. Die Erfolge der neuen Regierung blieben gering, Gizenga war der Situation nicht mehr gewachsen, die Macht im Land blieb bei Präsident Kabila und beim Militär. Am 25. September 2008 reichte Gizenga altersbedingt seinen Rücktritt ein, Nachfolger wurde am 10. Oktober 2008 Haushaltsminister Adolphe Muzito. Er gehört ebenfalls der PALU an; dies war wegen eines Koalitionsabkommens zwischen den Regierungsparteien PPRD, PALU und UDEMO eine der Bedingungen bei der Neubesetzung des Postens. Zusammen mit Muzito wurden 16 Minister neu ernannt. Die Mehrheit der Minister der Koalition hielt Kabilas PPRD.

#### Seit 2012
Muzito trat am 7. März 2012 zurück. Nachfolger als Premierminister wurde am 18. April 2012 der bisherige Finanzminister Augustin Matata Ponyo, der 2016 durch Samy Badibanga abgelöst wurde. Von 2017 bis 2019 war Bruno Tshibala Premierminister.

#### Seit 2019
Seit 2019 ist Félix Tshisekedi Präsident. Auch seine Wiederwahl 2023 war von Unregelmäßigkeiten begleitet.

### Menschenrechte
Der Kongo ist eines der Länder, in denen die Menschenrechte wenig geachtet werden. Dies trifft insbesondere auf die Kriegsgebiete zu, wo die Kriegsparteien kaum Rücksicht auf die Zivilbevölkerung nehmen.
Vergewaltigung in der Ehe ist in der Demokratischen Republik Kongo keine Straftat;
Vergewaltigung war und ist in der Demokratischen Republik Kongo eine Kriegswaffe. In den Jahren 2006 bis 2009 wurden allein von dem Hilfswerk „Heal Africa“ 12.000 vergewaltigte Frauen betreut. Die Organisation geht von der zehnfachen Zahl an Vergewaltigungen aus. Laut einer Studie sind rund 39 % aller Frauen und 24 % aller Männer im Land mindestens einmal in ihrem Leben Opfer einer Vergewaltigung geworden. Immer wieder gibt es Berichte über Massenvergewaltigungen, etwa 2010 in Luvungi.
Sowohl Angehörige bewaffneter Gruppen als auch staatliche Sicherheitskräfte verübten routinemäßig Folterungen und Misshandlungen, insbesondere gegen vermeintliche politische Gegner. Zu den Foltermethoden gehörten Schläge, Verletzungen durch Messerstiche, Vergewaltigungen und das Aufhängen von Personen an Gitterstäben. In den meisten Hafteinrichtungen und Gefängnissen herrschten derart harte Bedingungen, dass sie grausamer, unmenschlicher oder erniedrigender Behandlung gleichkamen. In Berichten hieß es regelmäßig, dass Gefangene an Unterernährung und behandelbaren Krankheiten starben.
Ein weiterer humanitärer Krisenschwerpunkt ist die Nordost-Region der Provinz Orientale, wo die aus Uganda stammenden Lord’s Resistance Army (LRA) im Gefolge einer gescheiterten gemeinsamen Militäraktion von der Demokratischen Republik Kongo, Sudan und Uganda seit Dezember 2007 wiederholt grausame Attacken auf die Zivilbevölkerung verübt. Die LRA wird für den Tod von über 1.200 Menschen und die Entführung von über 600 Kindern seit September 2008 verantwortlich gemacht.
2008 verurteilten Militärgerichte mindestens 50 Menschen zum Tode, darunter auch Zivilisten. Es wurden allerdings keine Hinrichtungen gemeldet – so Amnesty International. Sicherheitskräfte der Regierung und bewaffnete Gruppen überfielen und entführten Menschenrechtsverteidiger, schüchterten sie ein und bedrohten sie mit Mord. In Nord-Kivu mussten viele, die sich für die Menschenrechte einsetzten, untertauchen oder fliehen. Andere wurden zur Zielscheibe, weil sie an der Aufarbeitung politisch brisanter Menschenrechtsverletzungen beteiligt waren. Im Jahr 2008 befanden sich Schätzungen zufolge immer noch 3000 bis 4000 Kinder in den Reihen bewaffneter Gruppen.
Ein im Dezember 2009 von Human Rights Watch veröffentlichter Bericht dokumentiert detailliert die gezielte Tötung von mehr als 1400 Zivilisten zwischen Januar und September 2009 während zwei aufeinander folgender kongolesischer Militäroperationen gegen die ruandische Hutu-Miliz „Demokratischen Kräfte zur Befreiung Ruandas“ (FDLR). Sowohl kongolesische Regierungssoldaten als auch FDLR-Rebellenmilizen haben Zivilisten angegriffen, ihnen vorgeworfen, mit dem Gegner zu kollaborieren, und sie „bestraft“, indem sie mit Macheten zu Tode gehackt wurden. Beide Seiten haben darüber hinaus Zivilisten bei Fluchtversuchen erschossen oder sie absichtlich in ihren Häusern verbrannt. Einige Opfer wurden gefesselt, bevor ihnen, einem Zeugen zufolge, die Kehlen „wie Hühnern durchgeschnitten“ wurden. Die Mehrheit der Opfer waren Frauen, Kinder und ältere Menschen.
Am 1. Oktober 2010 veröffentlichte das Amt des Hohen Kommissars der Vereinten Nationen für Menschenrechte (OHCHR) einen ausführlichen Bericht über schwerste Menschenrechtsverletzungen und Verletzungen internationalen humanitären Rechts auf dem Territorium der Demokratischen Republik Kongo im Zeitraum von März 1992 bis Juni 2003.
Die Regierung von Ruanda hatte vor der Veröffentlichung dieses Berichts vergeblich Änderungen verlangt. Hintergrund war, dass einige der schwersten dokumentierten Verbrechen von Angehörigen der Rwandan Patriotic Army (RPA) und der mit ihnen verbündeten Alliance des forces démocratiques pour la libération du Congo-Zaïre (AFDL) begangen worden waren. Sie könnten nach Aussage des Berichts möglicherweise als Genozid bezeichnet werden.
Homosexualität in der Demokratischen Republik Kongo ist legalisiert.

### Mitgliedschaft in internationalen Organisationen
Die Demokratische Republik Kongo gehört einer Reihe von politischen und wirtschaftlichen Vereinigungen an:
- AEC (Afrikanische Wirtschaftsgemeinschaft)
- Organisation Afrikanischer, Karibischer und Pazifischer Staaten
- AU (Afrikanische Union)
- BAD (Afrikanische Entwicklungsbank)
- COMESA (Gemeinsamer Markt für das Östliche und Südliche Afrika)
- EAC (Ostafrikanische Gemeinschaft) – seit dem 29. März 2022
- G33 (Zusammenschluss verschiedener Entwicklungsländer)
- ICGLR (Internationale Konferenz der Region der Großen Seen)
- OIF (Internationale Organisation der Frankophonie)
- SADC (Südafrikanische Entwicklungsgemeinschaft)
- UN (Vereinte Nationen)

### Militär

Kongolesische Soldaten werden von US-Militärberatern ausgebildet

Das Land gab 2017 knapp 0,7 Prozent seiner Wirtschaftsleistung oder 295 Millionen US-Dollar für seine Streitkräfte aus.
Die kongolesischen Streitkräfte (französisch Forces Armées de la République Démocratique du Congo – FARDC) entstanden in ihrer heutigen Form nach dem Zweiten Kongokrieg, als die Regierungsarmee mit den verschiedenen Rebellenstreitkräften zusammengelegt wurde. 2003 meldeten Regierung und Rebellen über 300.000 Soldaten für die Eingliederung in die neuen Streitkräfte, nach einer unabhängigen Schätzung waren es aber allenfalls 200.000 Soldaten. Die Sollstärke der FARDC sollte bei etwa 120.000 Mann liegen. Bis 2008 waren aber erst etwa 45.000 Mann in 15 Brigaden einsatzbereit. Bei Aufstellung der neuen Streitkräfte wurden „gemischte“ Einheiten gegründet, das heißt in der FARDC dienen Soldaten verschiedener Bürgerkriegsparteien in ein und derselben Einheit.
Der Neuaufbau der Armee war im Jahr 2009 noch nicht abgeschlossen, die alten Strukturen der Rebellen bestanden weiter fort, zehntausende Soldaten befanden sich außerhalb der regulären Befehlsstrukturen unter dem Kommando ehemaliger Bürgerkriegsgeneräle. Dies war vor allem im Osten des Landes, in den Kivuprovinzen der Fall, in der bis heute verschiedene lokale Milizen die Macht ausüben.
Die FARDC hatte laut einer Quelle aus 2010 sowohl Organisationsprobleme als auch Defizite mit der Kampfmoral. Die Soldaten sind unzureichend ausgebildet und ausgerüstet, der Sold wird nur unregelmäßig ausbezahlt und reicht nicht aus, um den Lebensunterhalt zu bestreiten. Die Kampfmoral der Truppe war entsprechend schlecht und die Desertationsrate hoch. Bei Kämpfen im Kivu kam es immer wieder zu Massendesertationen tausender Soldaten. Zahlreiche Menschenrechtsverletzungen gehen auf Kräfte der FARDC zurück, regelmäßig kommt es zu Übergriffen auf Zivilisten mit Plünderungen und Vergewaltigungen seitens der Angehörigen der FARDC.

## Verwaltungsgliederung
In der Demokratischen Republik Kongo herrscht traditionell eine streng zentralistische Verwaltung. Das Land war bis 2015 in zehn Provinzen und den Hauptstadtdistrikt gegliedert. Die 2005 beschlossene Verfassung sah eine Dezentralisierung vor, bei der die 11 Gebietskörperschaften in 26 neue Provinzen mit eigenen Parlamenten aufgeteilt werden sollten. 40 % der auf dem Gebiet einer neuen Provinz eingenommenen Steuern sollten künftig dort verbleiben. Diese Verwaltungsreform sollte erst 2011 komplett umgesetzt worden sein. Im Januar 2011 wurde die Neuaufteilung des Landes durch eine Verfassungsänderung abgesagt, allerdings wurde die Neugliederung im Jahr 2015 doch umgesetzt.
Die der Gebietskarte folgende Tabelle gibt die seit 2015 geltenden Provinzen des Landes mit Fläche und ehemaliger Provinzzugehörigkeit an. Kinshasa wird offiziell nicht als Provinz, sondern als Hauptstadtdistrikt bezeichnet.

Gebiete und amtliche Nummerierung der seit 2015 existenten 26 Provinzen der DR Republik Kongo

| Nr. | Name           | Hauptstadt | Fläche in km² | Provinz bis 1988 |
| --- | -------------- | ---------- | ------------- | ---------------- |
| 01  | Kinshasa       | Kinshasa   | 009.965       | unverändert      |
| 02  | Kongo Central  | Matadi     | 053.920       | Bas-Congo        |
| 03  | Kwango         | Kenge      | 089.974       | Bandundu         |
| 04  | Kwilu          | Kikwit     | 078.219       | Bandundu         |
| 05  | Mai-Ndombe     | Inongo     | 127.465       | Bandundu         |
| 06  | Kasaï          | Luebo      | 093.784       | Kasaï-Occidental |
| 07  | Kasaï-Central  | Kananga    | 060.958       | Kasaï-Occidental |
| 08  | Kasaï-Oriental | Mbuji-Mayi | 009.481       | Kasaï-Oriental   |
| 09  | Lomami         | Kabinda    | 056.426       | Kasaï-Oriental   |
| 10  | Sankuru        | Lusambo    | 104.331       | Kasaï-Oriental   |
| 11  | Maniema        | Kindu      | 132.520       | unverändert      |
| 12  | Sud-Kivu       | Bukavu     | 065.070       | unverändert      |
| 13  | Nord-Kivu      | Goma       | 059.483       | unverändert      |
| 14  | Ituri          | Bunia      | 065.658       | Orientale        |
| 15  | Haut-Uele      | Isiro      | 089.683       | Orientale        |
| 16  | Tshopo         | Kisangani  | 199.567       | Orientale        |
| 17  | Bas-Uele       | Buta       | 148.331       | Orientale        |
| 18  | Nord-Ubangi    | Gbadolite  | 056.644       | Équateur         |
| 19  | Mongala        | Lisala     | 058.141       | Équateur         |
| 20  | Sud-Ubangi     | Gemena     | 051.648       | Équateur         |
| 21  | Équateur       | Mbandaka   | 103.902       | Équateur         |
| 22  | Tshuapa        | Boende     | 132.957       | Équateur         |
| 23  | Tanganyika     | Kalemie    | 134.940       | Katanga          |
| 24  | Haut-Lomami    | Kamina     | 108.204       | Katanga          |
| 25  | Lualaba        | Kolwezi    | 121.308       | Katanga          |
| 26  | Haut-Katanga   | Lubumbashi | 132.425       | Katanga          |

## Wirtschaft

Entwicklung des Bruttoinlandsprodukts (BIP) pro Kopf der DR Kongo.
BIP der DR Kongo
BIP Zentralafrikas
BIP ganz Afrikas

Jahrzehntelange Misswirtschaft, extreme Korruption und jahrelange Bürgerkriege machten den Kongo, der kurz nach der Unabhängigkeit eines der wirtschaftlich am höchsten entwickelten Länder Afrikas war und über die größten Naturreichtümer des Kontinents verfügt, zu einem der ärmsten Länder der Welt, das in allen Entwicklungsindikatoren weit hinten angesiedelt ist.
Das kaufkraftbereinigte Bruttoinlandsprodukt (BIP) betrug 2023 etwa 177 Milliarden US-Dollar, das BIP pro Einwohner ungefähr 1.774 US-Dollar. Die Frauenerwerbsquote liegt bei etwa 71 %. Trotz einem jahrelangen Wirtschaftsaufschwung in der Regierungszeit von Joseph Kabila ist die DR Kongo das zweitärmste Land der Welt.
Die Inflationsrate ist beständig hoch, seit Jahrzehnten dient daher der US-Dollar als Zweitwährung und Wertaufbewahrungsmittel.
Charakteristisch für das Land ist der große informelle Sektor, der nicht in die Berechnung des BIP einfließt. Bereits in den 1980er Jahren soll die informelle Wirtschaft dreimal so groß wie die offizielle gewesen sein. Grund für diese Entwicklung waren und sind die extreme Korruption und die mangelnde Effektivität staatlicher Organe, die ein solides Wirtschaften enorm erschweren. Von staatlicher Seite werden erst in jüngster Zeit Anstrengungen unternommen, den Zustand zu ändern.
Seit Abschaffung einer Einheitsgewerkschaft 1990 besitzt das Land nun zwar mehrere unabhängige Gewerkschaften, welche aber kaum noch Einfluss auf die Unternehmen haben.
| Jahr                                    | 2010   | 2015  | 2016  | 2017   | 2018   | 2019  | 2020   | 2021  | 2022  | 2023   |
| --------------------------------------- | ------ | ----- | ----- | ------ | ------ | ----- | ------ | ----- | ----- | ------ |
| BIP in Mrd. USD (Kaufkraftparität)      | 53,4   | 84,9  | 86,0  | 90,8   | 97,2   | 106,6 | 111,1  | 135,6 | 158,0 | 177,3  |
| BIP pro Kopf in USD (Kaufkraftparität)  | 811    | 1.099 | 1.078 | 1.101  | 1.142  | 1.213 | 1.223  | 1.446 | 1.632 | 1.774  |
| BIP-Wachstum (real)                     | 7,8 %  | 6,4 % | 0,4 % | 3,7 %  | 4,8 %  | 4,5 % | 1,7 %  | 5,9 % | 8,8 % | 8,4 %  |
| Inflation (in Prozent)                  | 23,5 % | 0,7 % | 3,2 % | 35,7 % | 29,3 % | 4,7 % | 11,4 % | 9,0 % | 9,3 % | 19,9 % |
| Staatsverschuldung (in Prozent des BIP) | 29 %   | 16 %  | 19 %  | 18 %   | 15 %   | 15 %  | 16 %   | 16 %  | 14 %  | 14 %   |

### Wirtschaftsgeschichte

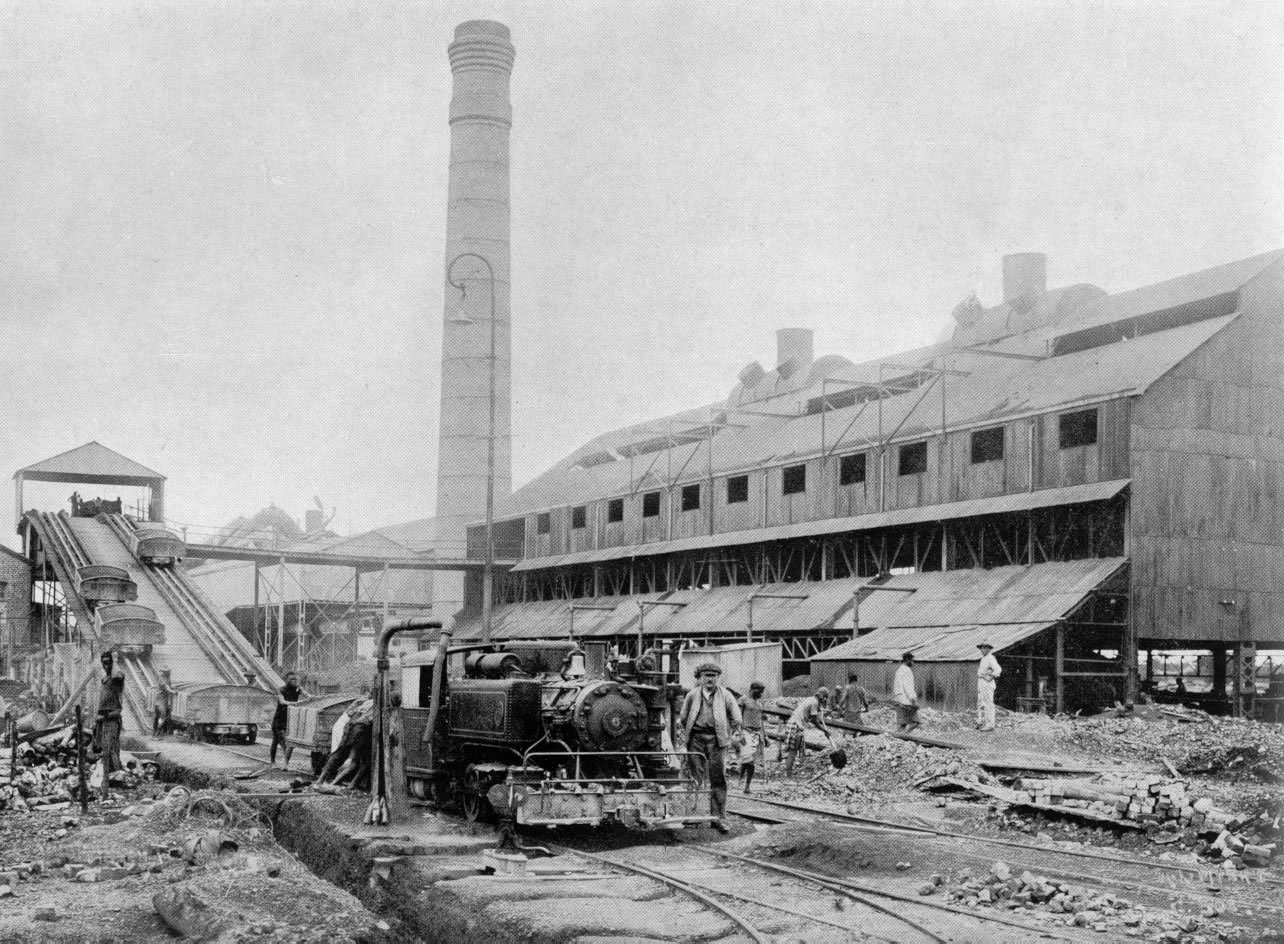
Industrieanlage der Union Minière du Haut Katanga in Élisabethville (heute Lubumbashi), 1917

Entwicklung des realen Bruttoinlandsprodukts ab 1950

Die Wirtschaft des Landes erlebte in den vergangenen Jahrzehnten eine wechselvolle Entwicklung. In vorkolonialer Zeit war das heutige Staatsgebiet eine bedeutende Quelle für Sklavenhändler. Die von Sansibar aus operierenden islamischen Sklavenhändler, die von lokalen Herrschern und Milizen unterstützt wurden, beuteten das Land weit schwerwiegender aus als die Europäer im Westen des Landes. Die europäische Kolonialisierung ab 1876 setzte sich die Beendigung des Sklavenhandels zum Ziel. Der Widerstand der Sklavenhändler wurde blutig niedergeschlagen. Nach Errichtung des Kongo-Freistaats durch Belgien begann eine in der Kolonialgeschichte beispiellose Ausplünderung des Landes. Der Bevölkerung wurde Zwangsarbeit auferlegt, um Baumwolle, Elfenbein, Palmöl und vor allem Kautschuk zu exportieren (Kongogräuel).
Mit der Gründung von Belgisch-Kongo 1908 rückte der Bergbau zum Hauptwirtschaftszweig auf, es wurden vor allem Kupfer und Diamanten abgebaut. Nachdem König Leopold den Kongo an die belgische Regierung abgetreten hatte, stieg es bis in die 1950er-Jahre zum viertgrößten Kupferproduzenten der Welt auf. Auch seine anderen Bodenschätze waren für die westlichen Mächte lebenswichtig: Kobalt, Tantal – und Uran. Das Uran aus Katanga aus der Mine Shinkolobwe bei Jadotville hatte dazu beigetragen, den Ausgang des Zweiten Weltkriegs zu entscheiden; das Manhattan-Projekt wurde mit Uran aus dieser Mine bestückt. Die UMHK-Mine Shinkolobwe produzierte bis 1960 Uran für US-Atomwaffen.
Es entstanden ein modernes, dichtes Straßennetz und ein effizientes Gesundheitssystem, welches auch den Lebensstandard der Einheimischen hob. In den letzten Jahren vor der Unabhängigkeit zählte die Kolonie zu den wirtschaftlich am höchsten entwickelten afrikanischen Staaten, der Wohlstand war jedoch extrem zugunsten der immer zahlreicher werdenden belgischen Siedler verteilt: Die Hälfte des Volkseinkommens lag bei den 1 % Europäern; die Kongolesen hingegen blieben von gesellschaftlicher und politischer Teilhabe weitgehend ausgeschlossen.
Die Wirren nach der Unabhängigkeit (Kongo-Krise) und die Ausreise vieler Belgier hatten zunächst einen wirtschaftlichen Einbruch zur Folge, von dem sich das Land aber innerhalb weniger Jahre erholte. Von hohen Rohstoffpreisen getragene, teilweise zweistellige Wachstumsraten Ende der 1960er und Anfang der 1970er Jahre ermöglichten große, aber unrentable Bauprojekte wie den Inga-Staudamm und die HGÜ Inga-Shaba. Es wurde erwartet, dass sich das Land innerhalb weniger Jahre zur Industrienation entwickeln würde. Als infolge der Ölkrise ab 1973 die Rohstoffpreise zu sinken begannen, begann auch der Niedergang der zairischen Wirtschaft. Die immer weiter ausufernde Korruption Mobutus und seiner kleptokratischen Herrschaftsclique sorgte dafür, dass Exporteinnahmen nicht mehr reinvestiert wurden und die Wirtschaftsbetriebe verfielen. Während der 1980er und zu Beginn der 1990er Jahre befand sich die Wirtschaft im freien Fall, zwischen 1990 und 1994 hatte sich das Bruttoinlandsprodukt fast halbiert, die Kupferproduktion war um über 90 % gesunken, die Inflationsrate dreistellig. Immer größere Teile der Wirtschaft wanderten in den informellen Sektor ab. Zwar stabilisierte sich die Lage kurzzeitig wieder, aber die Kriege ab 1996 führten zu einem weiteren Rückgang der Wirtschaftsleistung.
Nach Kriegsende begann, getragen durch hohe Rohstoffpreise und internationale Investitionen im bedeutenden Bergbausektor, ein erneuter Aufschwung. Der Ausbruch der Finanzkrise 2008 belastete mit sinkenden Rohstoffpreisen und rückläufigen Investitionen auch die kongolesische Wirtschaft außerordentlich stark.

### Rohstoffe

#### Bergbau

##### Allgemeines
Der Kongo zählt zu den rohstoffreichsten Ländern der Welt. Bergbauprodukte sind daher seit Jahrzehnten Hauptexportgut, wichtigster Devisenbringer des Landes und Haupteinnahmequelle des Staates. Gefördert werden vor allem Diamanten (Kasai), Gold (Kivu, Ituri), Kupfer (Katanga), Niob-Tantal/Coltan (Kivu) sowie Kobalt (Provinzen Lualaba und Haut-Katanga), Mangan, Blei, Zink und Zinn (Katanga). Der Reichtum an mineralischen Rohstoffen führte wiederholt zu politischen und bewaffneten Konflikten im Land.
Südafrika hat nach 1994 sein außenwirtschaftliches Engagement in der DR Kongo unter neuen politischen Prämissen zunehmend ausgebaut. Im Fokus der Bemühungen steht dabei die Entwicklung der Verkehrsinfrastruktur im Süden des Landes. Ein wichtiger Akteur ist dabei die südafrikanische IDC. Ein weiteres von der IDC unterstütztes Investitionsfeld bildet der Kupferbergbau. Im 2024 war Kongo der weltweit zweitgrößte Kupferproduzent.
Die Volksrepublik China schloss 2007 mit der DR Kongo ein Abkommen ab, auf dessen Grundlage für Infrastrukturbauten ein Darlehen gewährt wurde von 5 Mrd. US-Dollar, 2008 auf 9 Mrd. erhöht. Als davon profitierende Sektoren wurden genannt: Rohstofferkundungen sowie der Ausbau der Verkehrs- und Sozialinfrastruktur in der Provinz Katanga. Ein Jointventure mit dem Namen Sicomines zwischen Gécamines, Sinohydro und der China Railway Engineering Corporation wurde vereinbart.
In Minen ist es relativ oft zu großen Unfällen gekommen. Am 11. September 2020 brach eine Goldmine in Kamituga in der Provinz Sud-Kivu ein, nachdem vom benachbarten Fluss Njali (Hoch-)Wasser in die Mine gelaufen war. Mindestens 50 Bergleute starben.
Maßnahmen gegen menschenunwürdige und gesundheitsgefährdende Arbeitsbedingungen
Die Bundesanstalt für Geowissenschaften und Rohstoffe (BGR) untersuchte von 2018 bis 2021 die Lebensbedingungen der im Osten der DR Kongo mit Bergbau auf verschiedene Rohstoffe Beschäftigten in einem Projekt. Das Ziel dieses Vorhabens bestand in einer Verbesserung der Lebensbedingungen vor Ort. Kleinere Bergbaubetriebe und Kooperativen erhalten durch moderne Audit- und Trainingsmaßnahmen Unterstützung für verantwortungsvolle Bergbaupraktiken. Das Bergbau-Ministerium der DR Kongo ist an der Entwicklung dieser Systemstandards beteiligt. Die BGR unterhält zur Kontrolle dieser Entwicklungen in Kinshasa, Kindu, Bukavu, Goma und Lubumbashi entsprechende Kontaktstellen. Das deutsche Bundesministerium für wirtschaftliche Zusammenarbeit und Entwicklung hatte Untersuchungen über die konkreten wirtschaftlichen und sozialen Zusammenhänge in Auftrag gegeben, die zwischen 2019 und 2021 liefen.

##### Coltan-Thematik

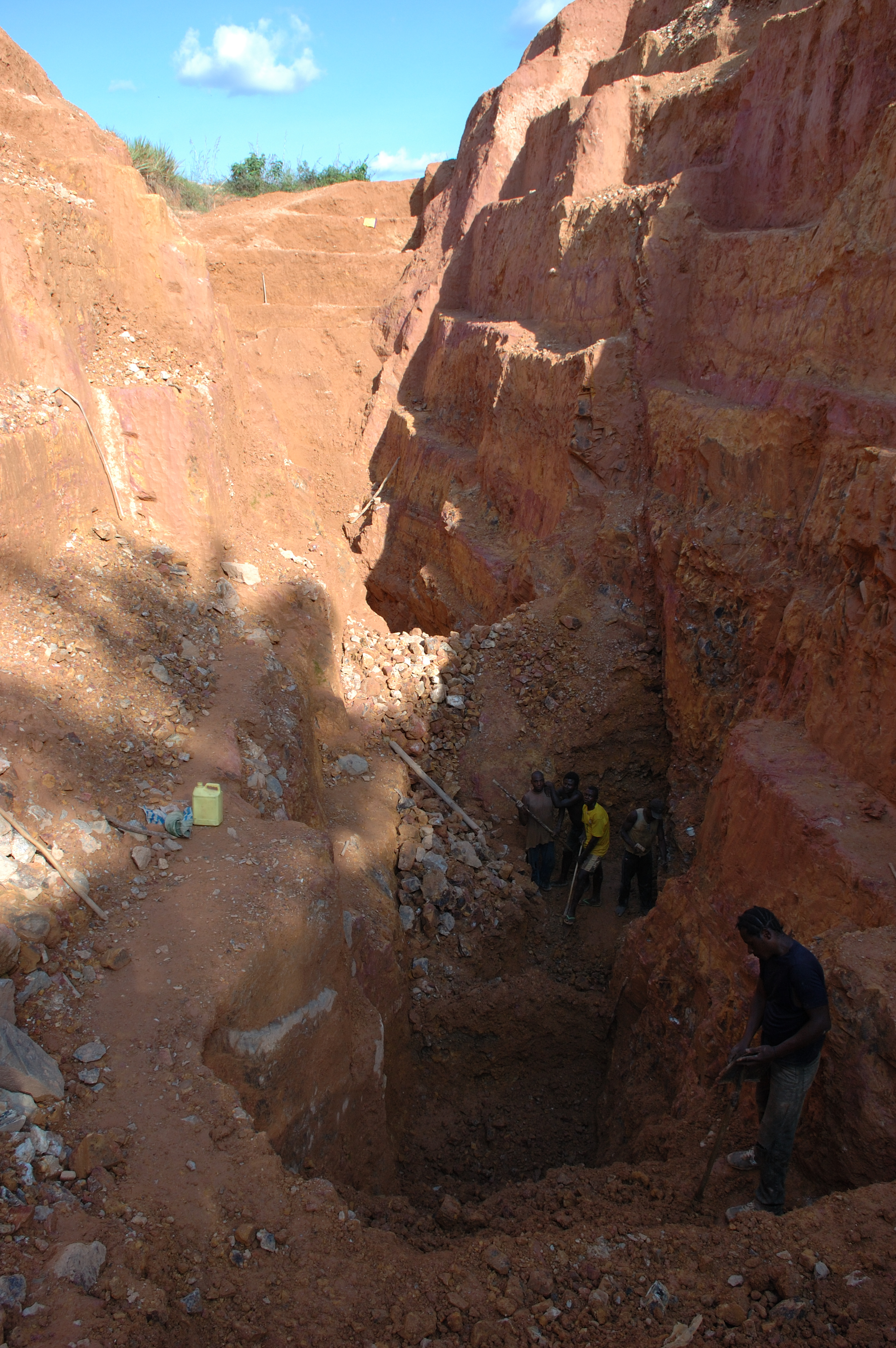
Kleinbergbau: Die lokale Bevölkerung baut unter Lebensgefahr mit bloßen Händen nach Erzen, hier Abbau von Kassiterit und Wolframit in Kailo, Provinz Maniema

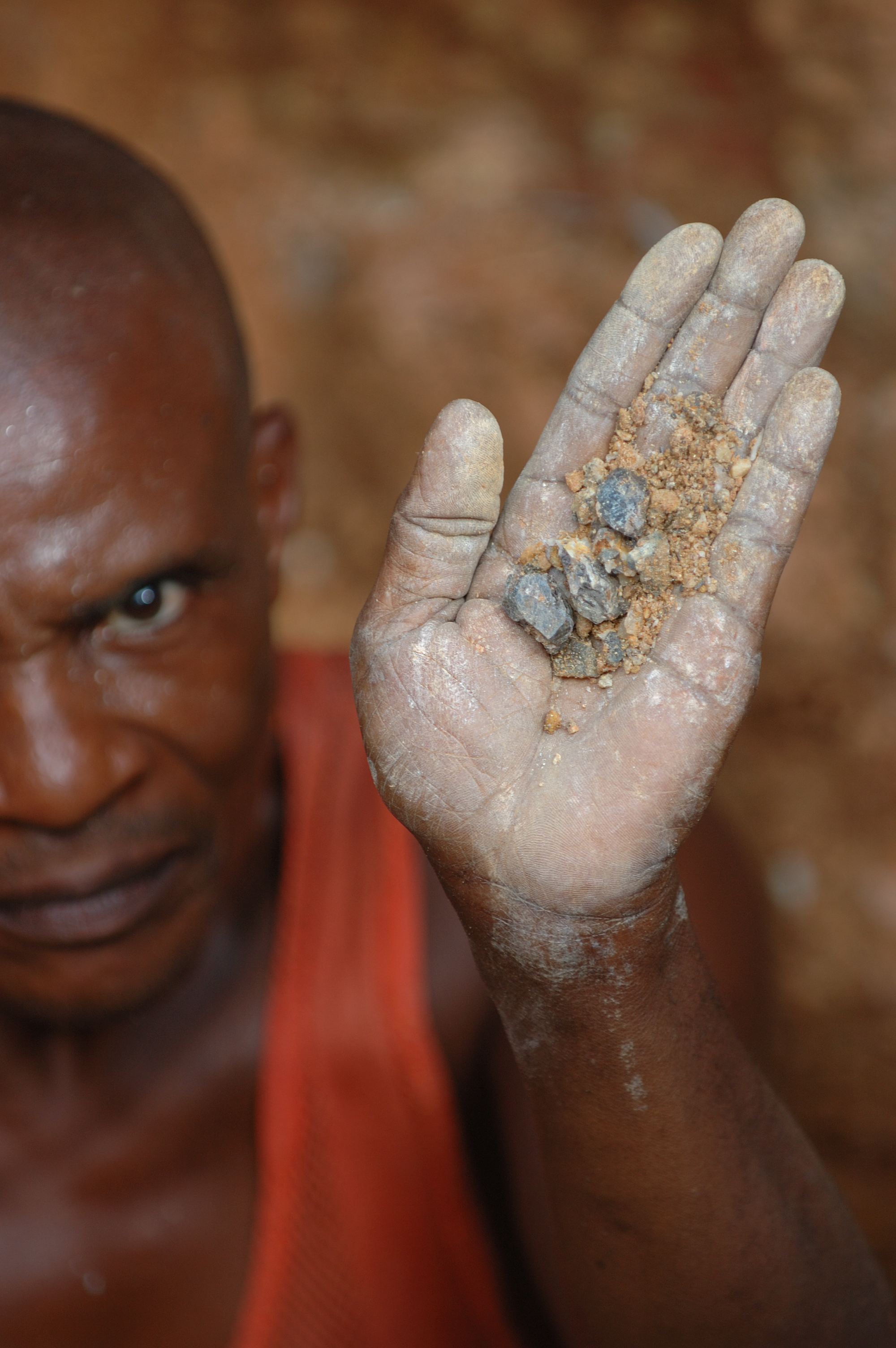
„Konfliktmineral“ Wolframit in der Hand eines Schürfers in Kailo, 2007

Besondere Bekanntheit hat seit Ende des 20. Jahrhunderts der Abbau des Erzes Coltan erlangt. Es enthält die wirtschaftlich bedeutsamen Metalloxidminerale Columbit und Tantalit, aus denen Niob und Tantal gewonnen werden. Tantal ist für die Produktion elektronischer Geräte von großer Bedeutung, Niob dient als Legierungszusatz in der Stahlproduktion bei der Herstellung hitzebeständiger Metallbauteile für die Luft- und Raumfahrtindustrie.
Die noch in der Kolonialzeit und den ersten Jahren nach der Unabhängigkeit entstandenen Förderanlagen an einigen Orten sind heute mangels Instandhaltung weitgehend zerfallen; der Wiederaufbau kommt nur schleppend voran. Der Kleinbergbau, eine weitgehend ohne maschinelle Unterstützung getätigte Rohstoffgewinnung, ist ein bedeutender Wirtschaftszweig mit vielen Erwerbstätigen. Er hat den größten Anteil am Bruttoinlandsprodukt und an den Exporten. Diese Wirtschaftsform entzieht sich weitgehend staatlicher Kontrolle.
Während des Krieges war der Verkauf von Bodenschätzen wichtigste Einnahmequelle sowohl für die Regierung als auch die Rebellen. Auch die Nachbarstaaten und private Gesellschaften waren an der jahrelangen systematischen Ausplünderung des Landes beteiligt.
Nach wie vor wird der Osten des Landes, in dem sich die meisten Bodenschätze befinden, zu großen Teilen nicht von der Regierung, sondern von aufständischen Milizen kontrolliert. Die Schürfer müssen ihre Erze zu Preisen, die weit unter Weltmarktpreisen liegen, an Exporthändler verkaufen, die von den lokalen Machthabern konzessioniert sind. Dieses System beschert den Bewaffneten stetige Einnahmen und ermöglicht damit die Finanzierung des Krieges. Zukünftig soll ein Zertifizierungssystem für kongolesische Rohstoffe dafür sorgen, dass diese legal gehandelt werden. Der Import von Coltan aus der DR Kongo steht in den Industriestaaten seit Jahren in der Kritik, weil damit westliche Unternehmen indirekt maßgeblich zur Aufrechterhaltung des Kriegszustandes beitragen. Verschiedene Nichtregierungsorganisationen organisierten immer wieder Boykottkampagnen gegen Coltan aus dem Kongo, ließen dabei aber außer Acht, dass der Coltanexport Haupteinnahmequelle der Bevölkerung des Kivu ist.
Um die Geldquellen der Profiteure dieser Geschäfte trockenzulegen, verhängte die Regierung am 11. September 2010 einen totalen Stopp sämtlicher Bergbauaktivitäten für die Provinzen Nord-Kivu, Sud-Kivu und Maniema im Osten des Kongos, der Schürfer, Händler, Exporteure und Inhaber von Abbaurechten betraf. Dadurch konnten die Bergbauaktivitäten nicht gestoppt werden, vielmehr wurden sie in den illegalen Bereich gedrängt. Während kriminelle Unternehmen profitierten, brach die sonstige Wirtschaft in der Kivu-Region fast vollständig zusammen. Deshalb wurde das Bergbauverbot im März 2011 wieder aufgehoben.

#### Erdöl
Die Erdölreserven im gesamten Staatsgebiet werden auf 180 Millionen Barrel geschätzt, im Jahr 2009 wurden täglich rund 16.360 Barrel Erdöl gefördert. Die Regierung forciert die Erdölförderung, missachtet aber dabei häufig Umwelt- und Sicherheitsbedenken. Im Jahr 2010 erhielten SOCO, Dominion Petroleum und das Staatsunternehmen Cohydro Konzessionen für die Ölförderung im Nationalpark Virunga, der zum Weltnaturerbe zählt und mitten in einem von Rebellen kontrollierten Gebiet liegt. Auf Druck von EU-Kommission, UNESCO und zuständigen UN-Stellen wurde die Genehmigung des Projekts jedoch im März 2011 von der Regierung zurückgenommen.
Das Land besitzt Erdgasreserven von 991,1 Millionen Kubikmetern, derzeit findet jedoch noch keine Förderung statt.

### Landwirtschaft

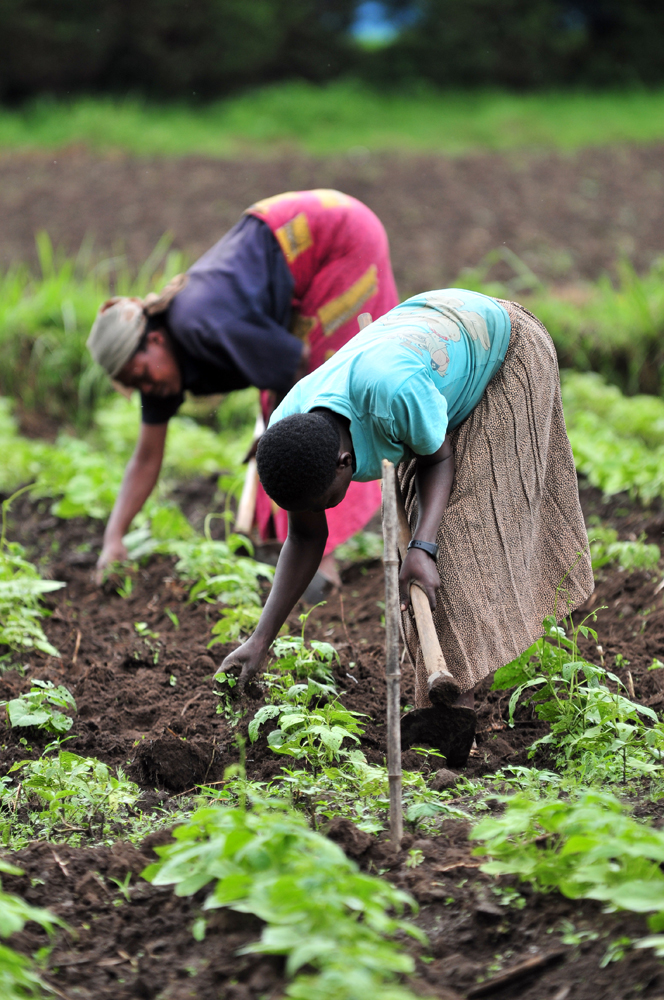
Landwirtschaft im Kivu

Während der Kolonialzeit wurde die Landbevölkerung zum Anbau von Feldfrüchten für den Export gezwungen, in den Jahren vor der Unabhängigkeit entstanden auch von Europäern geleitete Agrargroßbetriebe. Seit 1960 ging die landwirtschaftliche Produktion stetig zurück. Besonders die Verstaatlichung ab 1973, in der viele produktive Betriebe enteignet wurden, verursachte einen deutlichen Einbruch bei der Erzeugung von Agrarprodukten. Seitdem wird die Landwirtschaft vor allem zugunsten des lukrativeren Kleinbergbaus vernachlässigt. In den meisten ländlichen Regionen herrscht heute Subsistenzwirtschaft; ein Transport der Ernte in die Städte wäre aufgrund mangelhafter Verkehrswege ohnehin kaum möglich.
Nur knapp drei Prozent der Landfläche wird landwirtschaftlich genutzt, dennoch macht die Landwirtschaft mehr als die Hälfte des Bruttoinlandsprodukts aus und beschäftigt fast zwei Drittel der erwerbstätigen Bevölkerung. Die Produktion von Nahrungsmitteln reicht für den Eigenbedarf nicht aus, das Land muss deshalb solche importieren.
Typische Agrarprodukte sind Maniok, Zuckerrohr, Kaffee, Palmöl, Kautschuk und Bananen. Ebenfalls besteht eine nennenswerte Holzwirtschaft.

### Industrie
Der industrielle Sektor konzentriert sich heute auf die Gewinnung und Verarbeitung der erschlossenen mineralischen Bodenschätze. Es werden mit den Metallrohstoffen und Halbfabrikaten große Abnehmer im Weltmarkt beliefert. Während des Wirtschaftsbooms um das Jahr 1970 wurde zwar mit dem Aufbau einer importsubstituierenden Industrie begonnen, diese war aber gegenüber Importen nicht konkurrenzfähig und verschwand bis in die 1990er Jahre fast völlig. Industrielle Großbetriebe bestehen heute kaum noch. Die verarbeitende Industrie besteht überwiegend aus Kleinbetrieben, die Konsumgüter wie Textilien, Schuhe oder Zigaretten produzieren bzw. in der Lebensmittelverarbeitung tätig sind.

### Finanz- und Bankensektor
Laut einer Einschätzung des International Monetary Funds aus dem Jahr 2014 ist der Finanz- und Bankensektor der Demokratischen Republik Kongo nur oberflächlich vorhanden und unterentwickelt. Zentralbank des Landes ist die Banque Centrale du Congo (BCC). Laut der Wirtschaftsprüfungsgesellschaft KPMG waren im Kongo im Jahr 2017 20 kommerzielle Banken aktiv. Es gibt eine staatliche Versicherungsanstalt und ein Sozialversicherungsinstitut. Stand 2014 gab es 143 Mikrofinanzinstitute, 59 Geldtransferagenturen sowie 16 Währungshäuser. Die Demokratische Republik Kongo verfügt weder über einen Aktien- noch über einen Kapitalmarkt.
Das Land ist eines der Länder, in denen nach wie vor der Großteil der Bevölkerung vom konventionellen Bankensektor ausgeschlossen ist. Laut einer Schätzung aus dem Jahr 2017 haben nur 26 % aller Kongolesen ein Bankkonto. Wie in vielen anderen afrikanischen Ländern wird auch in der Demokratischen Republik Kongo ein beträchtlicher Teil des Finanzsektors durch im Ausland lebende Staatsbürger beeinflusst. Im Jahr 2017 gaben rund 40 % der Bevölkerung an, regelmäßig finanzielle Rücküberweisungen zu senden oder zu erhalten.

### Außenhandel
| Haupthandelspartner im Jahr 2017 | Haupthandelspartner im Jahr 2017 | Haupthandelspartner im Jahr 2017 | Haupthandelspartner im Jahr 2017 |
| Exporte                          | Exporte                          | Importe                          | Importe                          |
| -------------------------------- | -------------------------------- | -------------------------------- | -------------------------------- |
| Volksrepublik China              | 41,4 %                           | Volksrepublik China              | 19,9 %                           |
| Sambia                           | 22,7 %                           | Südafrika                        | 18,0 %                           |
| Südkorea                         | 7,2 %                            | Sambia                           | 10,4 %                           |
| Finnland                         | 6,2 %                            | Belgien                          | 9,1 %                            |

Größter Handelspartner der Demokratischen Republik Kongo ist heute bei Weitem die Volksrepublik China, welche 2017 mehr als 40 % aller Exporte sowie knapp 20 % der Importe des Landes ausmachte. Andere wichtige Exportdestinationen sind Sambia, Südafrika, Südkorea und Finnland, importiert wird neben China noch aus Belgien, Indien, Sambia, Südafrika und Tansania. 2017 exportierte das Land Waren im Wert von rund 11 Milliarden US-Dollar. Die Hauptexportprodukte sind Diamanten, Kupfer, Gold, Cobalt, Germanium, ferner Holz sowie Rohöl, Kaffee und Kakao. Den Ausfuhren stehen Importe im Wert von 10,82 Milliarden US-Dollar gegenüber. Es handelt sich bei den Einfuhren zumeist um Maschinen und Fahrzeuge aller Art sowie um Nahrungsmittel und Treibstoffe.
Die Außenhandelsbilanz des gesamten Landes ist zumeist nahezu ausgeglichen, allerdings bestehen innerhalb des Landes hohe Ungleichgewichte, denn nahezu alle Exportgüter werden in nur wenigen Landesteilen produziert. Lokale Handelsbilanzdefizite werden zumeist durch informellen Handel, der in den Statistiken nicht auftaucht, ausgeglichen.
Neben einer differenzierten Investitionskooperation mit Südafrika erhielt die DRC Unterstützung auf dem Gebiet des Technologietransfers, der öffentlichen Verwaltung und der Versorgung mit Handelsgütern und Serviceleistungen. Im Jahre 2012 war Südafrika mit einem Anteil von 21,6 Prozent am DRC-Importvolumen der größte Außenhandelspartner des Landes.

### Staatshaushalt
Der Staatshaushalt umfasste 2016 Ausgaben von umgerechnet 5,8 Milliarden US-Dollar, dem standen Einnahmen von umgerechnet 5,4 Milliarden US-Dollar gegenüber. Daraus ergibt sich ein Haushaltsdefizit in Höhe von 0,9 % des Bruttoinlandsprodukts.
Die Staatsverschuldung betrug 2016 21,5 % des BIP. 2010 wurden der Demokratischen Republik Kongo Staatsschulden in Höhe von ca. 12 Milliarden US-Dollar erlassen; 2009 entsprach die Staatsverschuldung noch 138,3 % des BIP und war damit, gemessen an der Wirtschaftsleistung, eine der höchsten der Welt.
2006 betrug der Anteil der Staatsausgaben (in % des BIP) folgender Bereiche:
- Gesundheit:[1] 11,2 % (2009)
- Bildung:[145] 4,6 % (2008)
- Militär:[1] 2,5 %

## Infrastruktur

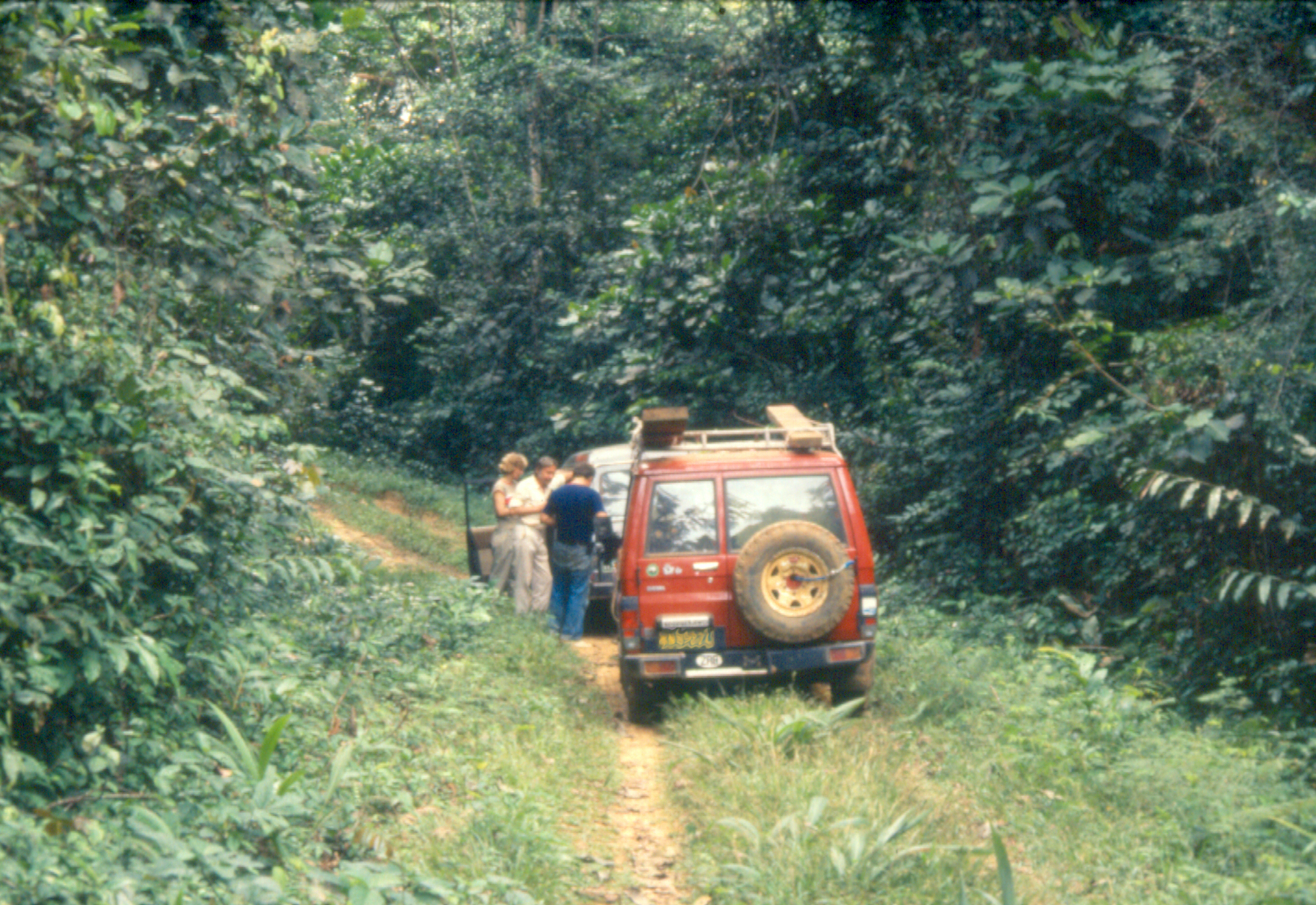
Unbefestigte Straße bei Kisangani

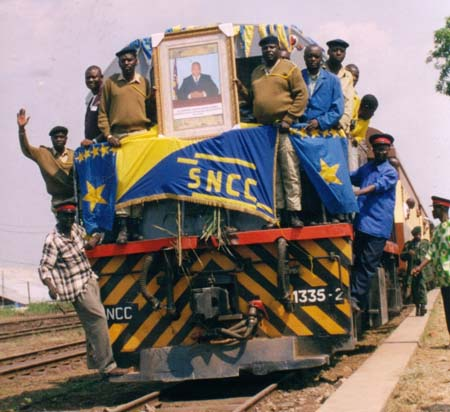
Wiedereröffnung der Bahnstrecke Lubumbashi–Kindu

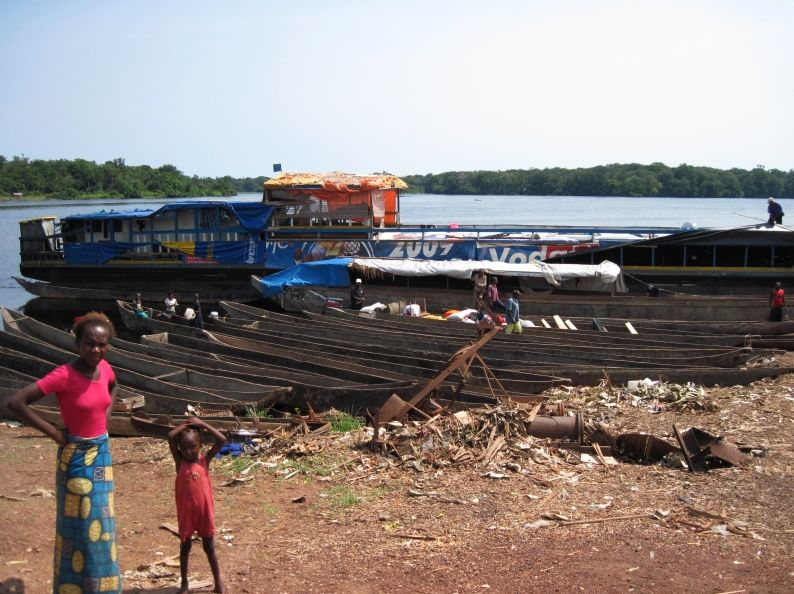
Boote auf dem Kongo

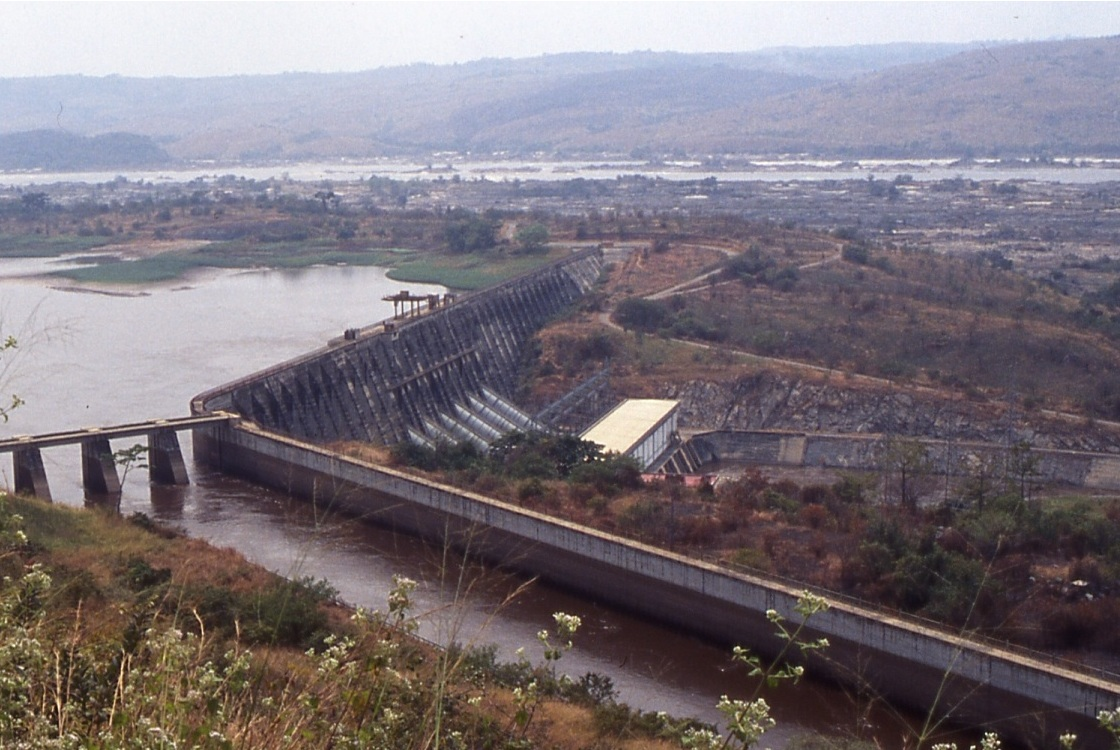
Die Inga-Staudämme

Die Demokratische Republik Kongo steht großen Herausforderungen gegenüber, was die Infrastruktur betrifft. Die bewaffneten Konflikte der näheren Vergangenheit haben dazu geführt, dass die Einrichtungen entweder direkt beschädigt oder ihr Erhalt vernachlässigt wurden. Somit ist mehr als die Hälfte der Anlagen dringend erneuerungsbedürftig. Um auf den Stand eines durchschnittlichen Entwicklungslandes zu kommen, müsste die Demokratische Republik Kongo jährlich etwa 5,3 Milliarden US-Dollar bzw. 75 % ihres Bruttoinlandsproduktes von 2006 aufwenden, gleichzeitig geht aktuell jährlich fast eine halbe Milliarde US-Dollar durch ineffiziente Infrastruktur verloren.

### Straßenverkehr
Der Kongo erbte bei seiner Unabhängigkeit ein teils sehr gutes Straßennetz von über 100.000 Kilometern Länge, das sich über das gesamte Land erstreckte. Unzureichende Wartung während der Herrschaft Mobutus sorgte dafür, dass in den 1990er Jahren nur noch etwa 10.000 Kilometer Straße befahrbar waren, die Überlandstraßen waren fast vollständig verschwunden. Die Länge des Straßennetzes wird heute mit rund 150.000 Kilometer angegeben, von denen nur rund 3000 Kilometer asphaltiert sind; es gibt in der Welt kaum ein Land, das ein so dünnes Straßennetz hat wie die Demokratische Republik Kongo. Auf 1000 km² kommen im Schnitt gerade 1 km befestigter und 14 km unbefestigter Straße. Weniger als die Hälfte des Straßennetzes befindet sich in annehmbaren Zustand und die Wiederherstellung vernünftiger Straßenverbindungen zwischen den Ballungsräumen des Landes gehört zu den dringendsten Aufgaben der Regierung. Die niedrige Bevölkerungsdichte, das Klima und die Topographie lassen den Unterhalt eines gut ausgebauten Straßennetzes aber sehr teuer werden, so dass das Land etwa 5 % seines Bruttonationalproduktes jährlich allein für den Unterhalt seiner Verkehrsinfrastruktur ausgeben müsste. Das ist ein Vielfaches dessen, was für öffentliche Investitionen in den letzten Jahren zur Verfügung gestanden ist. Als Konsequenz des Ganzen kostet es dreimal so viel, Güter auf der Straße wie auf dem Wasserweg zu transportieren, der Straßentransport ist in der Demokratischen Republik Kongo dreimal so teuer wie in seinen Nachbarländern. Um dem entgegenzuwirken, gibt es diverse gemeinnützige Projekte, die den Straßenbau aktiv fördern: So unterstützen Hilfsorganisationen etwa die Befestigung und Instandhaltung von Versorgungsstraßen, sodass diese auch von LKW befahren werden können, damit die teilweise sehr abgelegenen Dörfer die benötigten Warenlieferungen erhalten.
Der Straßenverkehr gilt als extrem unsicher. 2013 kamen in der DR Kongo insgesamt 33,2 Verkehrstote auf 100.000 Einwohner. Zum Vergleich: In Deutschland waren es im selben Jahr 4,3 Tote. Insgesamt kamen damit über 22.000 Personen im Straßenverkehr ums Leben. Die Rate an Verkehrstoten ist noch weitaus höher, wenn man sie der niedrigen Motorisierungsrate des Landes gegenüberstellt. 2007 kamen im Land 5 Kraftfahrzeuge auf 1000 Einwohner (in Deutschland waren es über 500 Fahrzeuge).

### Schienenverkehr
In der Kolonialzeit wurde der Ausbau eines Eisenbahnnetzes vorangetrieben, vorrangig zum effizienteren Transport der Rohstoffe, die per Bahn schneller aus dem Landesinneren an die Küste gelangen konnten. Heute verfügt die Demokratische Republik Kongo auf dem Papier über rund 5100 Kilometer Gleis in mehreren voneinander unabhängigen Netzen. Die Chemin de Fer Matadi-Kinshasa (CFMK) betreibt eine 366 km lange Verbindung zwischen Kinshasa und dem Hafen Matadi. Diese eingleisige Strecke stammt in ihrer heutigen Streckenführung aus den 1930er Jahren. Die Société Nationale des Chemins de fer du Congo (SNCC) betreibt ein weitaus größeres Netz mit Zentrum im Südosten des Landes, wobei die wichtigste Verbindung zwischen Kolwezi und der Grenze zu Sambia verläuft und teilweise bereits zu Kolonialzeiten durch die 50-Hz-Arbeitsgemeinschaft elektrifiziert wurde. Über die SNCC verlassen Rohstoffe, vor allem Kupfer, das Land. Die SNCC ist von Ilebo über den Fluss Kongo mit Kinshasa und damit der CFMK verbunden. Nachdem in Angola bis 2014 die Benguelabahn wiedererrichtet wurde, wurde sie innerhalb der DR Kongo mit dem Netz der SNCC verbunden, was Kupferexporte über den Atlantikhafen Lobito ermöglichte. Die Infrastruktur der SNCC ist alt und in sehr schlechtem Zustand, so dass mehr und mehr Rohstoffe über die Straße befördert wurden. Im 2023 wurde die Lobito Atlantic Railway eingeweiht, welche Kolwezi im Kongo mit Lobito an der Atlantikküste von Angola verbindet. Die Uelle-Bahnen werden größtenteils schon lange nicht mehr bedient, jedoch wurde der Abschnitt zwischen Bumba und Aketi im Jahr 2005 wiederhergestellt.
Im Vergleich mit den Eisenbahnnetzen seiner Nachbarländer verkehren auf den Schienen des Kongo sehr wenige Züge, die Indikatoren für Effizienz und Zuverlässigkeit sind deutlich schlechter und die Preise für die Güter- wie Personenbeförderung deutlich höher.

### Schiffsverkehr
Der Hafen von Matadi ist mit 2,5 Millionen Tonnen Kapazität der wichtigste Seehafen der Demokratischen Republik Kongo. Er liegt nahe der Kongo-Mündung, hat jedoch den Nachteil, dass er aufgrund der geringen Tiefe des Flusses nur von kleinen Schiffen erreicht wird, womit er vom Umladen in Pointe-Noire abhängt. Während Matadi für den Westteil des Landes von hoher Bedeutung ist, liegen die Häfen für die Städte im Osten der Demokratischen Republik Kongo an der afrikanischen Ostküste: Mombasa für den Nordosten, Daressalam und Durban für den Südosten.
Der Hafen von Matadi ist auch im afrikanischen Kontext ineffizient bei gleichzeitig hohen Kosten, darüber hinaus muss er regelmäßig ausgebaggert werden. Dies gilt auch für die kleineren Häfen Boma und Banana. Der direkte Zugang zum Tiefseehafen Pointe-Noire ist für die Demokratische Republik Kongo durch den desolaten Zustand der Bahn- und Straßeninfrastruktur in der benachbarten Republik Kongo versperrt.
Angesichts der schlechten Straßen und Gleise hat der Schiffsverkehr auf den Flüssen die größte Bedeutung für das Land. Mehr als 15.000 km des Kongo und seiner Nebenflüsse sind schiffbar. Zudem werden auf größeren Seen wie dem Kiwusee Fähren eingesetzt. Schlechte Wartung der Schiffe, Überladung, Nachtfahrten, nicht mehr funktionierende Leitsysteme sowie fehlende Sicherheitskontrollen und -ausstattungen wie Schwimmwesten führen jedoch immer wieder zu Unglücken mit zahlreichen Todesopfern.

### Flugverkehr
Aufgrund des schlechten Straßensystems und der geographischen Größe des Landes kommt dem Luftverkehr erhebliche Bedeutung zu. Während des Krieges waren viele Städte nur per Flugzeug erreichbar, Reisen auf dem Landweg waren durch die Rebellenpräsenz zu gefährlich. Von großer Bedeutung ist der Luftfrachtverkehr, die abgebauten Bodenschätze werden vor allem im Osten des Landes auf dem Luftweg abtransportiert, weil die Straßen unter Rebellenkontrolle stehen. Im Land gibt es fast 200 Flugplätze, aber nur 26 mit befestigter Landebahn. Größter Flughafen ist der Flughafen Ndjili in Kinshasa, weitere internationale Flughäfen befinden sich in den Städten Lubumbashi, Bukavu, Goma und Kisangani.
Aufgrund schlechter Wartung und mangelnder Sicherheitskontrollen kam es in Kongo wiederholt zu Flugunfällen, weshalb alle rund 50 kongolesischen Fluggesellschaften auf der schwarzen Liste der EU-Kommission stehen. Die einstmals größte Linie Hewa Bora musste 2011 nach einem Absturz ihren Betrieb einstellen. Viele Inlandsflüge werden von Kongolesen als Umsteigeverbindungen über das Ausland gebucht, um die einheimischen Luftlinien zu umgehen. Somit ist die Schaffung einer effizienten Aufsichtsbehörde über den Luftverkehr von oberster Dringlichkeit.

### Energie- und Wasserversorgung
Die Demokratische Republik Kongo gewinnt elektrische Energie fast ausschließlich aus Wasserkraft. Die beiden größten Kraftwerke sind die zwei Inga-Staudämme am Unterlauf des Kongo. Sie gingen 1972 (Inga I) bzw. 1982 (Inga II) in Betrieb und versorgen sowohl die Hauptstadt Kinshasa als auch Bergbaubetriebe in Katanga mittels der HGÜ Inga-Shaba mit Strom.
Die Demokratische Republik Kongo hat das größte Wasserkraft-Potenzial Afrikas. Es beträgt 100 GW, ist kostengünstig zu erschließen und könnte neben dem Kongo selbst auch die Exportmärkte im südlichen Afrika versorgen. Bis dato ist das Potenzial jedoch weitgehend ungenutzt, im Jahr 2009 waren nur 2,4 GW Leistung installiert, die Vernachlässigung während der Bürgerkriege hat jedoch dazu geführt, dass nur 1 GW überhaupt einsatzbereit ist.
Der im Mai 2013 angekündigte Ausbau der Inga-Staudämme kann als Schritt in Richtung der Entwicklung des riesigen Potenzials verstanden werden.
In der Demokratischen Republik Kongo haben etwa 30 % der Bevölkerung Zugang zu Leitungswasser, meist öffentlich oder auch im eigenen Haus. Fast ein Viertel der Bevölkerung ist jedoch auf Oberflächen-Wasser angewiesen. Besorgniserregend ist, dass dieser Anteil steigt. Der Anteil der Bevölkerung, die nicht einmal Zugang zu einer Latrine hat, liegt bei einem Sechstel, auch dieser Anteil steigt. Der öffentliche Wasserversorger heißt Regideso, er agiert bei weitem weniger effizient als seine Pendants in anderen afrikanischen Staaten. 40 % des Wassers gehen in seinem Netz verloren und nur 70 % des konsumierten Wassers wird bezahlt.

### Internet und Telekommunikation
Im Jahr 2022 nutzten 27,2 Prozent der Einwohner der Demokratischen Republik Kongo das Internet. Zum Anstieg der Internetnutzung in den 2010er Jahren auf diesen Wert trug vor allem die Fertigstellung des West Africa Cable System, einem durch viele afrikanische Staaten verlaufenden See-Telekommunikationskabel von Südafrika nach Großbritannien, im Jahr 2013 bei. Der Verbindungspunkt des Systems im Kongo ist die Kleinstadt Muanda. Dennoch haben nach wie vor nur wenige Kongolesen regelmäßigen Zugang zum Internet, was hauptsächlich an den extrem hohen Preisen liegt. Eine verlässliche Internetflatrate kann 100 US-Dollar im Monat kosten, für die meisten Menschen mehr als ein Monatsgehalt.
Das Telefonnetz des staatlichen Betreibers OCPT ist unzuverlässig und unzureichend, es gibt daher nur rund 10.000 Festnetzanschlüsse im ganzen Land. Trotz schwieriger wirtschaftlicher Rahmenbedingungen hat sich die Mobiltelefonie in der Demokratischen Republik Kongo schnell entwickelt. Die Nutzungsrate von Mobiltelefonen ist heute verhältnismäßig hoch, im Jahr 2017 gab es 42 Handyverträge per 100 Einwohner. Der lebhafte Wettbewerb zwischen den vier Anbietern führt zu niedrigen Preisen, wie auch in den Nachbarländern.

### Literatur

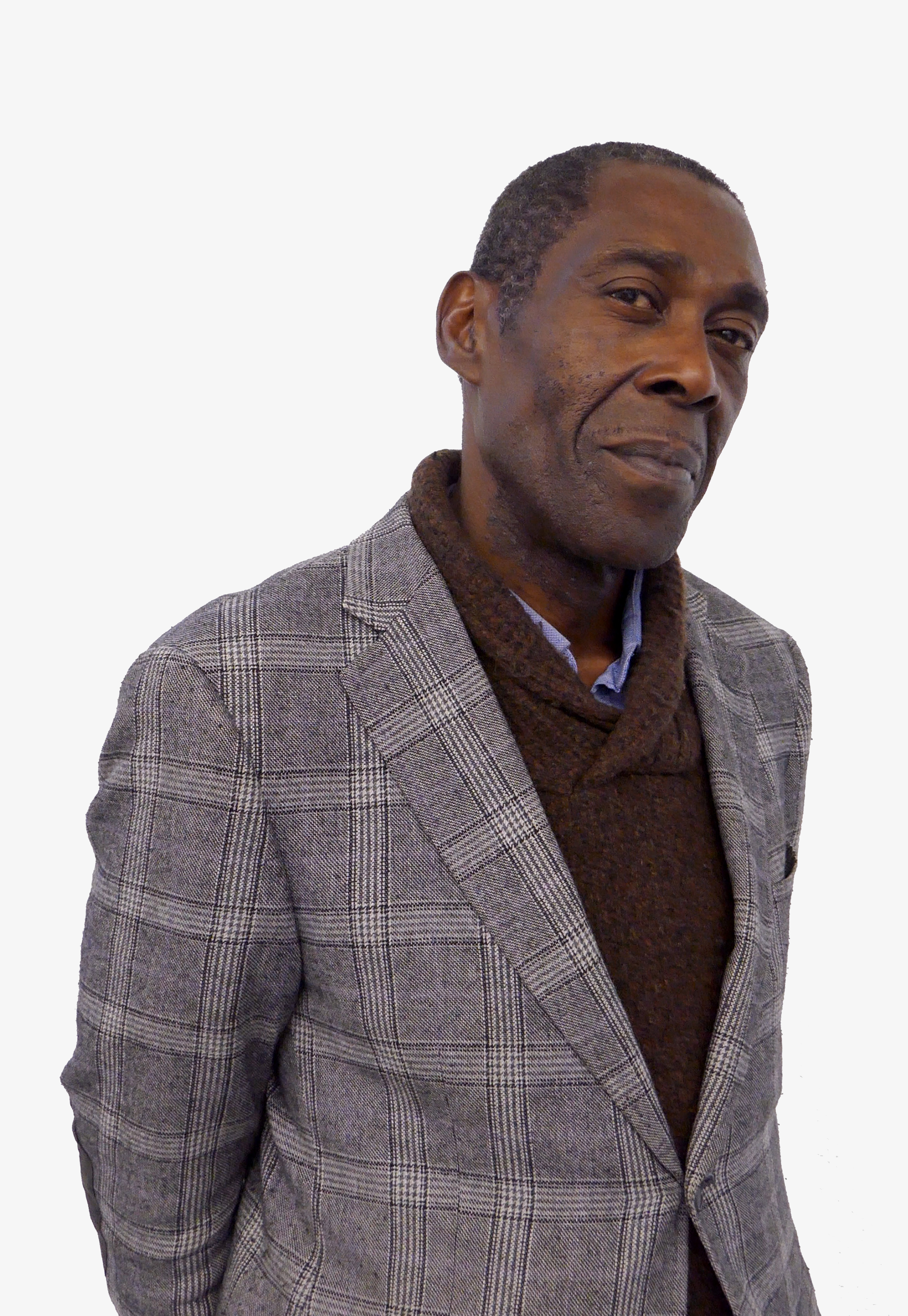
In Koli Jean Bofane, 2016

## Kultur

### Medien

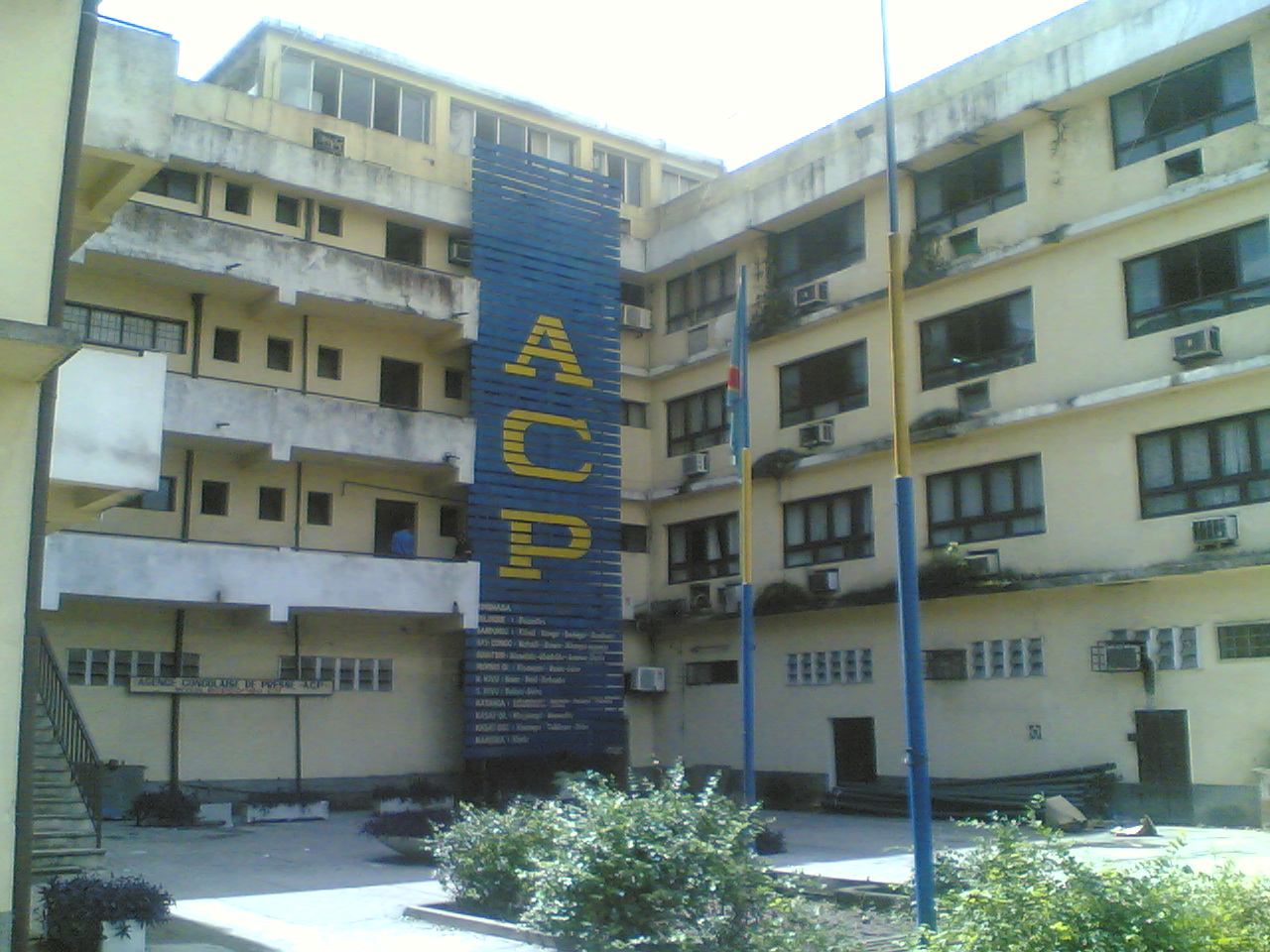
Hauptsitz der Agence Congolaise de Presse in Kinshasa

Trotz der in der Verfassung des Landes garantierten Informations- und Pressefreiheit sieht die Nichtregierungsorganisation Reporter ohne Grenzen in der Demokratischen Republik Kongo eine schwierige Lage für die Pressefreiheit. Die Medien im Land sind zum überwiegenden Teil im Besitz oder unter dem Einfluss politischer Gruppierungen. Die Journalisten sind finanziell von ihren Auftraggebern abhängig; eine Situation, die unabhängige Berichterstattung auch ohne direkte staatliche Interventionen einschränkt. Die Qualität der Berichterstattung ist allgemein schlecht. Die Journalisten sind unzureichend ausgebildet, schlecht bezahlt, oft korrupt und durch ihre Auftraggeber in der Berichterstattung eingeschränkt. Kritische Journalisten werden bedroht, erpresst, verhaftet und gelegentlich ermordet, sodass Selbstzensur weit verbreitet ist. Urheberrechte werden selten beachtet. Das Land hat drei bedeutsame Nachrichtenagenturen:
- Agence Congolaise de Presse (staatliche Nachrichtenagentur)
- Digital Congo (Agentur der Präsidentenfamilie)[169]
- Documentation et Informations Africaines (D.I.A.) (kirchliche Nachrichtenagentur seit 1970)

#### Fernsehen und Hörfunk
Das Radio ist das reichweitenstärkste Medium des Landes und ist auch im ländlichen Raum sehr verbreitet. Im Jahr 2007 gab es im Land zwei staatliche und über 200 private, lokale Radiosender. Die UNO betreibt das landesweit empfangbare Radio Okapi; daneben sind die ausländischen Sender BBC World Service und Radio France Internationale zu empfangen. RFI musste 2009 zeitweilig den Betrieb im Kongo einstellen, nachdem der Sender Kritik an der kongolesischen Armee geübt hatte. Ende 2012 wurde zeitweilig die Ausstrahlung von Radio Okapi unterbunden, laut Mutmaßungen infolge eines Interviews mit dem Präsidenten der Bewegung 23. März, offiziell jedoch aus administrativen Gründen. Das Fernsehen wurde 1978 eingeführt und verbreitete anfangs Mobutus Propaganda, der sich als vom Himmel auf die Erde herabschwebender Halbgott darstellen ließ.
Heute gibt es neben dem staatlichen Radio-Télévision nationale congolaise (RTNC) bis zu 50 weitere, zumeist lokale, Privatsender wie Radio Télévision Groupe L’Avenir (RTG@). Allgemein ist das Programm aus Geldknappheit qualitativ eher schlecht, so werden zumeist Musik, Wiederholungen oder politische Reden ausgestrahlt.

#### Printmedien

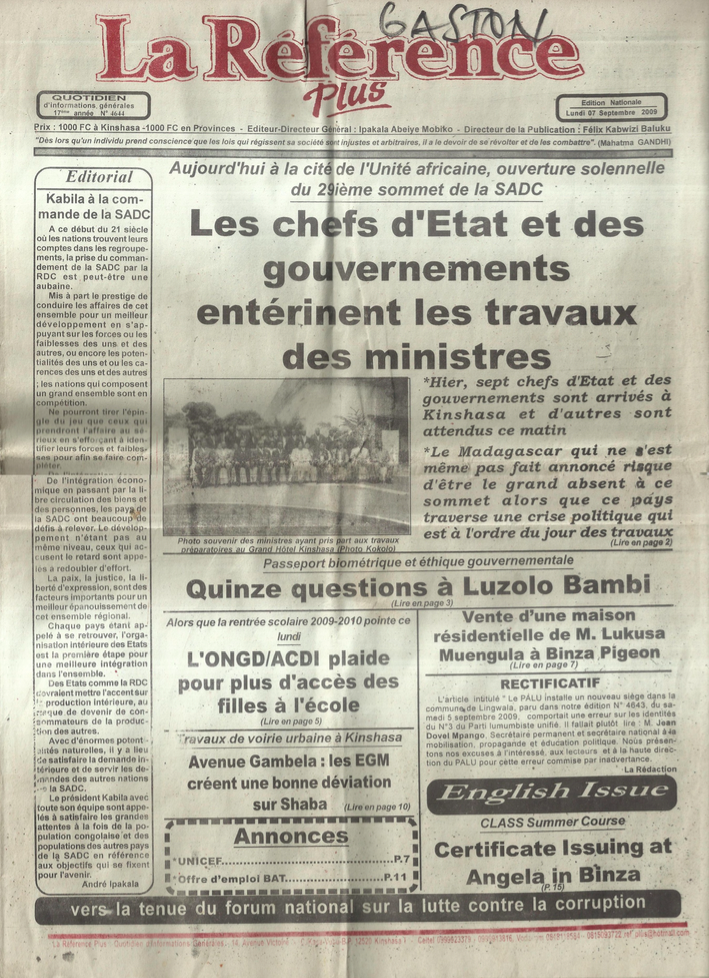
La Référence Plus, 2009

Zeitungen sind mit einem Preis von etwa einem US-Dollar für die meisten Kongolesen unerschwinglich und daher wenig verbreitet. Grund für die hohen Preise ist der fehlende Anzeigenmarkt, wodurch sich die Zeitungen fast vollständig über den Verkaufspreis finanzieren müssen. Der Zeitungsmarkt konzentriert sich fast nur auf die Landeshauptstadt Kinshasa, der Vertrieb auf dem flachen Land ist mangels Infrastruktur zu teuer. In Kinshasa gibt es neun regelmäßig erscheinende Zeitungen, von denen sechs der Opposition und drei der Regierung zugewandt sind. Im ganzen Land dürfte es über 200 Zeitungen geben, die allerdings mitunter nur sehr unregelmäßig erscheinen.

### Küche

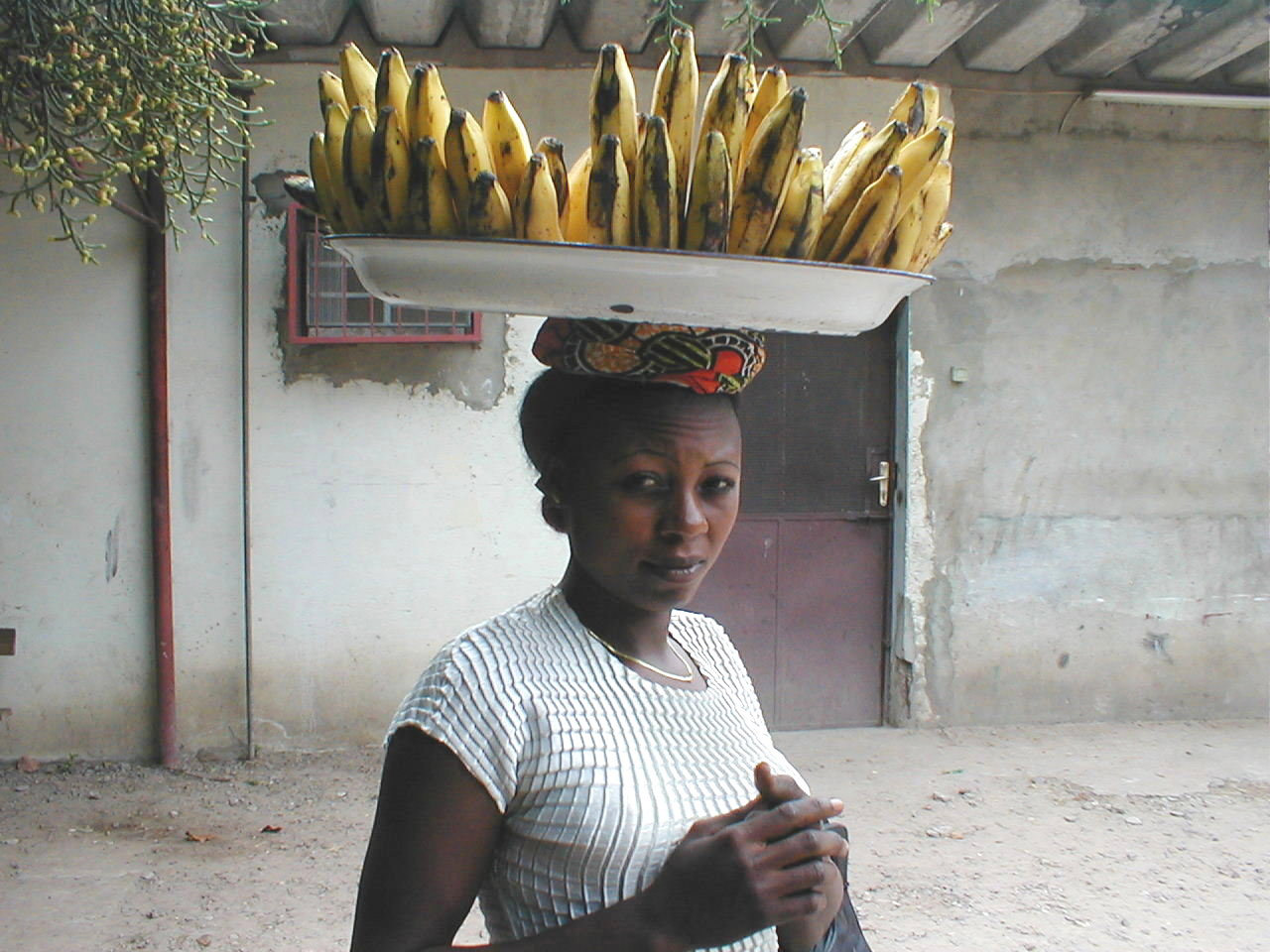
Eine kongolesische Frau trägt Bananen

Das Hauptnahrungsmittel in der Demokratischen Republik Kongo ist Maniok, dessen Wurzeln gekocht, gebraten, zu Brot oder Fufu-Brei verarbeitet oder als Atiéké konsumiert werden, außerdem Taro, Mais und Reis; letztere vor allem in Kasai und Katanga. Die Blätter der Maniok-Pflanze werden ebenfalls konsumiert: Pondu ist ein im ganzen Land verbreitetes, häufig an Festtagen zubereitetes Gericht, bei dem feingeschnittene Maniok-Blätter gekocht und dann in Palmöl geschmort werden. Dazu isst man häufig gestampfte Erdnüsse.
Außerdem sind die Kongolesen relativ große Konsumenten von Fleisch, neben Rindfleisch (vor allem in Kivu) sowie Geflügel-, Schweine- und Hammelfleisch kommen auch häufig Wildtiere wie Krokodil, Büffel, Schlange oder Insekten (Bushmeat) auf den Tisch. Bedingt durch die große Anzahl von Flüssen wird auch viel Fisch konsumiert, häufig getrocknet oder gesalzen. In der Regel ist das Essen scharf gewürzt, wobei Gewürze wie Chili, Ingwer, Knoblauch und Pfeffer, manchmal auch Koriander, Kümmel, Sesam, Muskat oder schwarzer Kardamom zum Einsatz kommen. Als Zwischenmahlzeit dienen oft Früchte wie Ananas, Bananen, Papayas, Mangos und Kokosnüsse.
Fremde Küchen haben auf die Kochkunst des Kongo wenig Einfluss gehabt; zu nennen ist hier jedoch der von den Portugiesen übernommene gesalzene Stockfisch.

### Kunst

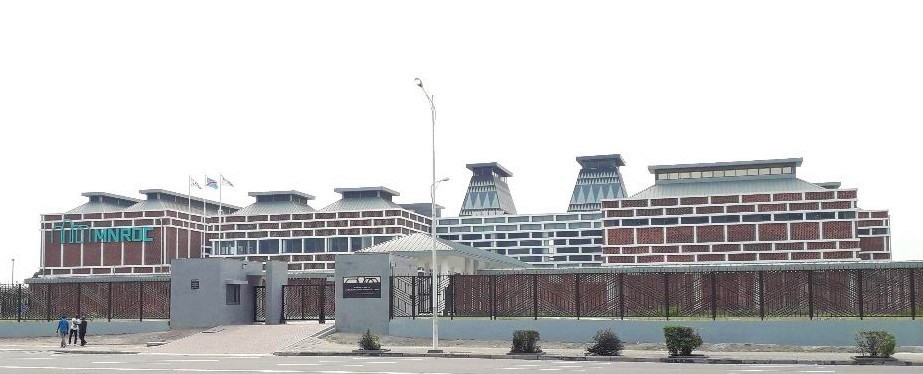
Nationalmuseum in Kinshasa

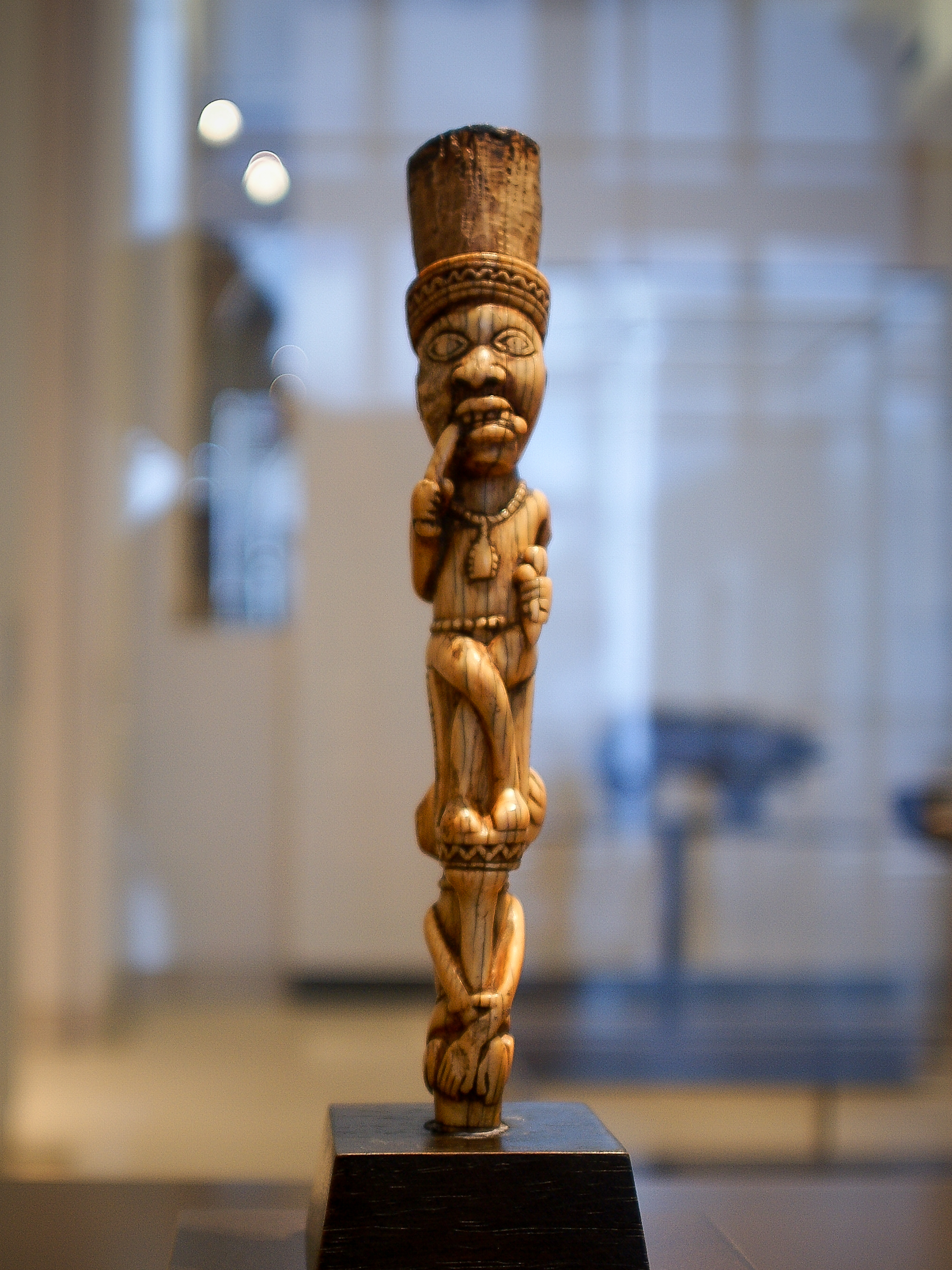
Yombe-Skulptur aus dem 19. Jahrhundert, Louvre, Paris

Das Kunstzentrum des Landes ist Kinshasa, dort befindet sich Zentralafrikas einzige Kunstakademie auf dem Niveau einer Hochschule, die Académie des Beaux-Arts de Kinshasa. Die bekanntesten Künstler des Landes unterrichten hier. Neben der Galerie der Akademie wird Kunst im französischen und belgischen Kulturzentrum und in der kommerziellen Galerie Symphonie des Arts präsentiert, ebenso wie in den privaten Studios der bekannteren Künstler wie Claudy Khan, Henri Kalama Akulez und Lema Kusa.
Die traditionellen und modernen Künste des Landes werden seit November 2019 im neuen Nationalmuseum in Kinshasa präsentiert. Die bedeutendste Sammlung der materiellen und immateriellen Kultur des Kongo besitzt jedoch das Afrikamuseum in Belgien.

### Musik

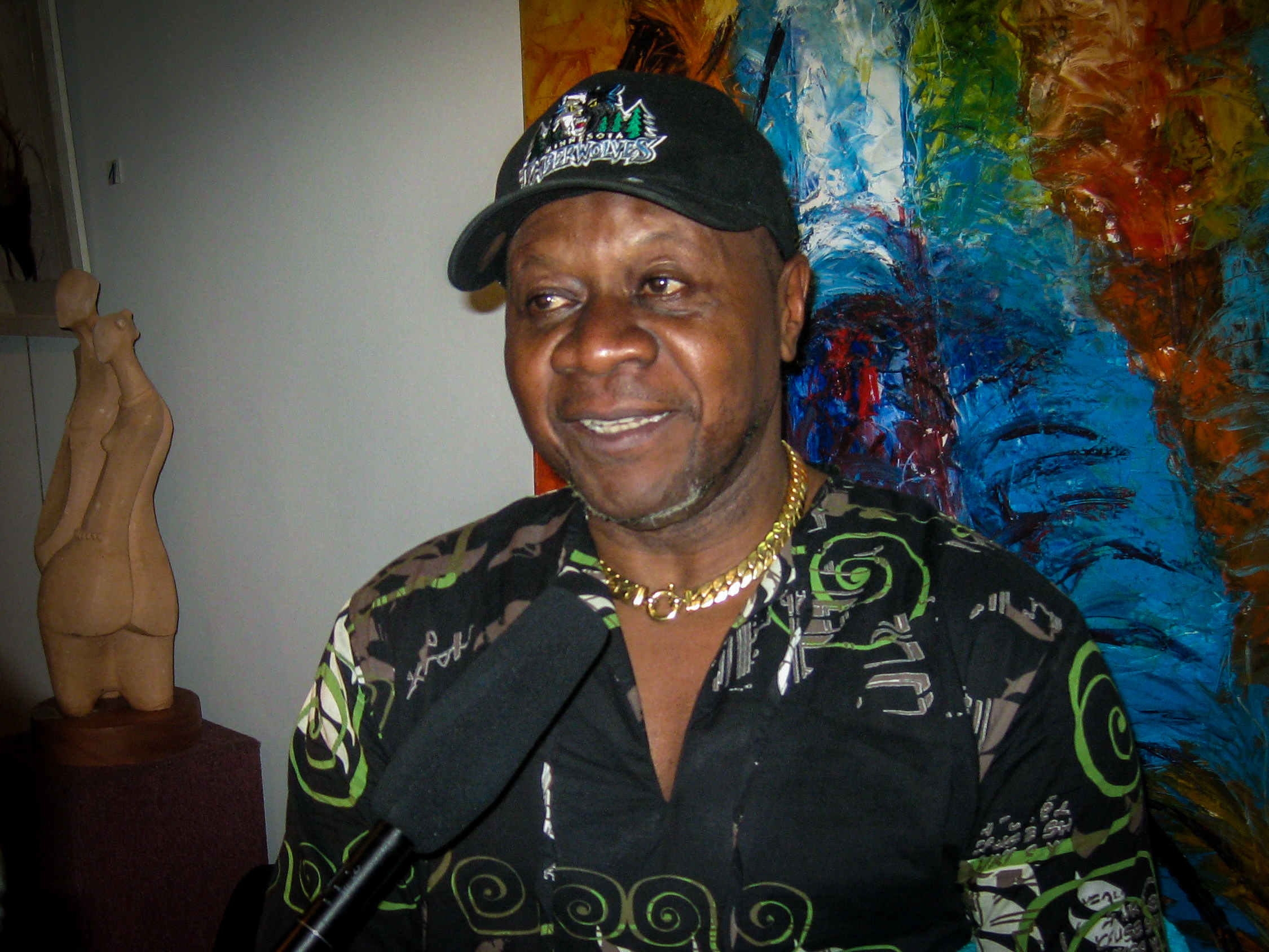
Papa Wemba, 2009

Die verschiedenen Arten der traditionellen afrikanischen Musik und der alten religiösen Gesänge variieren von Region zu Region. Sie besitzen Tonsysteme mit fünf-, sechs- und siebentönigen Tonleitern. Klar unterscheiden lässt sich die Musik der Bantu- und der Pygmäengruppen.
Während der Kolonialzeit bildete sich in den 1920er Jahren eine größere Musikszene in der Koloniehauptstadt Léopoldville (heute Kinshasa). Sie bestand sowohl aus Kongolesen als auch aus westafrikanischen Ausländern wie den Hausa und französischen und US-amerikanischen Soldaten. So bildete sich nach und nach der Soukous-Musikstil heraus, welcher auch heute noch typisch für die Kongoregion ist. Neben dem Gesang waren die damals wichtigsten Instrumente Gitarre, Schlagzeug, Akkordeon und Klarinette. Nach und nach kamen Saxophone, Trommeln und später E-Gitarren hinzu. Es entstand auch ein Soukous-Tanz, welcher vor allem vom Rumba-Tanz inspiriert wurde. Der bekannteste kongolesische Sänger der 1950er Jahre war Wendo. Er veröffentlichte den Hit Marie-Louise, der von vielen als Ausgangspunkt für die moderne kongolesische Musik gesehen wird.
Nach der Unabhängigkeit des Landes 1960 entstanden immer mehr kleinere Musikgruppen in Léopoldville, die das Musikgeschäft stetig wachsen ließen. Bands wie African Jazz und OK Jazz erreichten europaweite Bekanntheit und tourten vor allem durch Belgien. In den 1970er Jahren begann aber die Phase der Zaiko-Generation, welche vor allem gitarrenlastig war und von Musikern wie Papa Wemba oder der Musikgruppe Madilu System vertreten wurde.
Auch heute noch treten die bekanntesten Musikgruppen des Landes auch international auf, doch der Musikstil hat sich weiter gewandelt: Neben der besonders in kongolesischen Diskotheken beliebten schnellen Soukous-Variante N’dombolo, zu der sehr körperbetont getanzt wird, gibt es erfolgreiche kongolesische Weltmusik-Gruppen. Zu ihnen zählt die Band Staff Benda Bilili, die 2009 auf der World Music Expo den Künstler-Preis für Weltmusik gewann. Die Gruppe wurde wie das Orchestre Symphonique Kimbanguiste durch einen Dokumentarfilm bekannt. Beim Orchestre Symphonique Kimbanguiste handelt es sich um das einzige Symphonieorchester Zentralafrikas. Einem breiteren Publikum in Europa ist der kongolesische Sänger und Tänzer Jessy Matador bekannt, seit er für Frankreich beim Eurovision Song Contest 2010 auftrat. Er verkörpert die moderne kongolesische Popmusik.
In Gbadolite, einer Stadt im Norden des Landes und nahe dem Fluss Ubangi, in der Präsident Mobutu einen neuen Regierungs-Palast erbauen ließ, ließ Mobutu eine wertvolle Orgel aus Deutschland in die Kirche, die unmittelbar neben dem Palast liegt, von der bekannten Orgelbauwerkstatt Oberlinger aus Windesheim einbauen. Die berühmtesten Organisten der Welt wurden zu Konzerten eingeladen und die Bevölkerung war begeistert, als sie das erste Mal Werke von Johann Sebastian Bach oder Max Reger hörten.

### Kino
Erste Filmstudios entstanden bereits in der Zeit der belgischen Kolonialherrschaft. Aufgrund des Mangels an finanziellen Mitteln und technischer Ausrüstung sind Filmproduktionen in der DR Kongo gering geblieben. Lediglich zwei kongolesische Regisseure konnten beim Panafrikanischen Film- und Fernsehfestival eine Auszeichnung gewinnen, nämlich Kwamy Mambu Nzinga und Mwenze Ngangura.

### Sport

#### Fußball

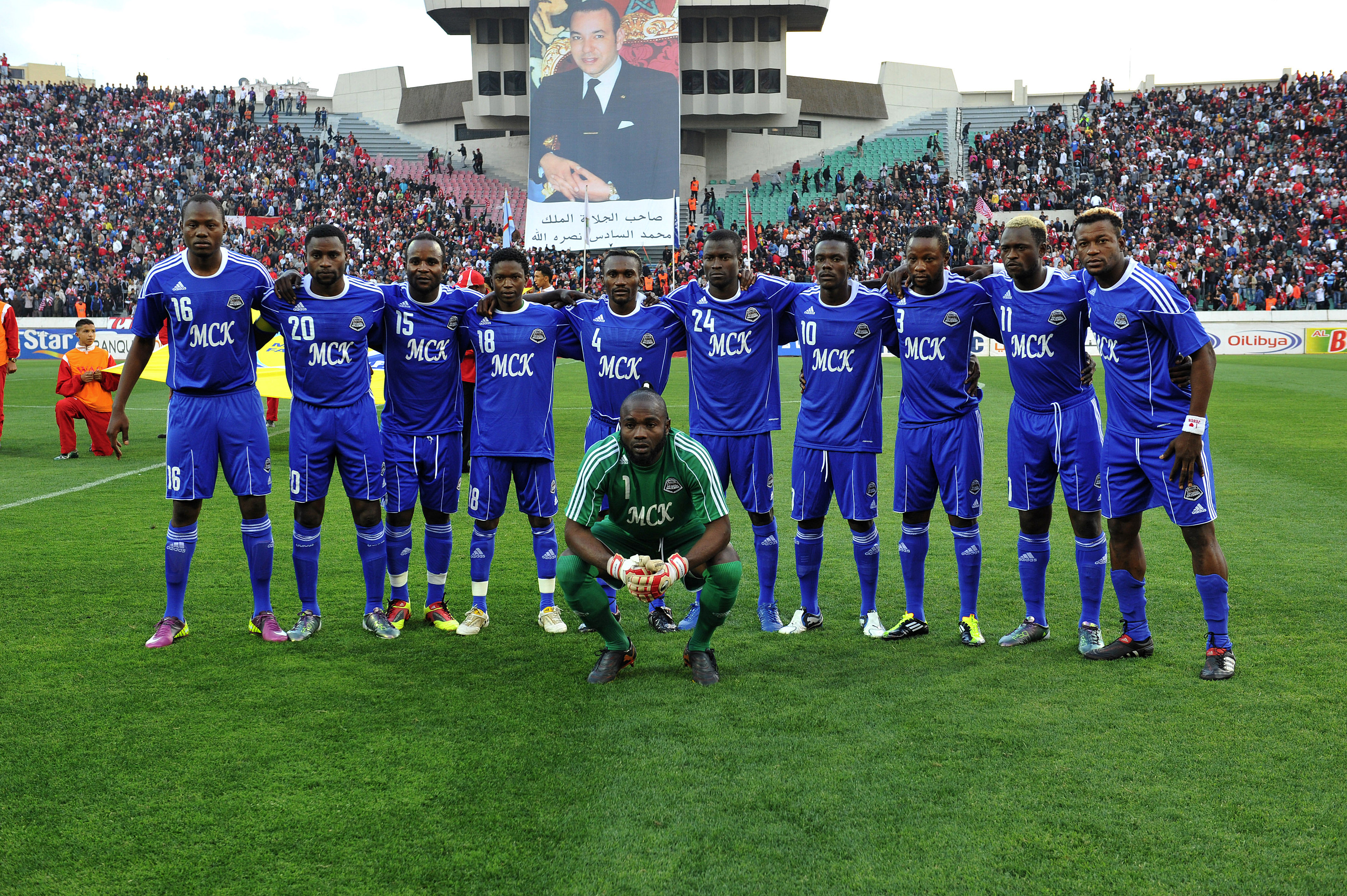
Mannschaftsfoto des bedeutendsten Fußballvereins des Landes TP Mazembe aus dem Jahr 2011

Das Stade des Martyrs

Der dominierende Sport in der Demokratischen Republik Kongo ist der Fußball. Obwohl die Stadien häufig in einem sehr schlechten Zustand sind, sind Fußballspiele in der Lage, eine große Anzahl an Zuschauern anzuziehen. Die größten Erfolge der Nationalmannschaft des Landes liegen indes schon weit zurück: Die Auswahl gewann die Afrikameisterschaften von 1968 und 1974; 1974 war das damalige Zaire zudem der erste schwarzafrikanische Teilnehmer bei einer Fußballweltmeisterschaft, blieb dort aber chancenlos. Angesichts der wenigen Aufstiegsmöglichkeiten versuchen die kongolesischen Fußballer, im Ausland bei einem Club anzuheuern. Zu jenen, die dabei Glück und Erfolg hatten, gehörten Jean-Santos Muntubila und Eugène Kabongo in den 1980er Jahren. Eine nationale Fußballliga gibt es in der Demokratischen Republik Kongo nicht. Der Versuch, eine landesweite Liga zu etablieren, wurde in den 1980er Jahren zwar unternommen, nach zwei Spielzeiten jedoch aufgegeben. Die Infrastruktur erwies sich als zu schwach, die Distanzen zu groß und die finanziellen Möglichkeiten zu gering. Der Landesmeister wird deshalb in regionalen Ligen ermittelt, deren beste Mannschaften im K.-o.-System gegeneinander um die Coupe du Congo spielen. Der derzeit mit Abstand erfolgreichste Fußballverein des Kongo ist Tout Puissant Mazembe aus Lubumbashi. Der Club, der Moïse Katumbi, dem reichen Ex-Gouverneur der Provinz Katanga, gehört, gewann in den Jahren 2009 und 2010 die CAF Champions League und zog 2010 als erste afrikanische Fußballmannschaft überhaupt ins Finale der FIFA-Klub-Weltmeisterschaft ein. Außer Mazembe konnten der AS Vita Club und der Daring Club Motema Pembe die CAF Champions League gewinnen. Andere bekannte Vereine sind der FC Bilima, FC Saint Eloi Lupopo und Lubumbashi Sport. Das mit einer Kapazität von 80.000 Plätzen mit Abstand größte Stadion des Landes ist das Stade des Martyrs. Dort tragen die Hauptstadtvereine Daring Club Motema Pembe und Inter Kinshasa Fußballspiele aus.

#### Andere Sportarten
Weitere Sportarten spielen eine untergeordnete Rolle. International konnte die Basketballmannschaft der Damen auf sich aufmerksam machen. Des Weiteren genießen Boxen und Catchen eine gewisse Popularität.
In der Zeit der Diktatur von Mobutu Sese Seko wurden Sportereignisse auch zu Propagandazwecken benutzt, um die Macht Mobutus zu stärken und dem Staat Zaire internationale Anerkennung zu sichern. Hierfür ist vor allem der Boxkampf Rumble in the Jungle zwischen George Foreman und Muhammad Ali zu nennen, der 1974 im Stade Tata Raphaël in Kinshasa stattfand. Es war das erste weltweit beachtete Sportereignis auf afrikanischem Boden.

#### Olympische Spiele und Special Olympics
1968 nahmen erstmals Athleten Zaires an den Olympischen Sommerspielen teil. Danach kam es 1984 wieder zu einer Teilnahme. Seitdem nehmen Athleten der DR Kongo und ihrer Vorgängerstaaten ununterbrochen an den Sommerspielen teil, ohne allerdings dabei eine Medaille errungen zu haben.
Special Olympics Demokratische Republik Kongo nahm bereits mehrmals an Special Olympics Weltspielen teil.

### Feiertage
Zur Erinnerung an die Unabhängigkeit von Belgien 1960 wird am 30. Juni der Jour de l’Indépendance gefeiert. Dies ist der Nationalfeiertag der Demokratischen Republik Kongo, insgesamt gibt es aber neben diesem eine Reihe weiterer gesetzlicher Feiertage, an denen die meisten öffentlichen Institutionen und Geschäfte geschlossen bleiben:
| Datum        | Name                   | Deutscher Name     | Anmerkungen                                                 |
| ------------ | ---------------------- | ------------------ | ----------------------------------------------------------- |
| 1. Januar    | Jour de l’An           | Neujahr            |                                                             |
| 4. Januar    |                        | Tag der Märtyrer   | Erinnerung an die Unruhen in Léopoldville am 4. Januar 1959 |
| 1. Mai       | Fête du travail        | Tag der Arbeit     |                                                             |
| 20. Mai      |                        | Tag der Partei     |                                                             |
| 24. Mai      |                        | Tag der Fischer    |                                                             |
| 30. Juni     | Jour de l’Indépendance | Unabhängigkeitstag | Nationalfeiertag                                            |
| 1. August    |                        | Tag der Eltern     |                                                             |
| 14. Oktober  |                        | Tag der Jugend     |                                                             |
| 25. Dezember | Noël                   | Weihnachtsfeiertag |                                                             |

## Dokumentationen
- Kongo - im Reich der Stille. (Originaltitel: L’empire du silence.) TV-Dokumentarfilm in HD von Thierry Michel, Belgien / RCB 2021, deutsche Synchronfassung: arte 2024 (permanent abrufbar auf: youtube.com).

### Landeseigene Links
- Offizielle Website des Präsidenten der D.R. Kongo (französisch)

### Landesprofil bei Ministerien deutschsprachiger Staaten
- Auswärtiges Amt (D): Demokratische Republik Kongo. auf www.auswaertiges-amt.de.
- Bundesministerium für europäische und internationale Angelegenheiten (A): Länderspezifische Reiseinformation: Kongo – Demokratische Republik (Demokratische Republik Kongo). auf www.bmeia.gv.at.
- Eidgenössisches Departement für auswärtige Angelegenheiten (CH): Demokratische Republik Kongo. auf www.eda.admin.ch.

### Internationale Links
- United Nations: United Nations Statistics Division. Democratic Republic of the Congo. auf www.data.un.org (englisch).
- The World Bank: Countries. Democratic Republic of Congo. auf www.worldbank.org (englisch).
- US-Government: CIA World Fact Book. Congo, Democratic Republic of the. auf www.cia.gov (englisch).
- Electoral Institute for Sustainable Democracy in Africa: African Democracy Encyclopaedia Project: Democratic Republic of Congo. auf www.eisa.org (englisch).
- WHO: Democratic Republic of Congo. auf www.afro.who.int (englisch).
- Welternährungsprogramm der Vereinten Nationen: Democratic Republic of the Congo. auf www.wfp.org (englisch).
- UNHCR: Democratic Republic of the Congo. auf www.unhcr.org (englisch).
- Minority Rights Group International: Democratic Republic of the Congo. auf www.minorityrights.org (englisch).
- UNCTAD: Catalogue of Diversification Opportunities 2022. Dem. Rep. of the Congo. auf www.unctad.org (PDF; 130 kB, englisch).

### Weitere Links
- Deutsche Gesellschaft für Internationale Zusammenarbeit (GIZ): Demokratische Republik Kongo (DR Kongo).
- Demokratische Republik Kongo. Deutsche Entwicklungszusammenarbeit mit der Demokratischen Republik Kongo (BMZ)
- CongoForum – aktuelle Nachrichten und Pressemitteilungen aus der DR Kongo (französisch, englisch, niederländisch)
- Iseewanga Indongo-Imbanda: Deutschsprachiges Hintergrundmaterial und aktuelle Nachrichten aus der DR Kongo
- Mission de l’Organisation des Nations Unies pour la Stabilisation en République démocratique du Congo. UN-Mission in der DR Kongo (englisch, französisch)
- Radio Okapi: Website des von der MONUSCO getragenen französischsprachigen Rundfunksenders. (französisch)